# Storia della moda 1650-1700

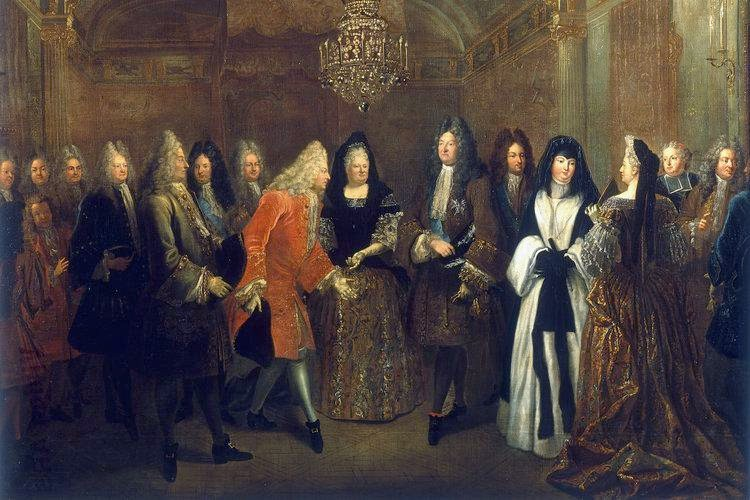
Louis de Silvestre, Luigi XIV riceve l'elettore di Sassonia e futuro re di Polonia Augusto III a Versailles nel 1714; tra i due si trova Elisabetta Carlotta del Palatinato in una grande veste di broccato. La duchessa di Berry, rimasta vedova, è accanto al re in una veste nera da lutto con rifiniture di pelliccia bianca.

Durante il periodo di regno di Luigi XIV di Francia (1638-1715), a seguito della guerra dei trent'anni, la Francia ottenne de facto il dominio del costume e della cultura in Europa, divenendo il modello principale in tutti i campi dalle scienze all'architettura, dall'orticoltura all'interior design. Per secoli, il francese fu la lingua delle classi colte e dell'aristocrazia. Per questo motivo la corte di Versailles rappresentò un vero e proprio faro guida per quasi tutti i paesi dell'epoca in termini di costumi e moda.
In termini di abbigliamento e acconciature, la Francia aveva già sviluppato un proprio stile nei decenni precedenti, durante la guerra dei trent'anni, ed aveva già esercitato una certa influenza sui costumi europei, ma questa supremazia fu promossa consapevolmente e intenzionalmente da Luigi XIV, non da ultimo per interessi mercantili. Ad esempio, sotto il suo regno venne stimolata fortemente la produzione della seta (la città di Lione divenne per secoli un centro famoso di produzione e lavorazione) così come la produzione del merletto, in cui Venezia si era fino ad allora specializzata.
Inoltre, vennero state stampate le prime riviste in cui si potevano vedere le immagini delle ultime mode di Versailles e addirittura le bambole per bambini venivano acconciate e vestite con abiti alla moda così da servire da materiale illustrativo per gli appassionati dell'"ultima moda".
Poiché Luigi XIV salì al trono all'età di cinque anni e regnò per moltissimo tempo, la moda tra il 1650 e il 1715 circa non fu completamente uniforme, ma è possibile comunque determinare il cambiamento delle mode per entrambi i sessi. L'epoca può essere approssimativamente suddivisa in una fase iniziale fino al 1670 circa, un periodo di transizione dal 1670 circa al 1680 e una fase tarda dal 1680-1685 sino al 1715.

## La moda maschile

### Dal 1650 al 1670

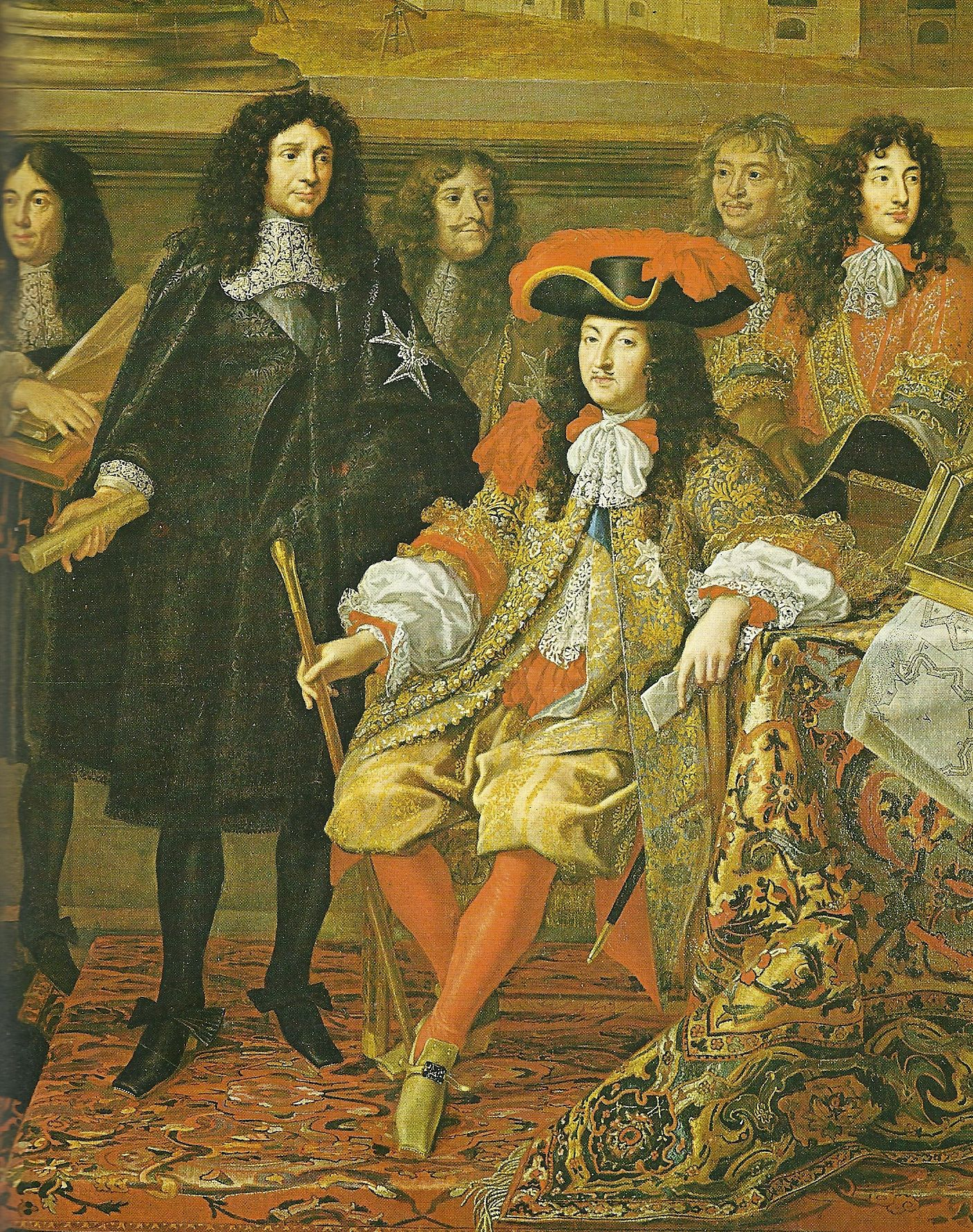
Henri Testelin, Luigi XIV con Colbert nell'Académie Royal des sciences, 1667 (particolare)

Molti scrittori di moda tra XIX e XX secolo, prendendo in considerazione anche le epoche precedenti, hanno più volte definito la moda della seconda metà del XVII secolo come "femminile". Il re stesso divenne la prima icona della moda sotto ogni aspetto.
Nella giovinezza del Re Sole, tra il 1650 e il 1670 circa, gli uomini indossavano abiti sorprendentemente colorati, giocosi, simili a quelli di un uccello del paradiso: gli stivali erano molto alti (talvolta fino al ginocchio) e iniziarono a comparire i cosiddetti pantaloni Rheingrafen, che venivano portati sino alle ginocchia ed erano decorati con un gran numero di nastri e fiocchi dai colori vivaci, di velluto o seta, chiamati petite oye. La giacca era composta da un farsetto aperto molto corto, quasi come un bolero, dal quale faceva capolino la camicia sottostante rigonfia sulle maniche a sbuffo oltre che sul davanti, riccamente decorata con pizzo sui polsini e sul collo. Nastri e fiocchi si trovavano anche sul collo, sulle spalle e sulle maniche. Sopra il tutto trovava spazio un ampio mantello o un ampio cappotto lungo fino al ginocchio, e sui lunghi capelli ricci si trovava sovente un cappello piumato.
La parte inferiore delle gambe era rivestita con calze di seta, accompagnate spesso da scarpe con (per la moda maschile) tacchi relativamente alti, che di solito erano rossi per il re e i cortigiani, e spesso decorate con un fiocco. Molti gentiluomini usavano un bastone da passeggio per pure esigenze decorative, ma esso era utile anche per trovare stabilità nell'uso dei tacchi alti. Durante la guerra, i gentiluomini indossavano ancora stivali, ma le falde non erano così larghe come durante il periodo della guerra dei trent'anni.

Moda maschile: c. 1650-1670
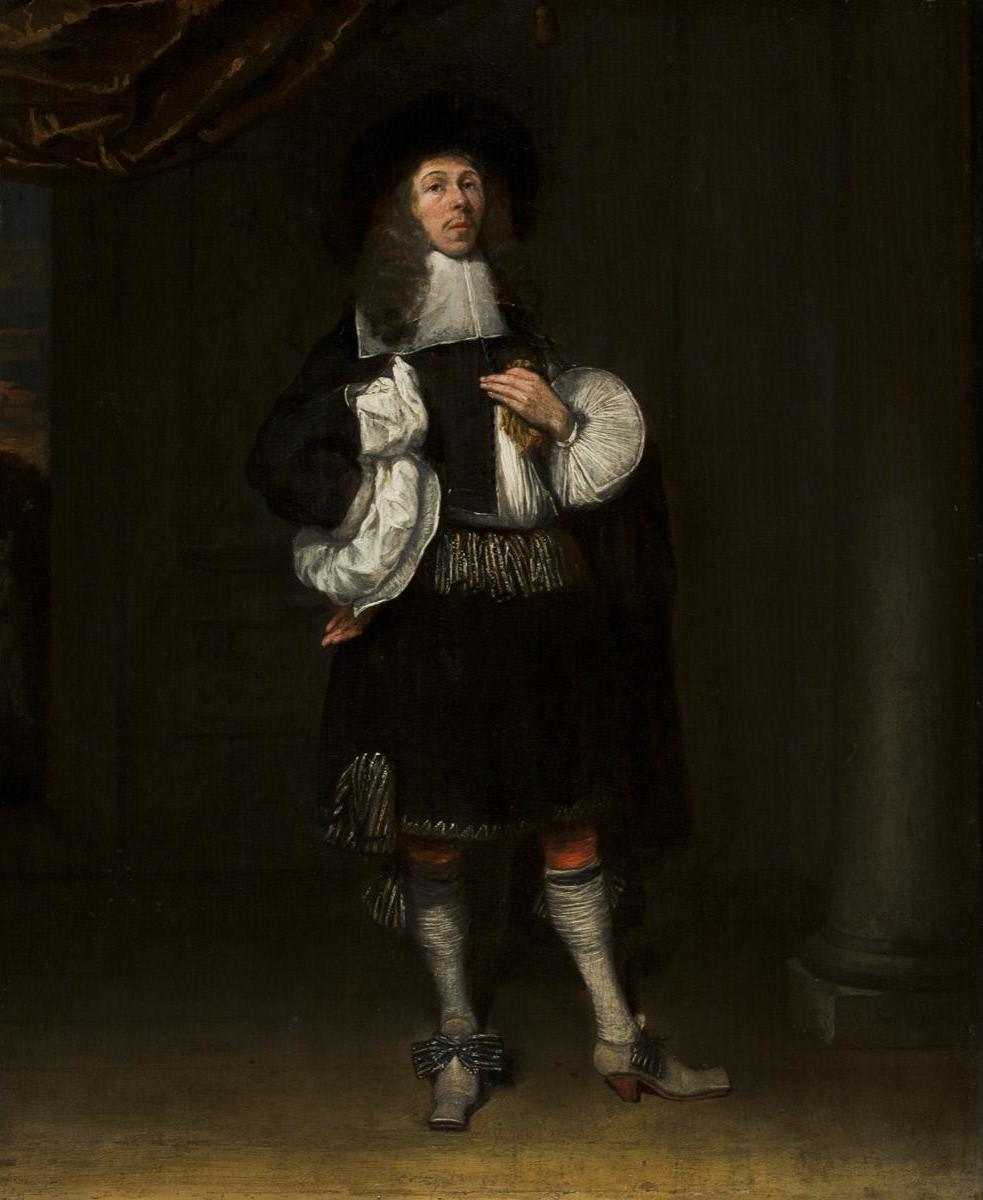
Caspar Netscher, Uomo con i rengravi, 1659
Jan Mijtens, Jean-Jacques de Geer, (1632–1696), c. 1660
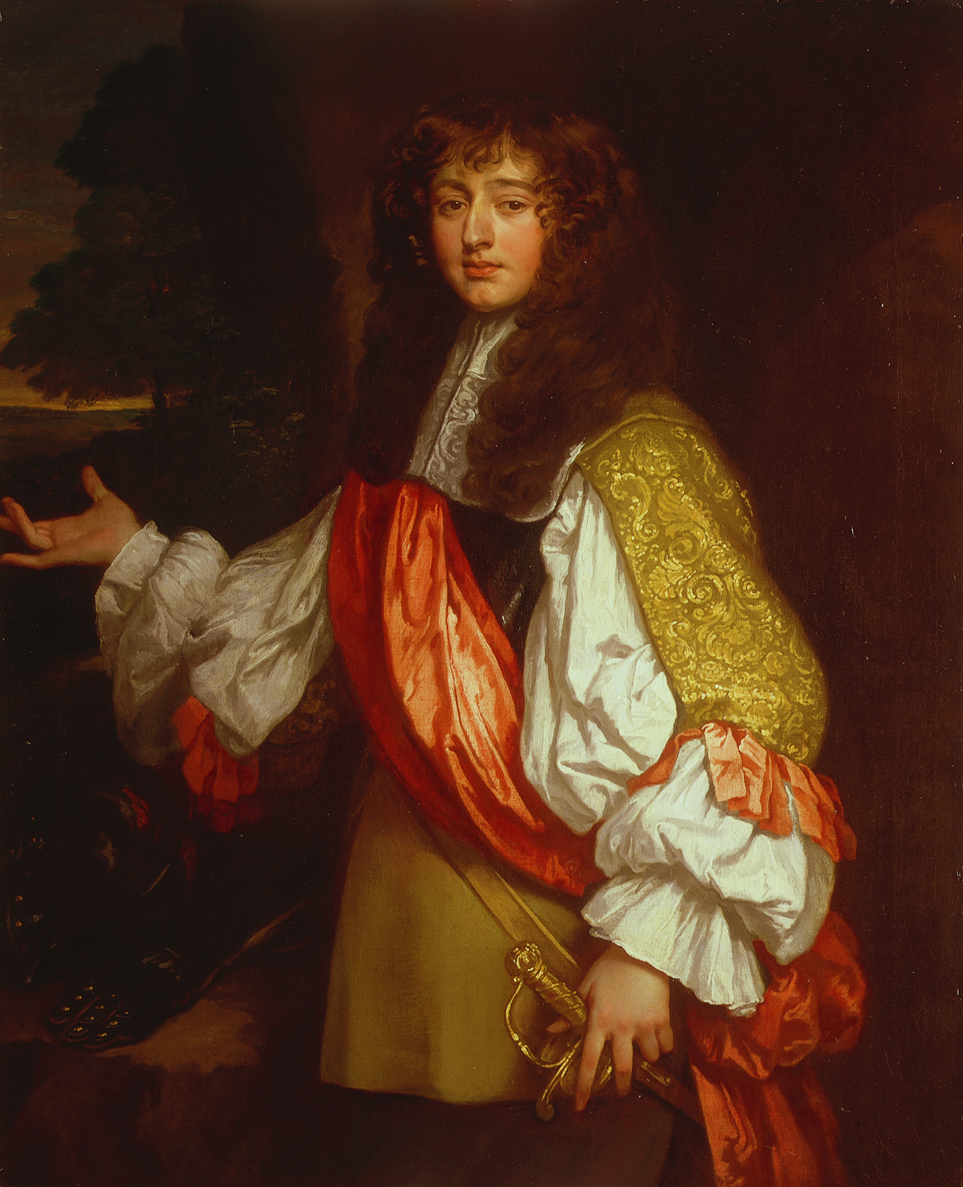
Jacob Huysmans, Sir John Chichley (c. 1640–1691), c. 1664
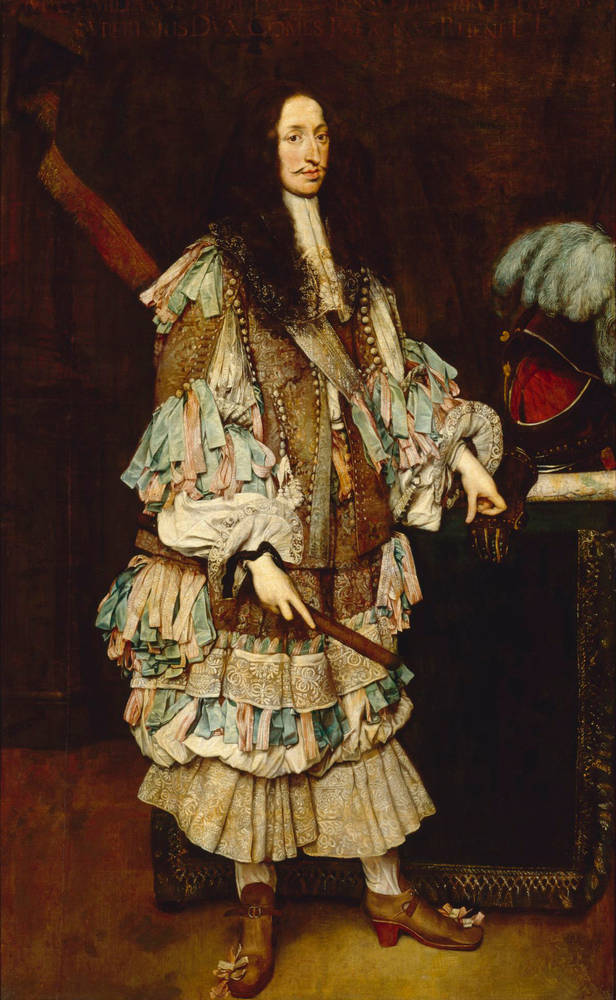
Sebastiano Bombelli. Massimiliano Filippo di Baviera-Leuchtenberg, 1666
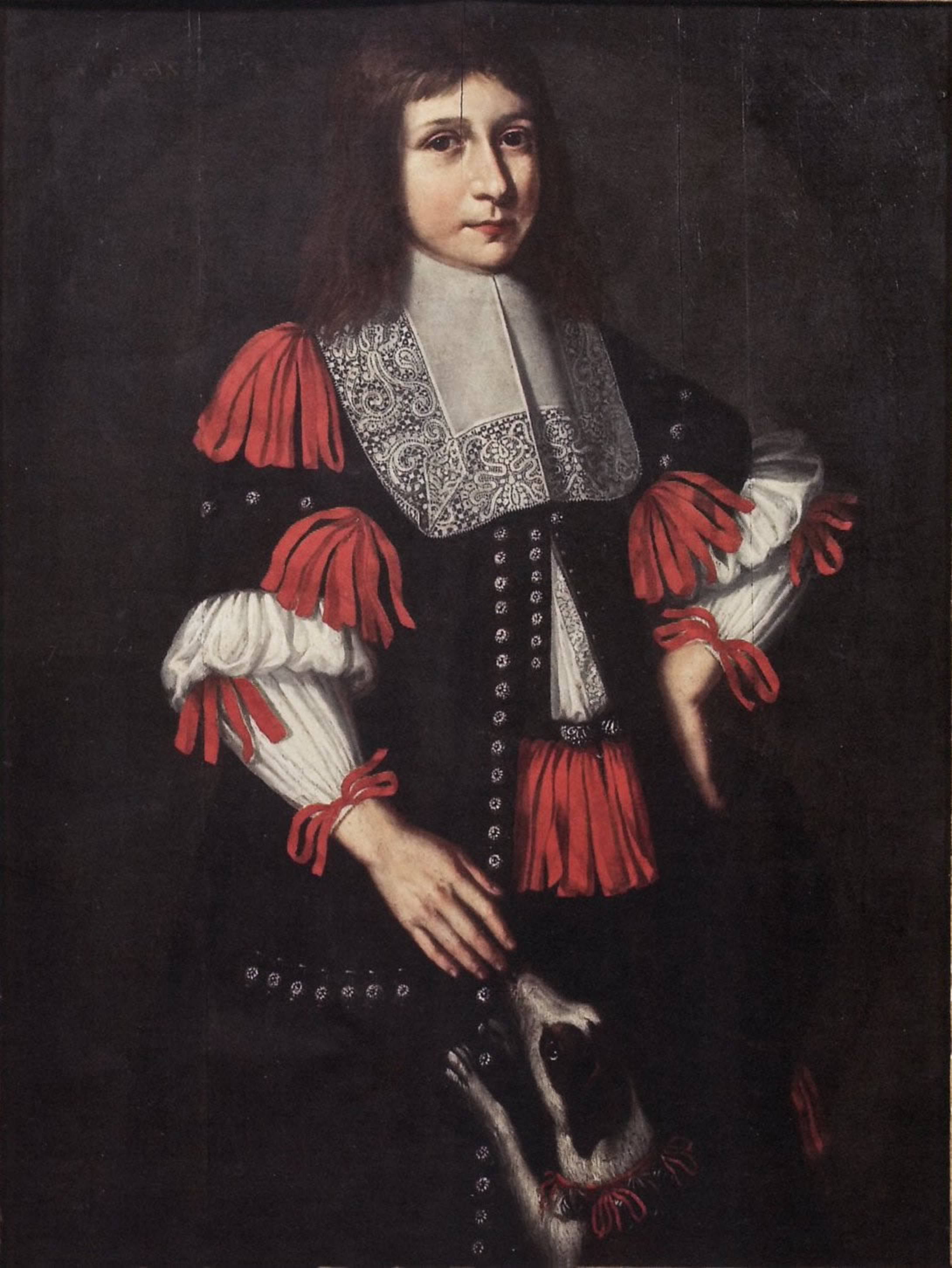
Johann Anton Eismann, Ritratto di giovane uomo, c. 1666 (?)
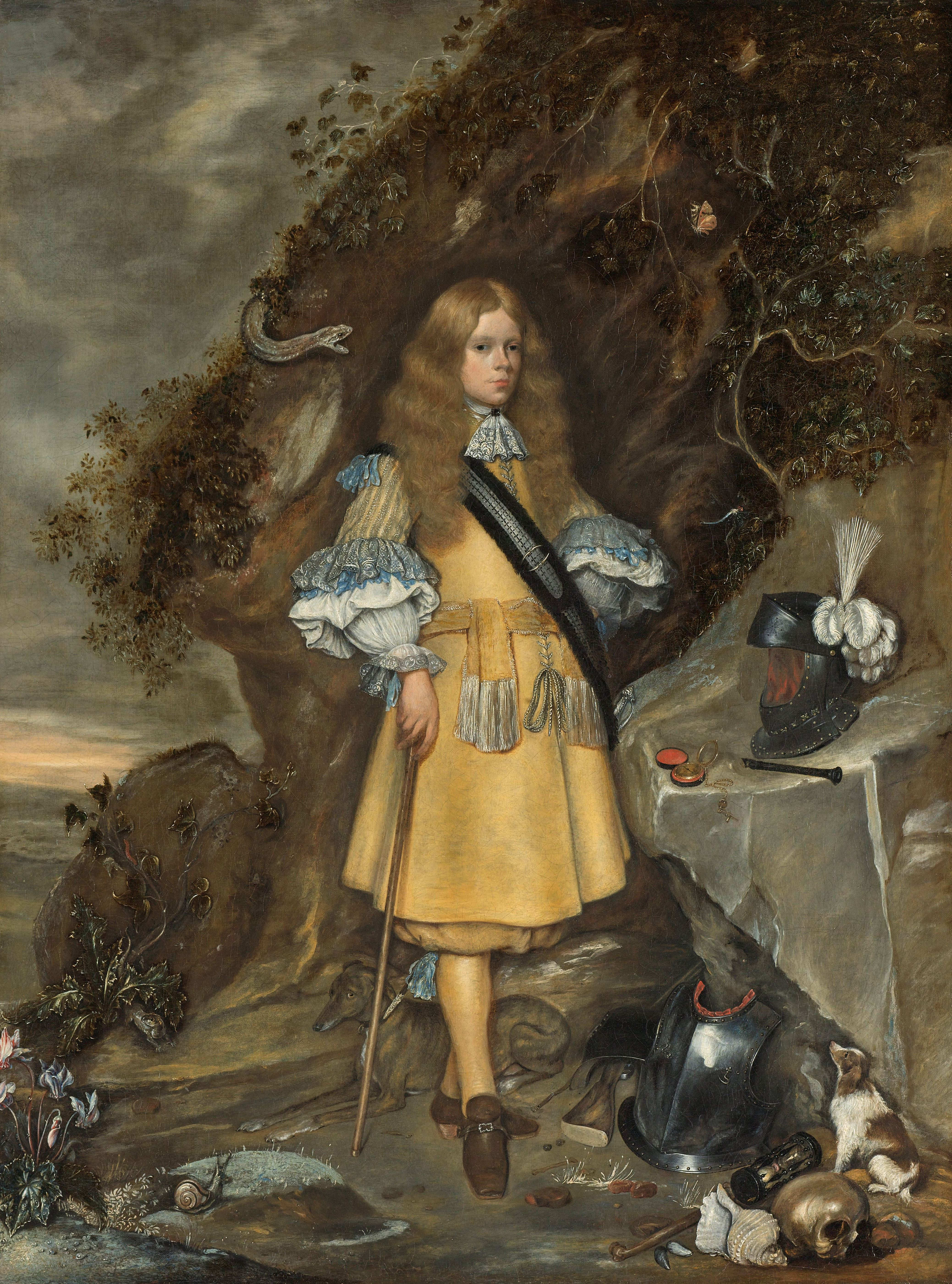
Gerard ter Borch il Giovane, Ritratto di Moses ter Borch, 1667–1669
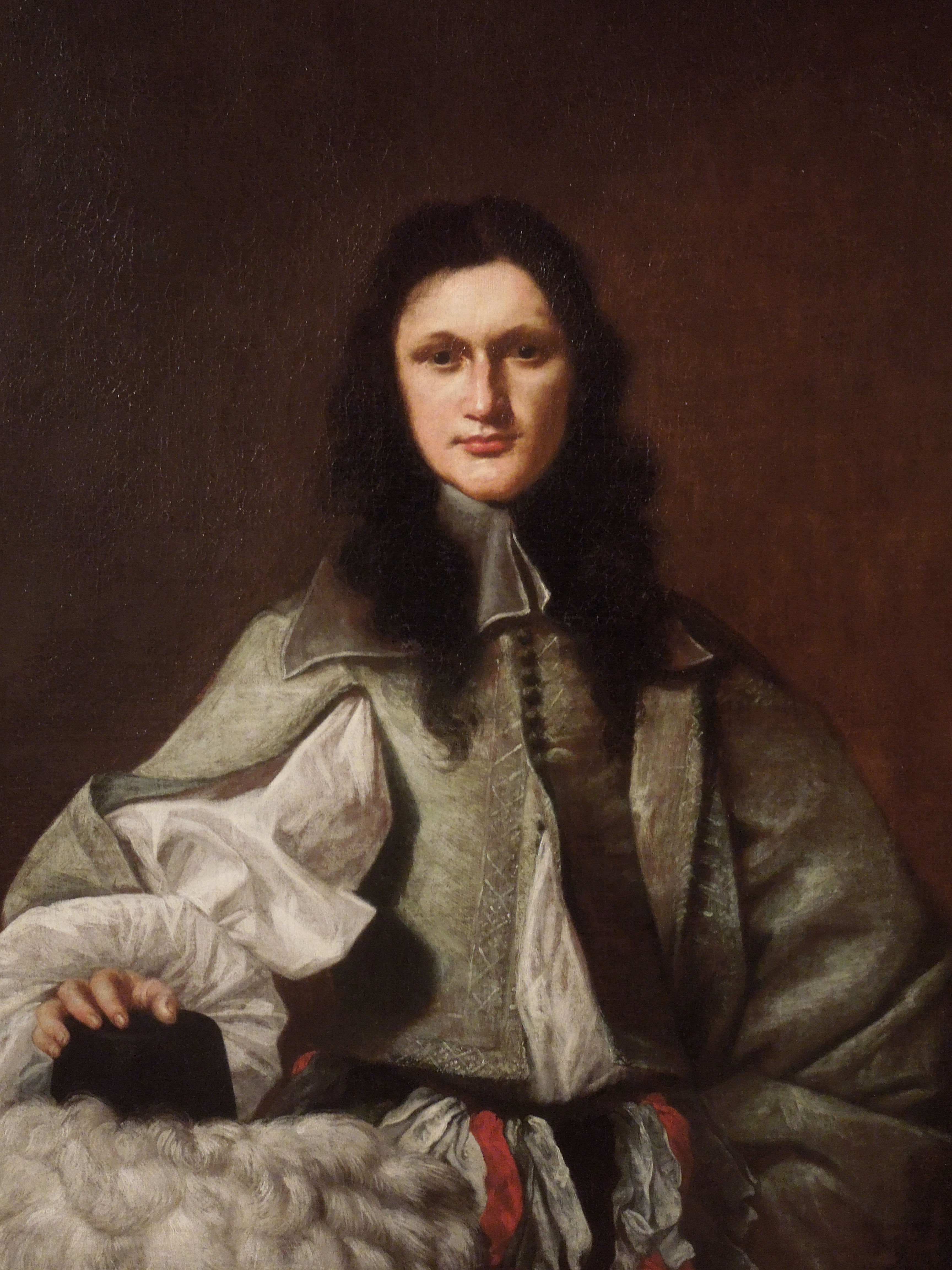
Karel Škréta, Ignác Jetřich Vitanovský von Vlčkovice, 1669
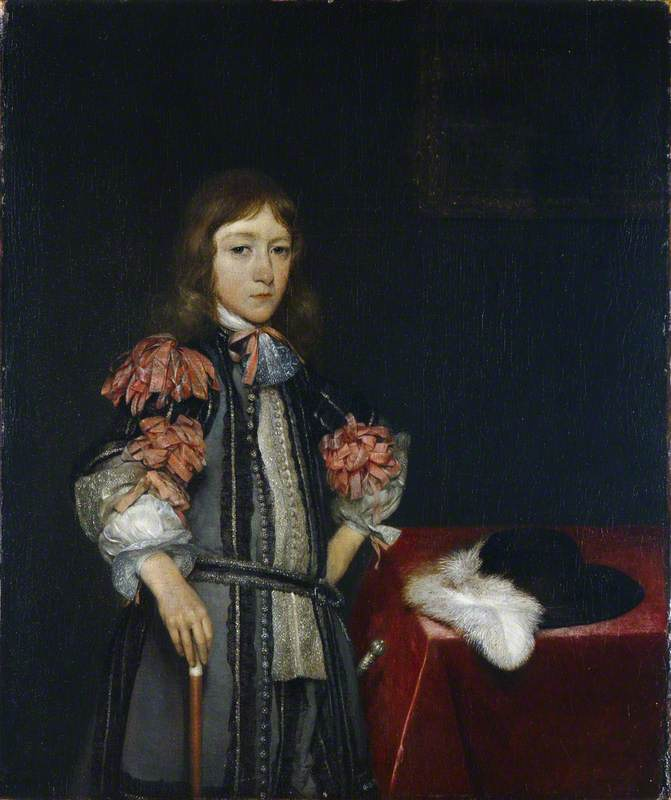
Gerard ter Borch, Gerbrand Pancras (precedentemente noto come Enrico Casimiro II, principe di Nassau-Dietz), c. 1670
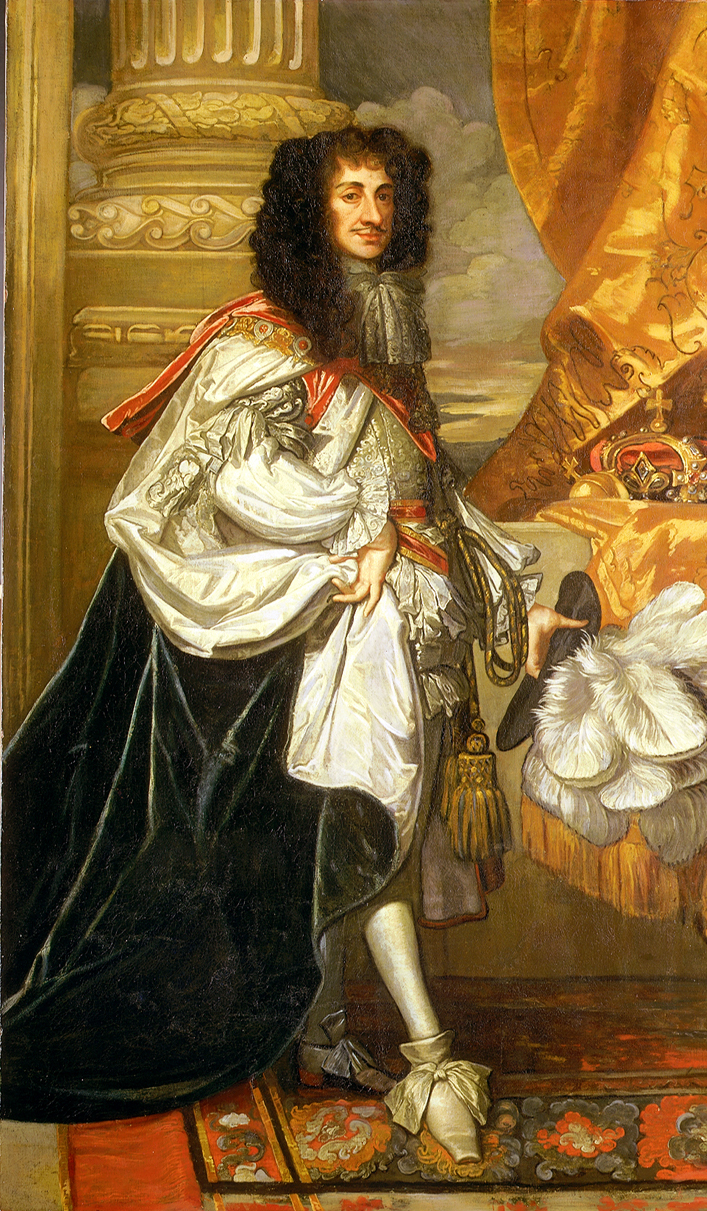
Peter Lely, Carlo II d'Inghilterra (1630–1685), c. 1665–1670
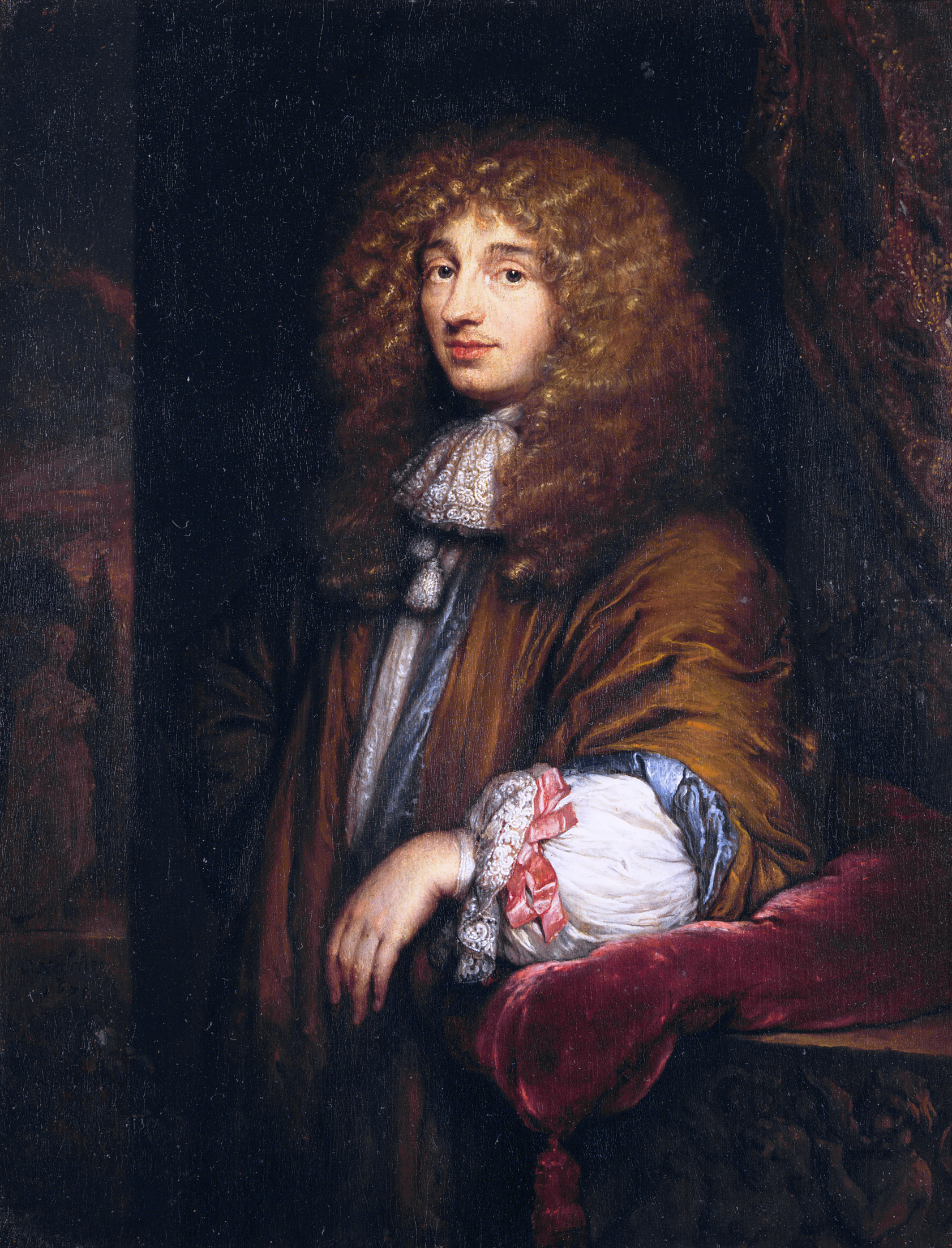
Caspar Netscher, Christiaan Huygens, 1671

### 1670-1700

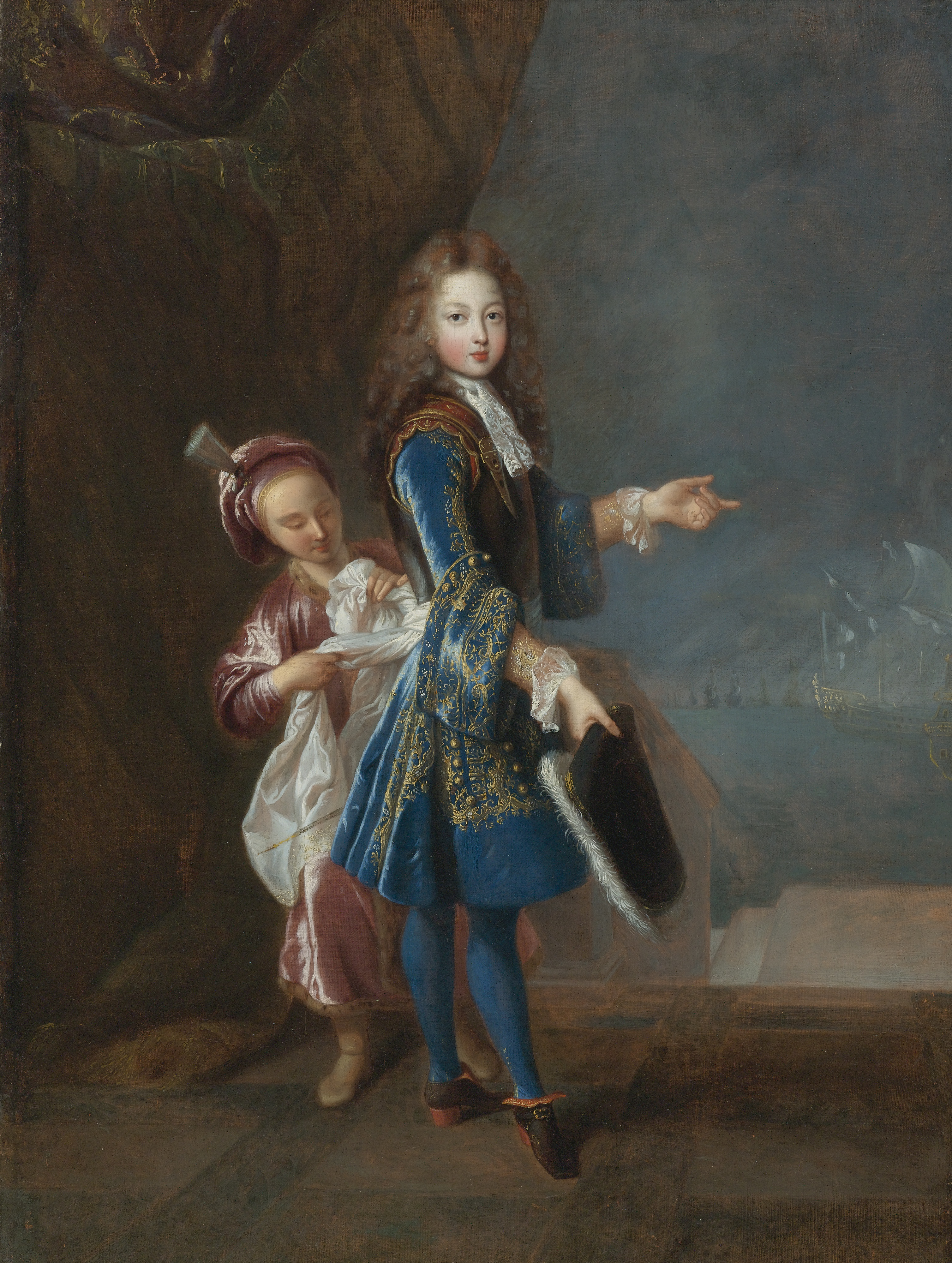
François de Troy, Luigi Alessandro di Borbone, conte di Tolosa (1678-1737), c. 1685–89

A partire dal 1670 circa le forme della moda maschile divennero più semplici, ma nel contempo più dignitose e solenni. Il cappotto al ginocchio si restringeva in vita, di solito senza colletto, ed era chiamato giustacorpo (proprio perché stava in maniera corretta e aderente sul corpo), e poteva avere polsini larghi e tasche laterali; sotto il giustacorpo si portava sovente un gilet e dei pantaloni chiamati culottes che arrivavano fino alle ginocchia, di cui si poteva vedere solo il bordo inferiore. All'inizio i pantaloni erano un po' più morbidi (sullo stile dei pantaloni Rheingrafen), ma col tempo divennero sempre più stretti e aderenti. Intorno al collo, o sotto il mento, veniva posto lo jabot bianco in sostituzione del colletto di pizzo, una sorta di sciarpa di seta legata con finiture in pizzo; lo jabot era talvolta accompagnato da un grande fiocco colorato. L'abito maschile sviluppatosi in quest'epoca rimase tale con alcune modifiche sino alla Rivoluzione francese. Poteva essere completato da guanti e una fascia e un gancio per la spada da portarsi in vita . 
In inverno, sopra l'abito si portava un mantello simile ad un cappotto oppure in forma di una larga e lunga tunica con maniche larghe, originaria a quanto pare della Germania dal momento che prese il nome di à la Brandebourg.
I tessuti popolari per l'abbigliamento di corte erano il velluto e la seta. Il giustacorpo era spesso rifinito con ricami e decorazioni, ma alla corte di Francia solo il re ed alcune persone da lui personalmente scelte avevano il privilegio (secondo un decreto reale del 1664) di servirsi di decorazioni in fili d'oro e d'argento. Chi era autorizzato (alla fine del regno di Luigi XIV circa quaranta persone in tutto a corte), dunque, indossava quello che veniva chiamato juste-au-corps à brevet. A partire dal 1677 entrò in uso anche la lana pregiata tessuta in Francia, in aperta concorrenza con quella inglese.
Le persone più ricche come Luigi XIV e suo fratello Filippo d'Orléans potevano indossare le loro vesti più pregiate in occasioni speciali come banchetti o ricevimenti di ambasciatori di paesi stranieri, mostrandosi adornati di un'intera parure di diamanti o altre pietre preziose; solitamente anche i gentiluomini più facoltosi erano soliti farsi realizzare bottoni o spille ingioiellate per impreziosire i loro abiti migliori. Anche le fibbie delle scarpe potevano essere decorate con diamanti, ma vi erano pure delle imitazioni più economiche per i gentiluomini meno abbienti.

Moda maschile da Recueil des modes de la cour de France, 1675-1688
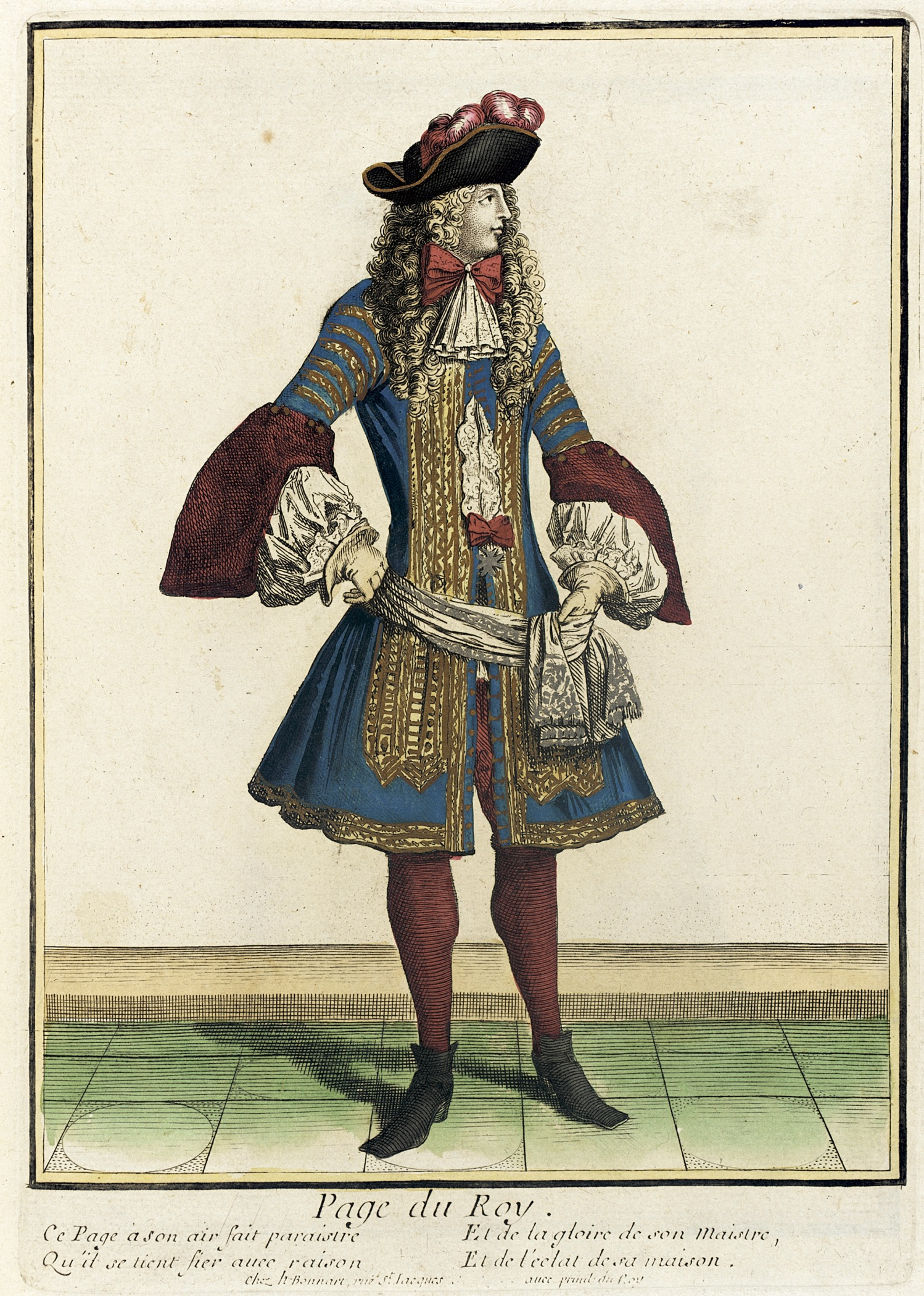
Paggio del re, Nicolas Bonnart (1637-1717), c. 1675
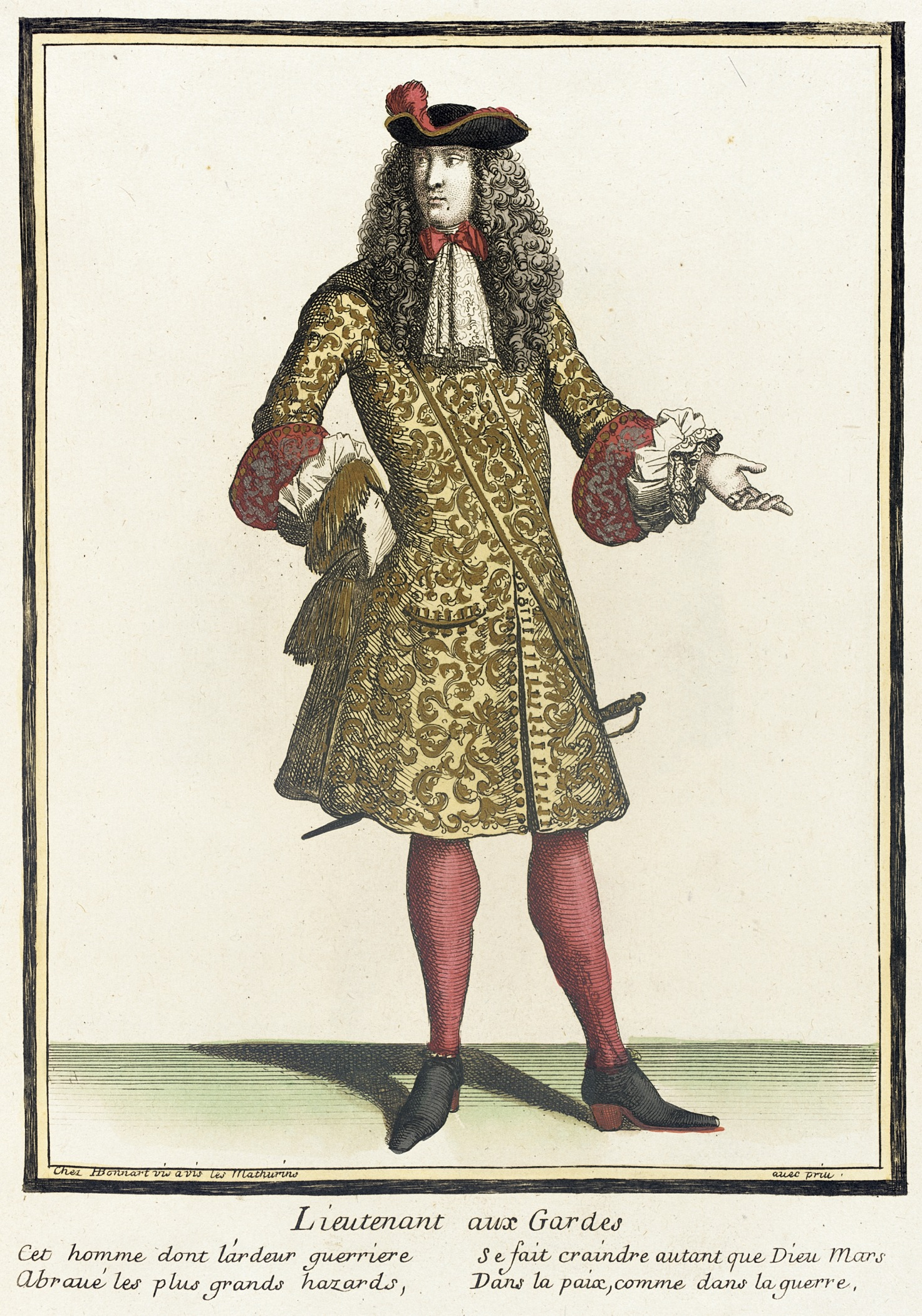
Tenente della guardia (Lieutenant aux Gardes), Nicolas Bonnart (1637-1717), c. 1675-1685
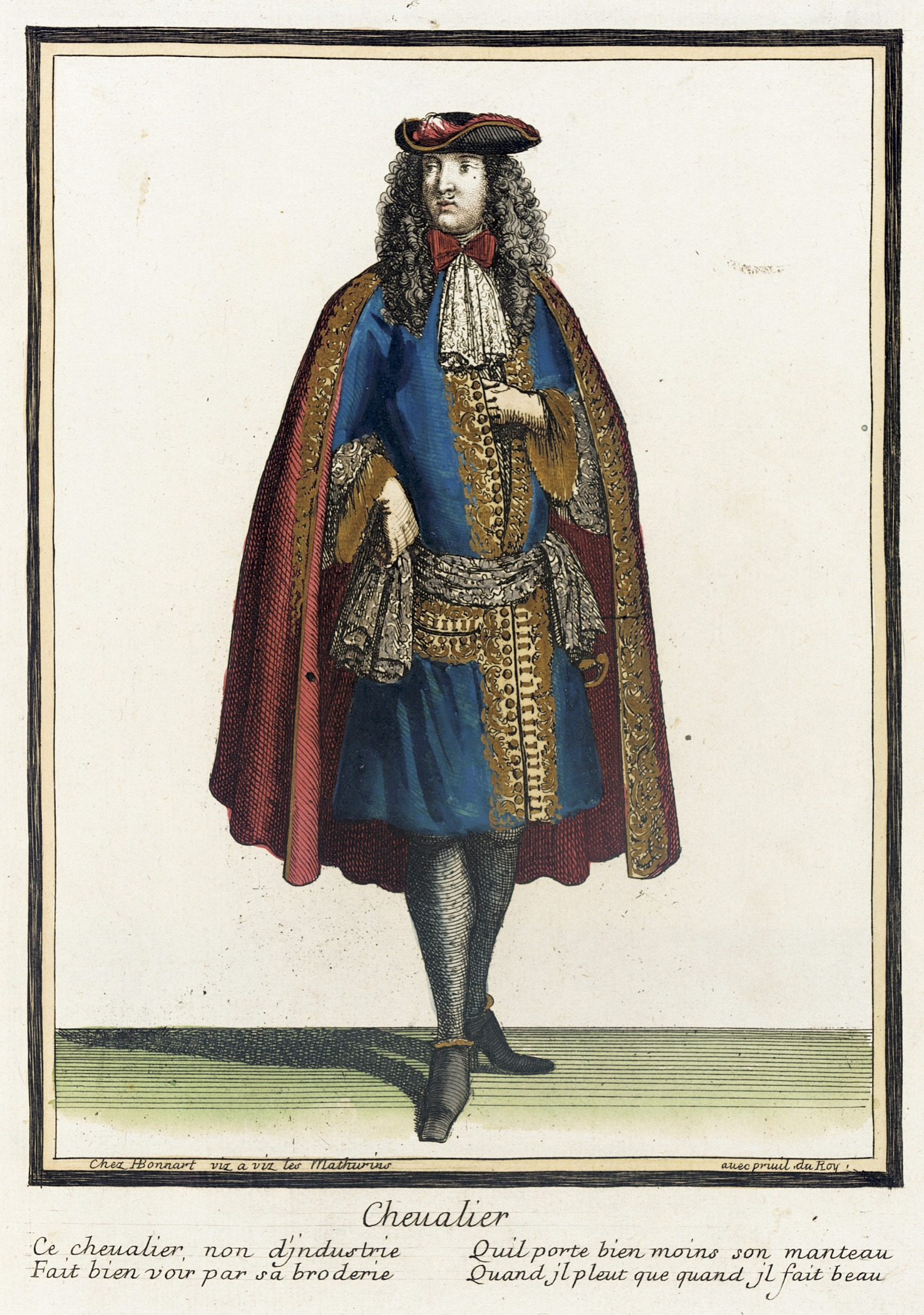
Un cavaliere, Nicolas Bonnart (1637-1717), c. 1675-1685
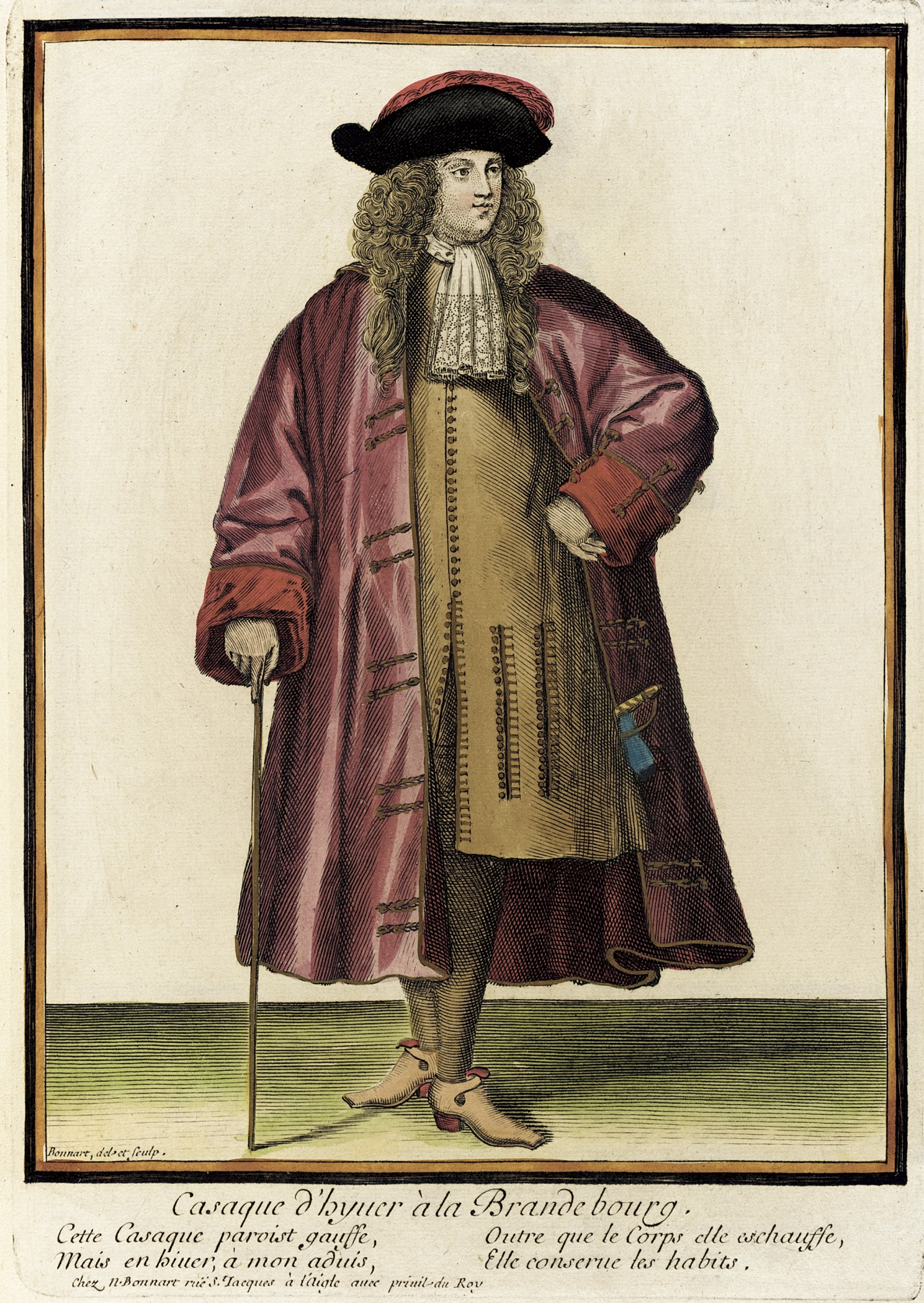
Casacca invernale à la Brandebourg, Nicolas Bonnart (1637-1717), c. 1675-1686
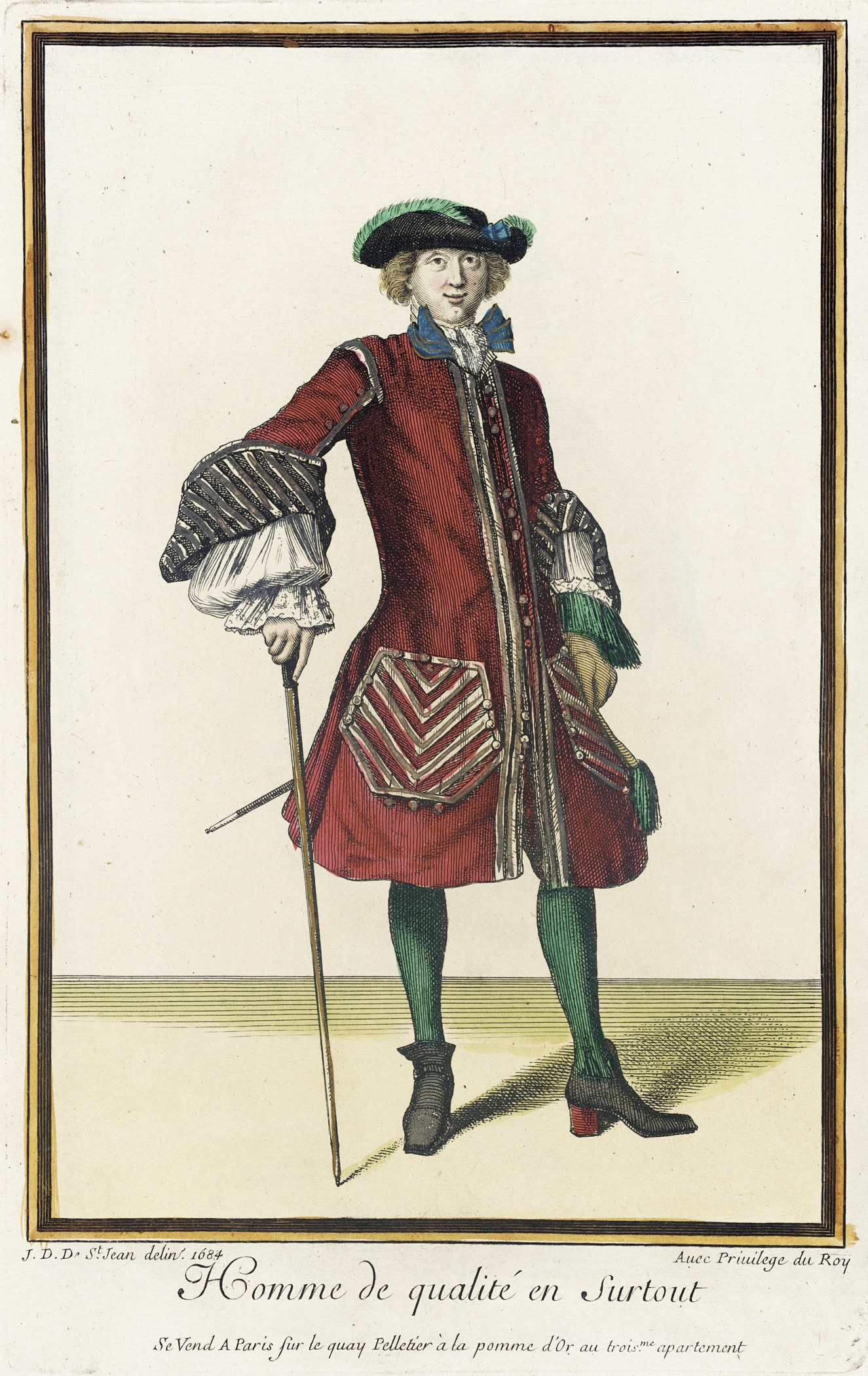
Gentiluomo in Surtout, Jean Dieu de Saint-Jean (1675-1695), 1684
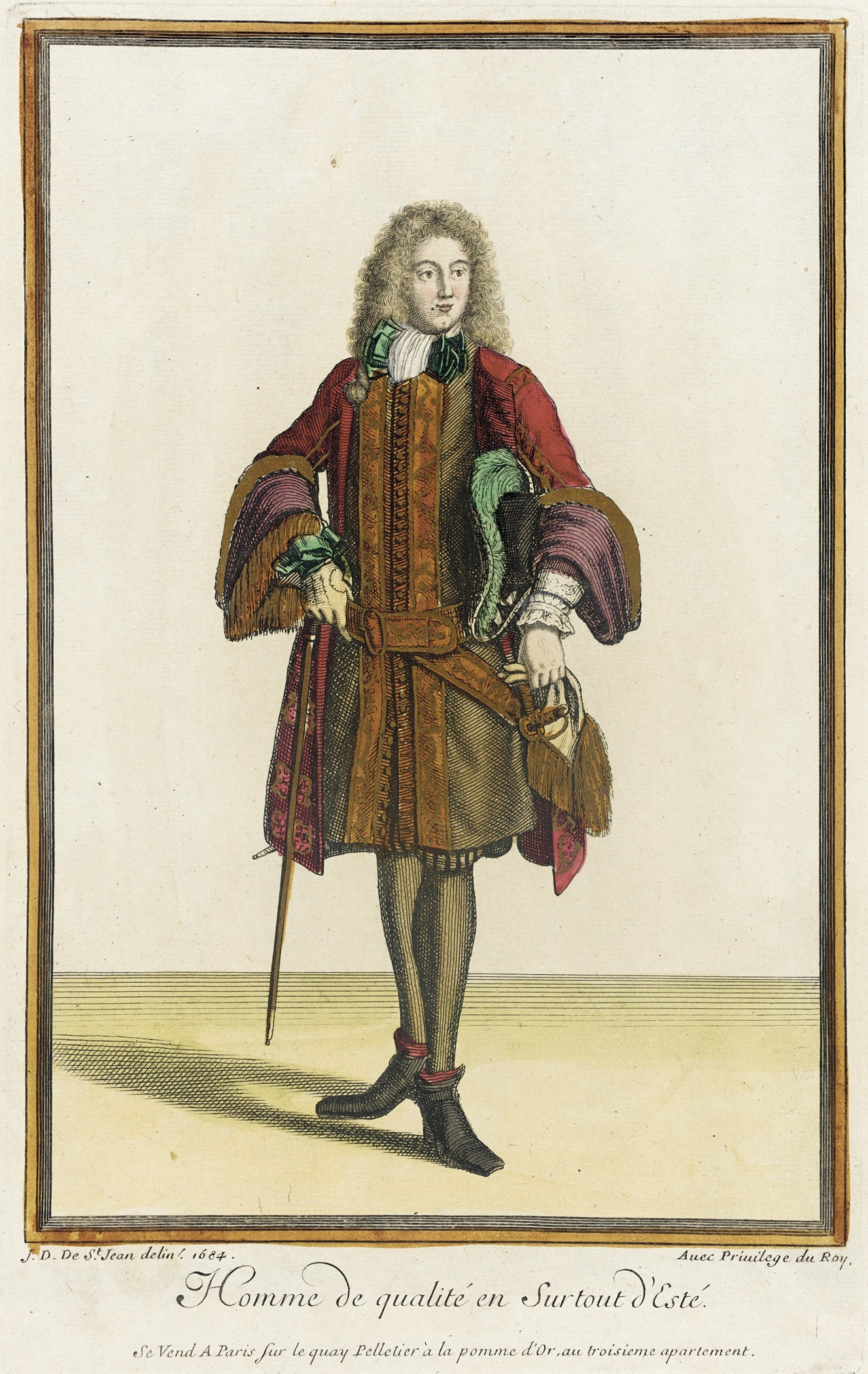
Abito estivo, Jean Dieu de Saint-Jean (1675-1695), 1684
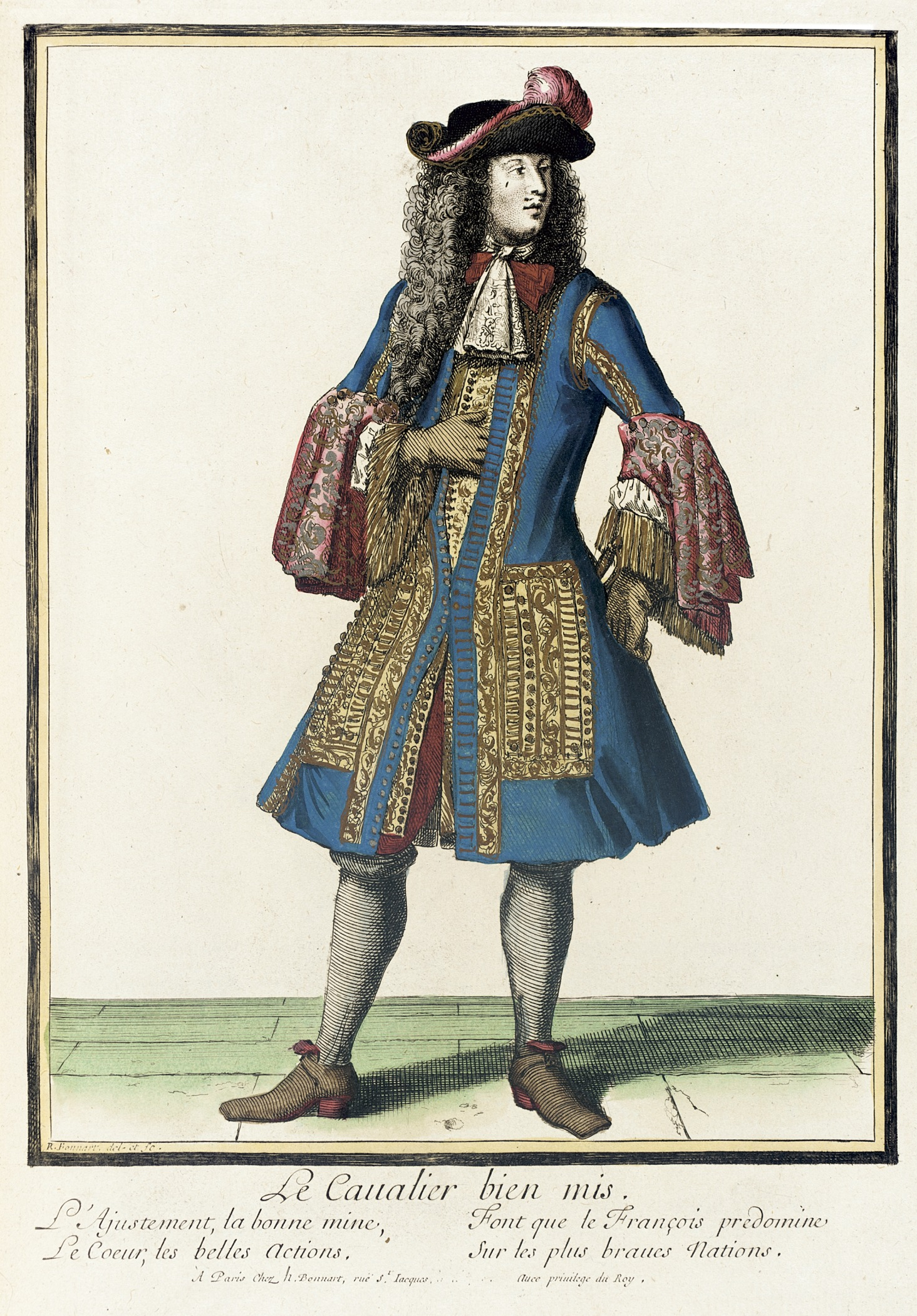
Un cavaliere elegante, Nicolas Bonnart (1637-1717), c. 1684
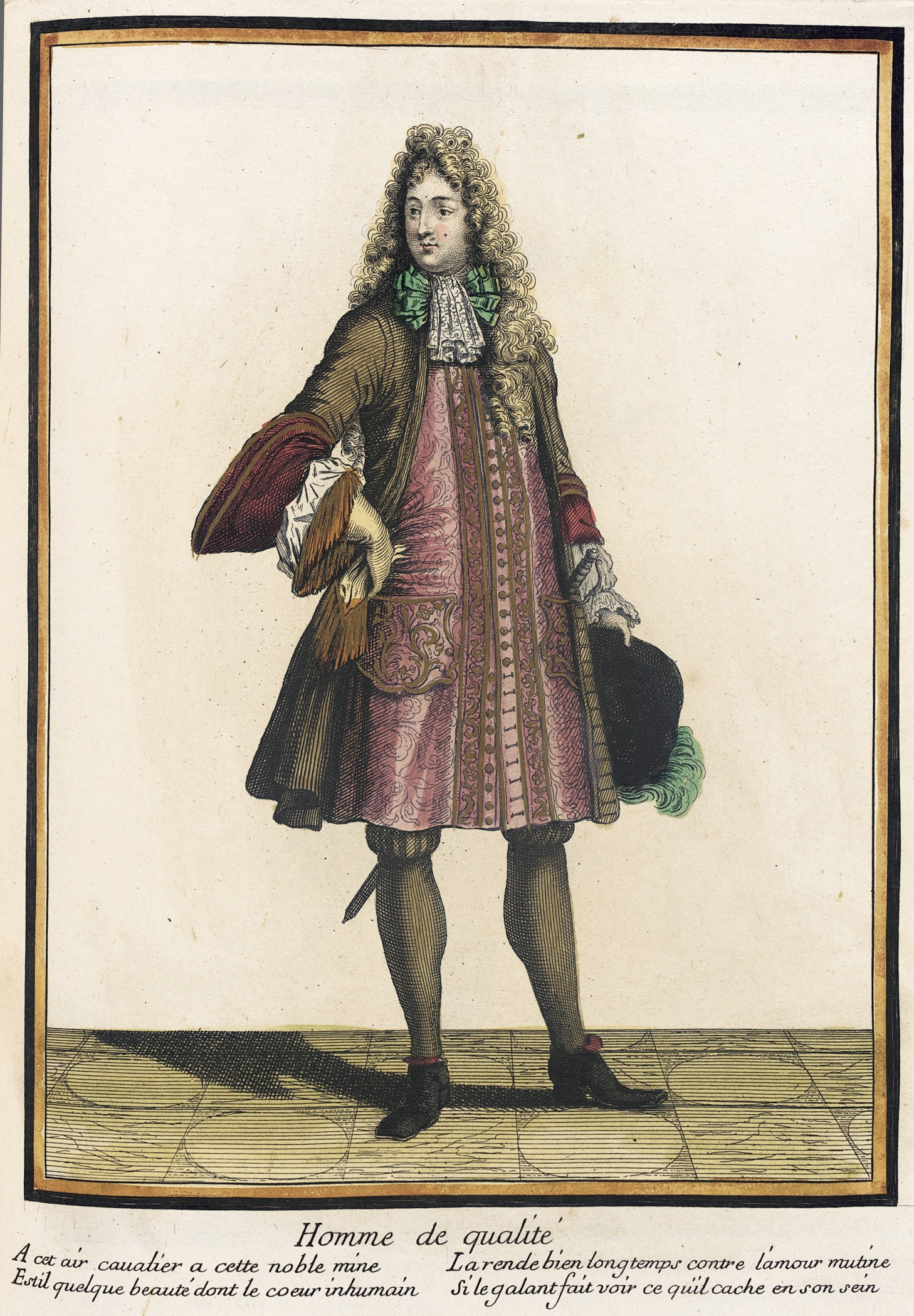
Gentiluomo, Henri Bonnart, c. 1685
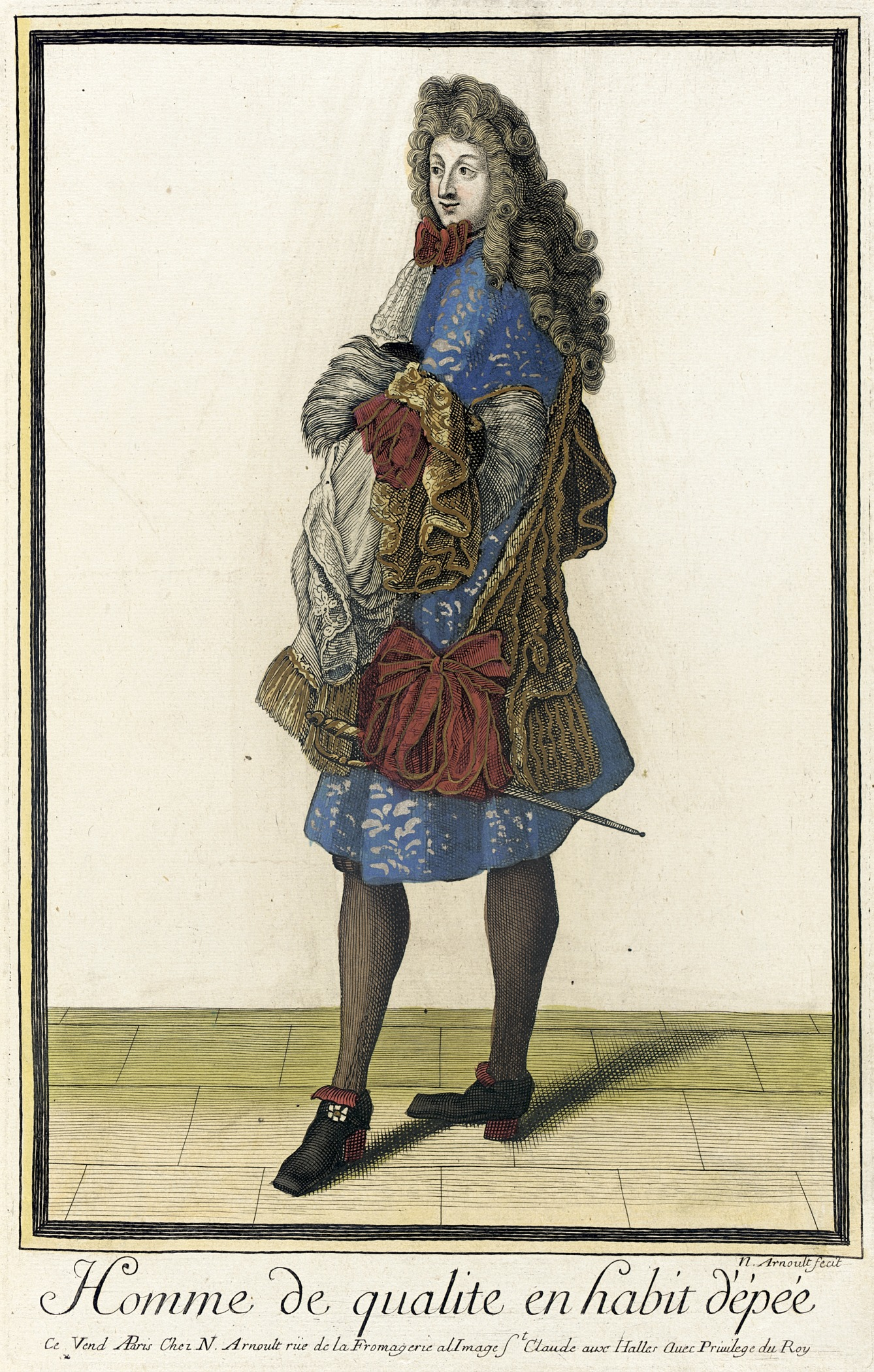
Gentiluomo in costume di corte con spada (Habit d'Epée), Nicolas Arnoult (c. 1671-1700), 1683-1688
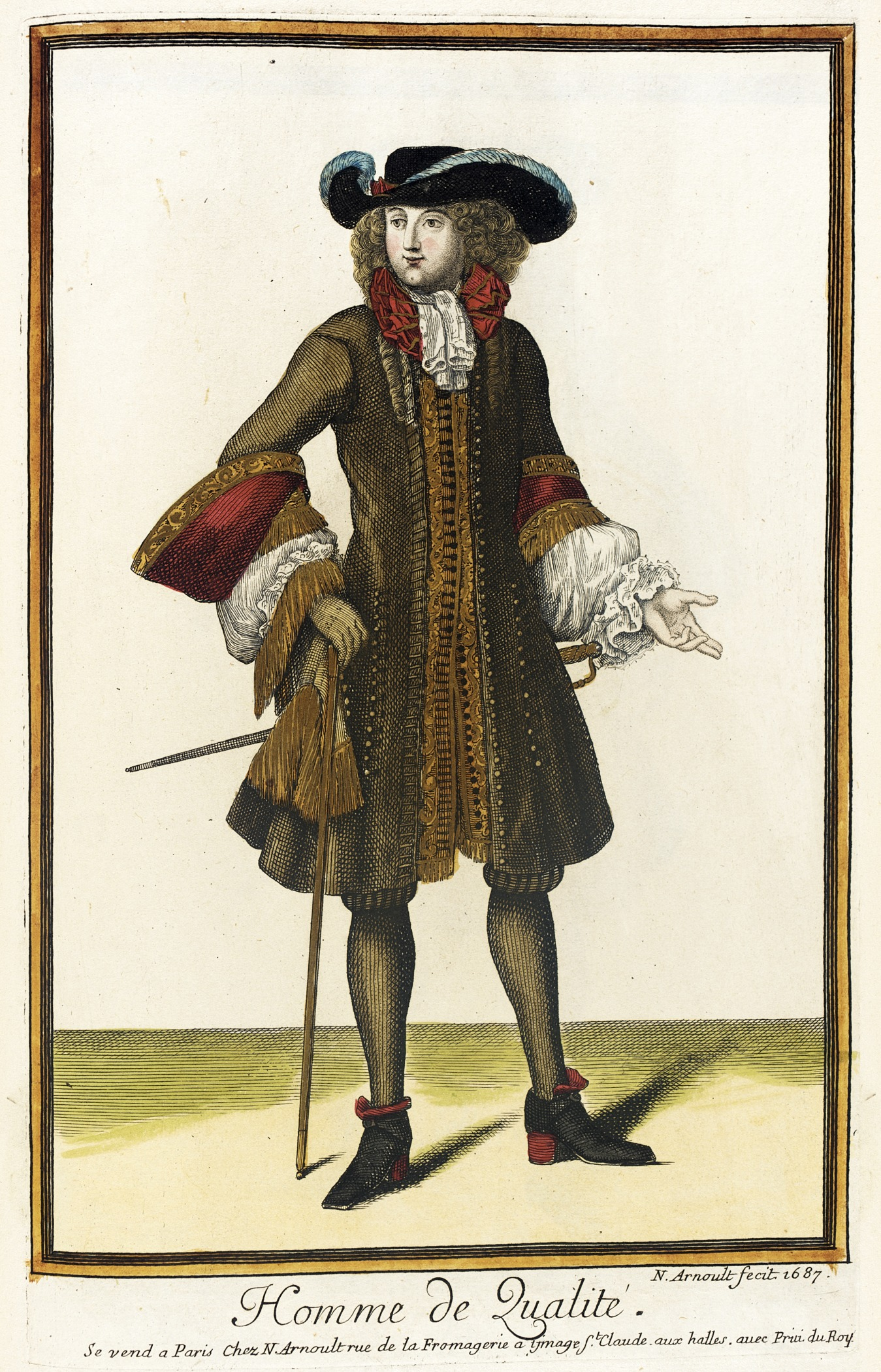
Gentiluomo, Nicolas Arnoult (c. 1671-1700), 1687

Moda maschile: c. 1670-1700
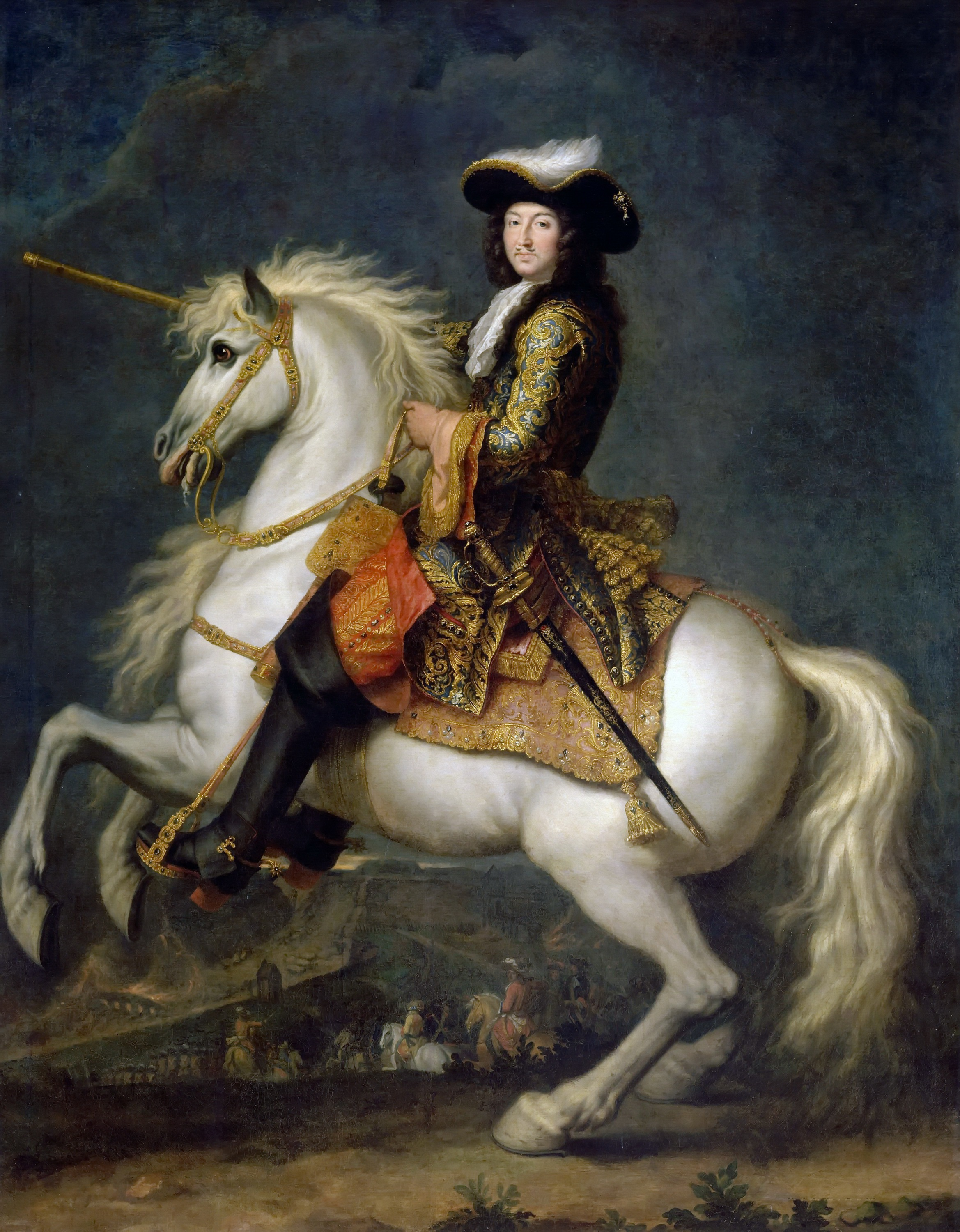
René-Antoine Houasse, Luigi XIV a cavallo, c. 1670–1674
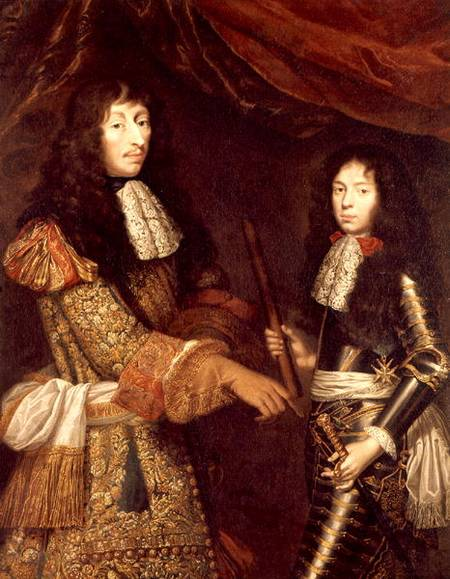
Claude Lefèbvre, Luigi II di Borbone-Condé con suo figlio, c. 1675. Il Gran Condé fu uno dei pochi a corte a ottenere di vestire in fili d'oro.
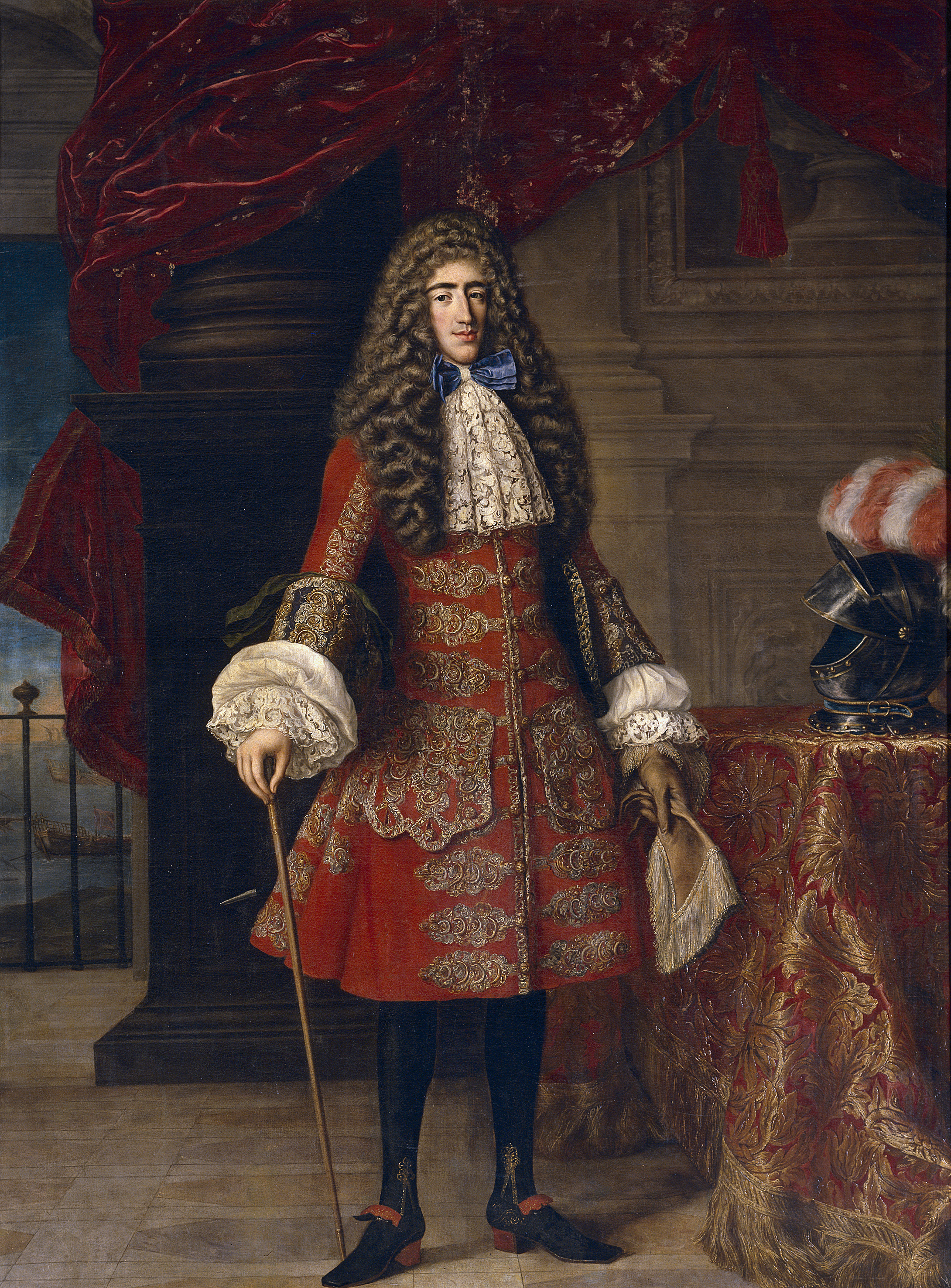
Jacob Ferdinand Voet, Luis Francisco de la Cerda, IX duca di Medinaceli, 1684 (Prado)
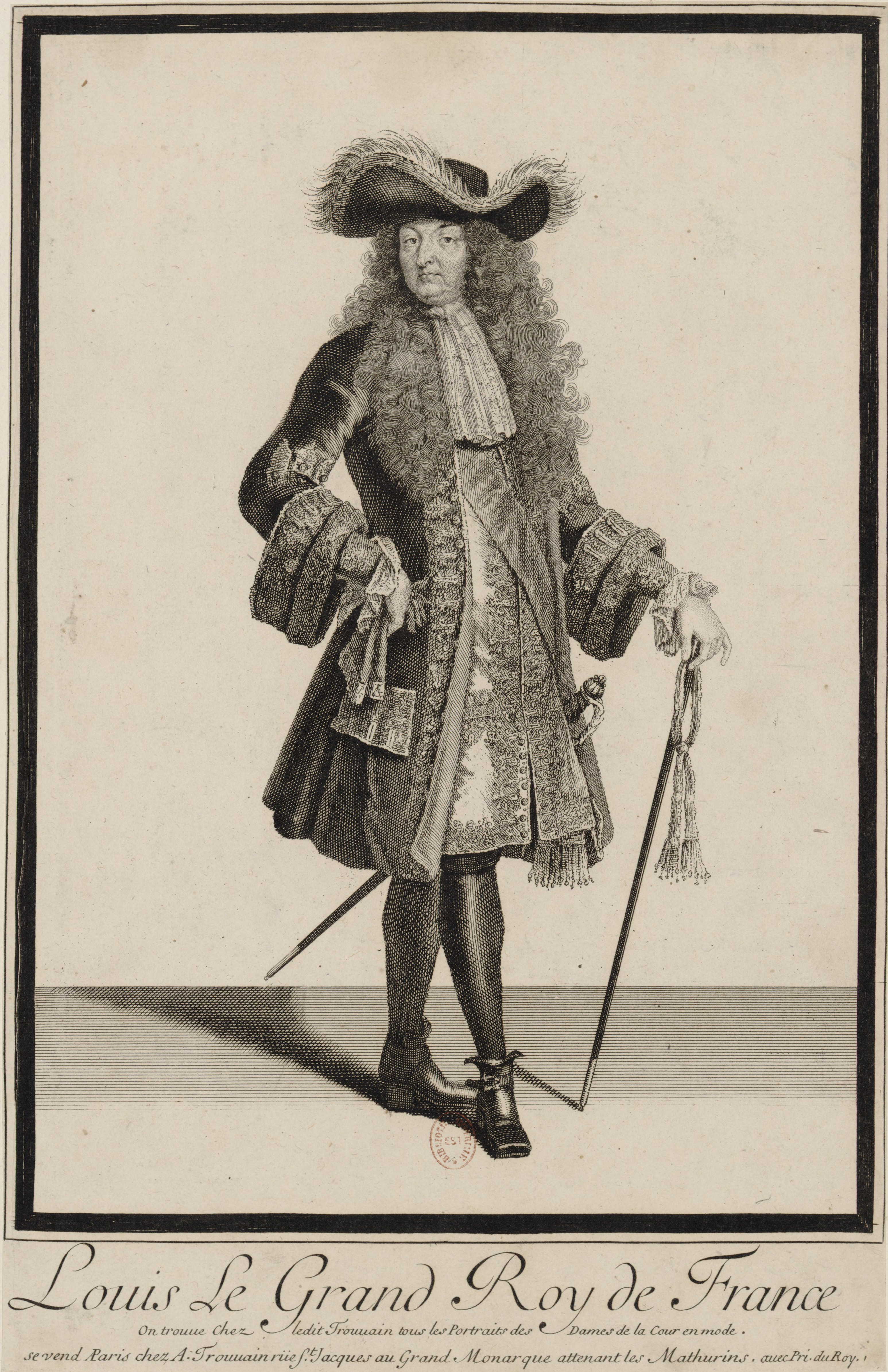
Luigi XIV, c. 1680–1690
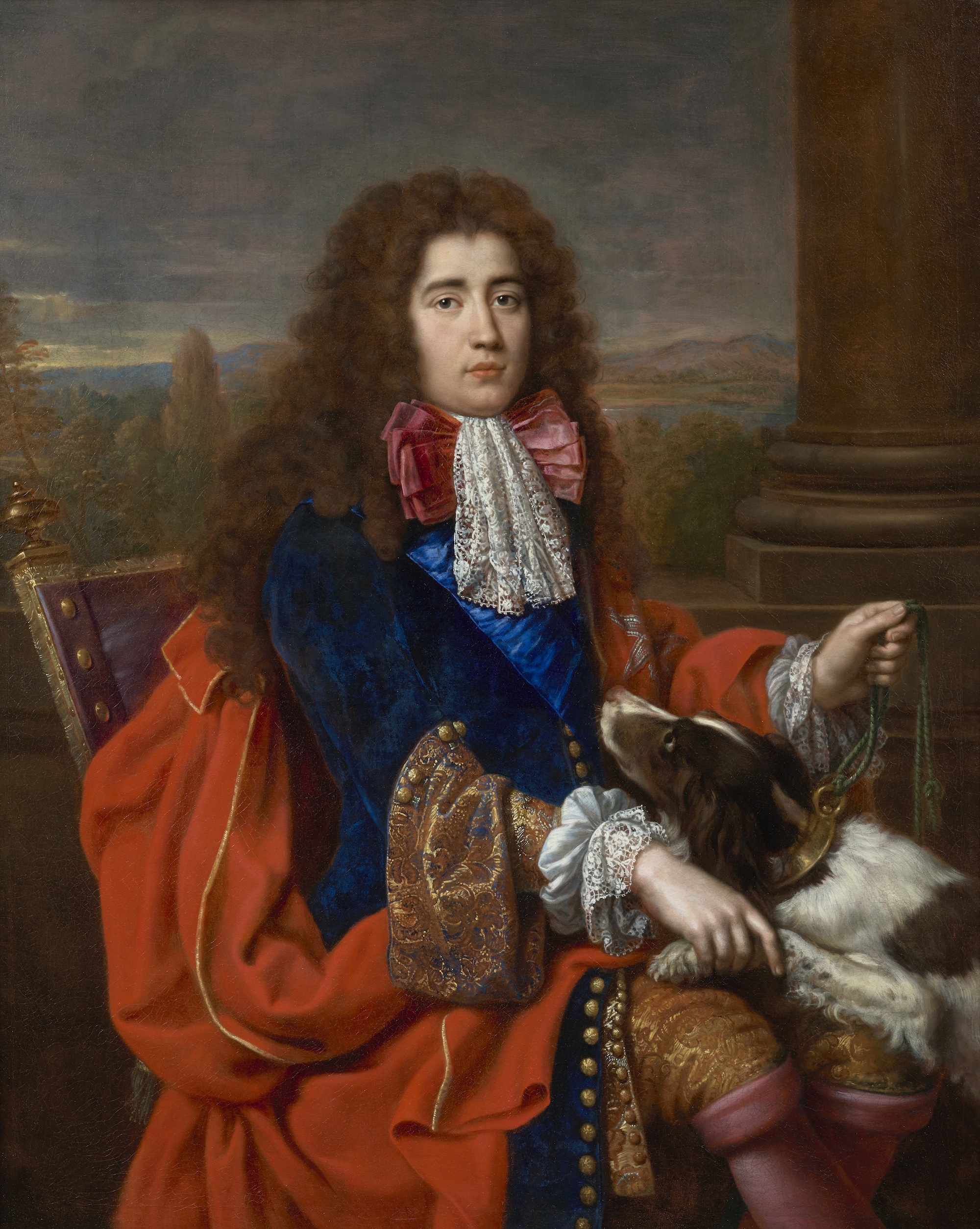
Pierre Mignard, Louis François Marie Le Tellier, marchese di Barbezieux (figlio di Louvois), c. 1690
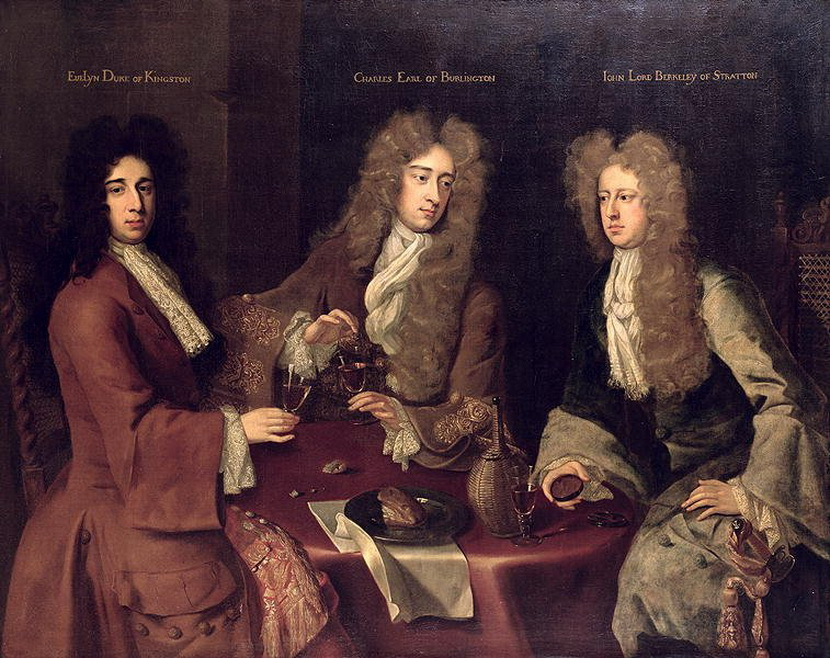
Godfrey Kneller, Kingston, Burlington e Berkeley (Evelyn Pierrepont, I duca di Kingston-upon-Hull (1655–1726); Charles Boyle, II conte di Burlington (1660–1704); John Berkeley, III barone Berkeley di Stratton (1663–1697)), c. 1690 – 1697
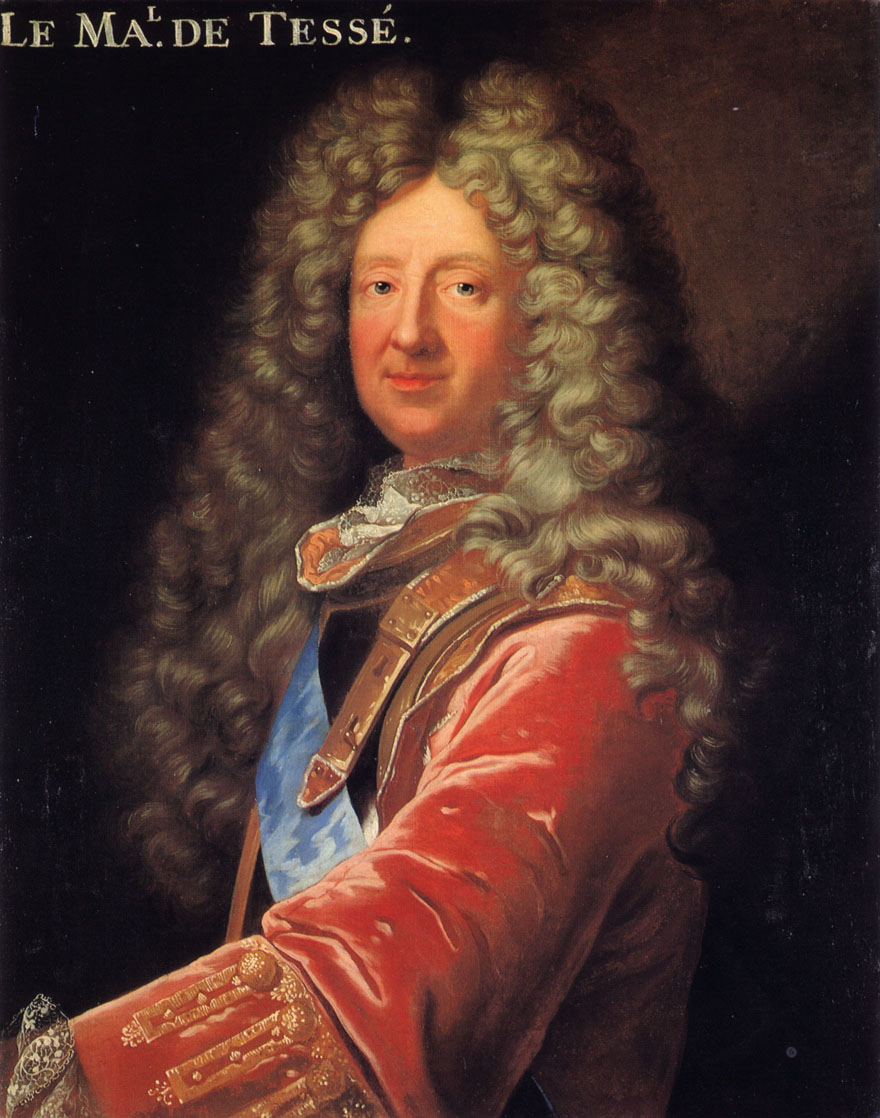
Hyacinthe Rigaud, René de Froulay de Tessé (1648-1725), maresciallo de Tessé, 1700. Il giustacorpo di velluto rosso salmone appare intrecciato con fili scintillanti.

### Acconciature e parrucche
Già intorno al 1620 gli uomini iniziarono a portare i capelli sempre più lunghi, inizialmente lunghi fino alle spalle, ma nella giovinezza di Luigi XIV dal 1650 circa divenne di moda un'acconciatura lunga e riccia, la cosiddetta "criniera di leone" che con l'avanzare dell'età gli uomini tendevano ad abbandonare. Già intorno al 1633, ad ogni modo, iniziarono a comparire le prime parrucche per gli uomini più attenti alla moda, e nel 1656 il re diciottenne, che a quel tempo aveva ancora i suoi magnifici capelli lunghi e scuri, permise l'apertura di ben 48 negozi di parrucche nella sola Parigi. È così che si sviluppò la parrucca allonge che lo stesso Ludwig indossò regolarmente a partire dal 1672 (non a caso veniva detta anche "alla sovrana"). I giovani continuarono a sfoggiare i loro capelli lunghi almeno sino al 1680, ma l'acconciatura divenne sempre più elaborata e pomposa e col tempo i riccioli della parrucca allonge raggiunsero dimensioni davvero magnifiche tra il 1680 ed il 1700 e sino poi al 1715. Dal 1690 circa in poi, le parrucche maschili iniziarono anche a venire spolverate con la cipria in maniera sempre più frequente, ma per controtendenza sino alla fine del suo regno Luigi XIV continuò ad indossare una parrucca del suo colore naturale, cioè di capelli scuri.
A causa delle alte ed elaborate parrucche allonge e ancor più con la presenza della cipria, i cappelli divennero obsoleti, soprattutto dopo il 1680, e quindi divennero sempre più piatti, portati quasi esclusivamente sotto il braccio; anche in questo caso alla corte del Re Sole esisteva un preciso protocollo che prevedeva quando e come indossare il cappello alla presenza del re.
Inizialmente, e fino al 1670, le persone portavano ancora piccoli baffi da abbinare ai loro lunghi capelli, ma dal 1680 circa gli uomini iniziarono a rasarsi completamente il viso.

Acconciature maschili c. 1650-1700: capelli veri e parrucche allonge
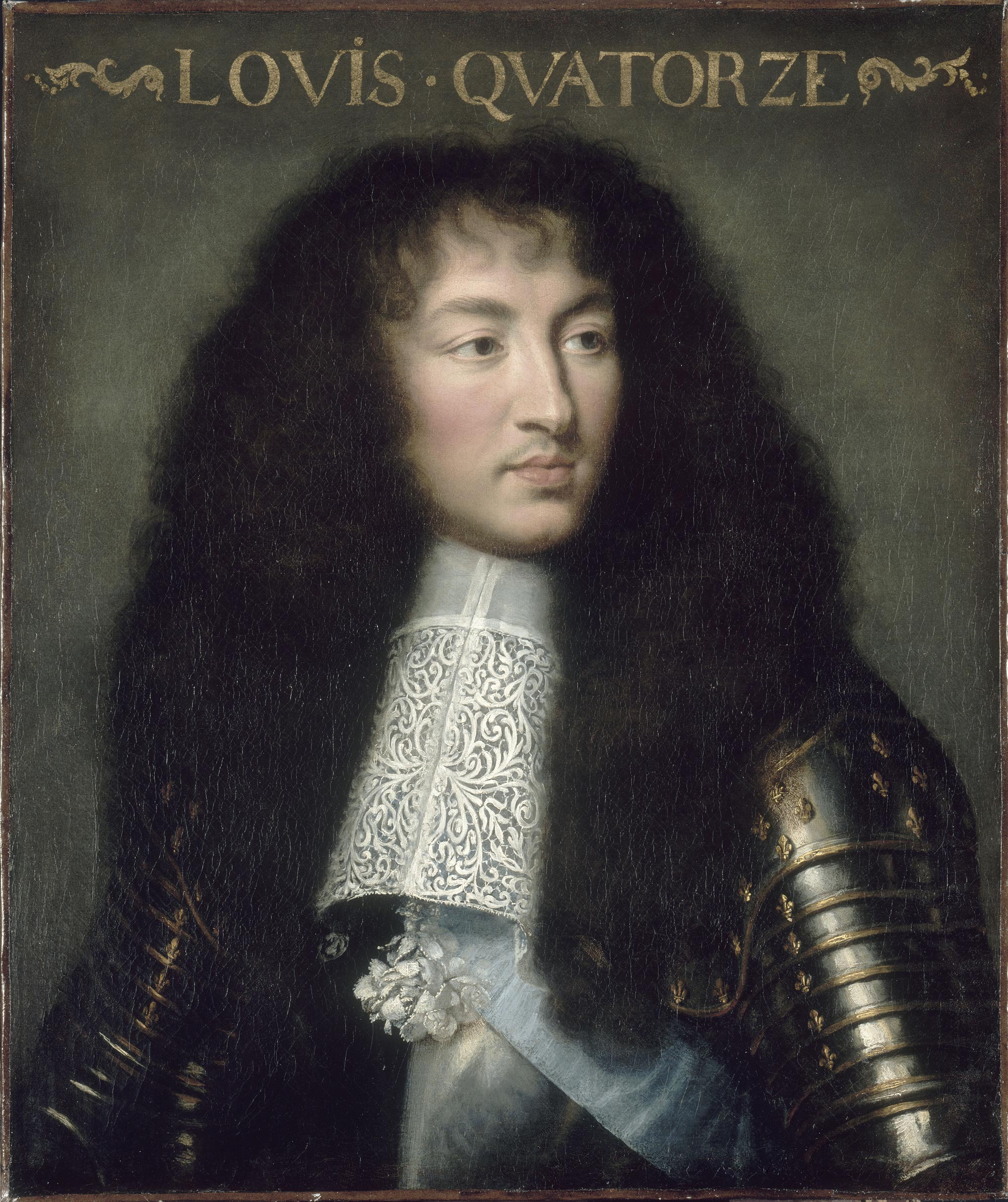
Charles Lebrun (?): Luigi XIV, c. 1662
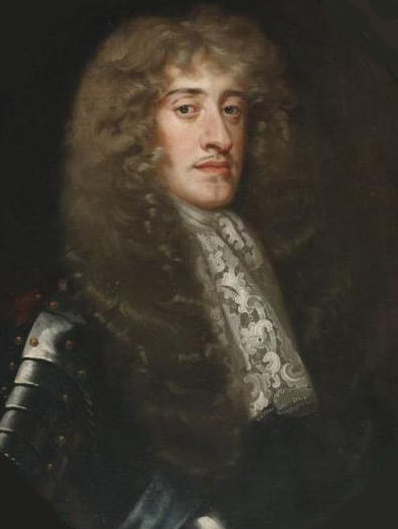
Peter Lely, Giacomo II d'Inghilterra (1633–1701), c. 1660–1665
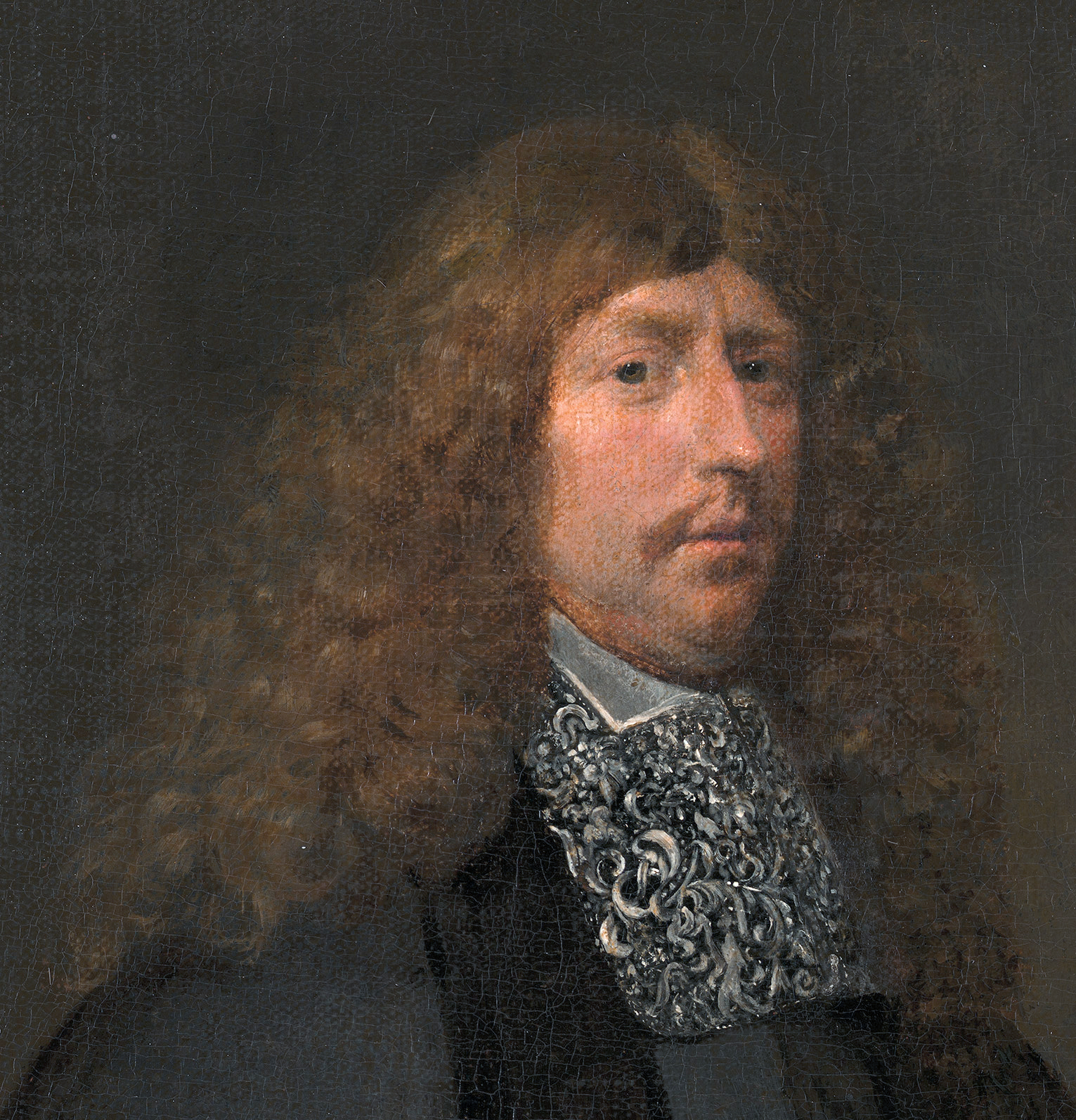
Gerard ter Borch, Autoritratto (dettaglio), 1666–1670
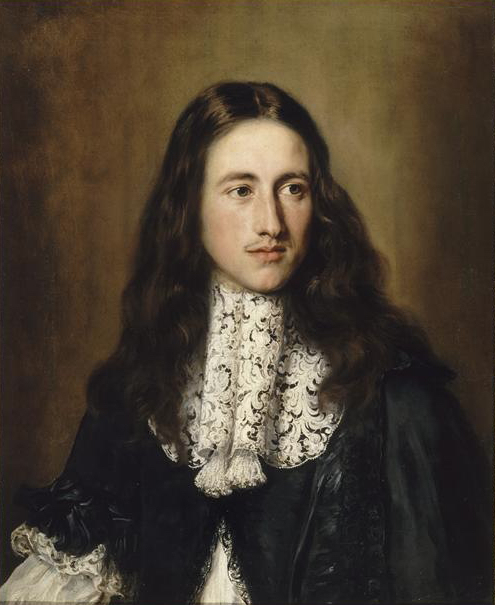
Jacob Ferdinand Voet (1639–1689), Augusto Chigi, figlio di Agostino Chigi e Maria Virginia Borghese, c. 1660–1670
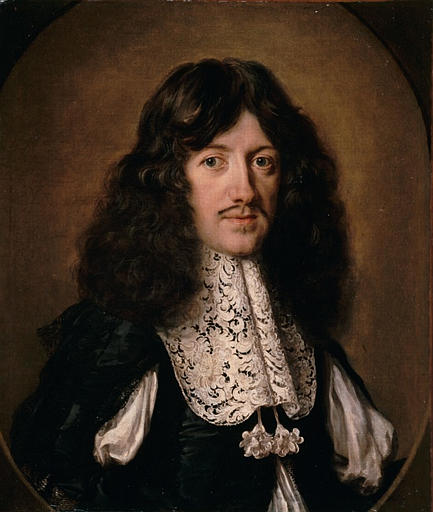
Jacob Ferdinand Voet, Jean de Souhigaray, c. 1660–1670
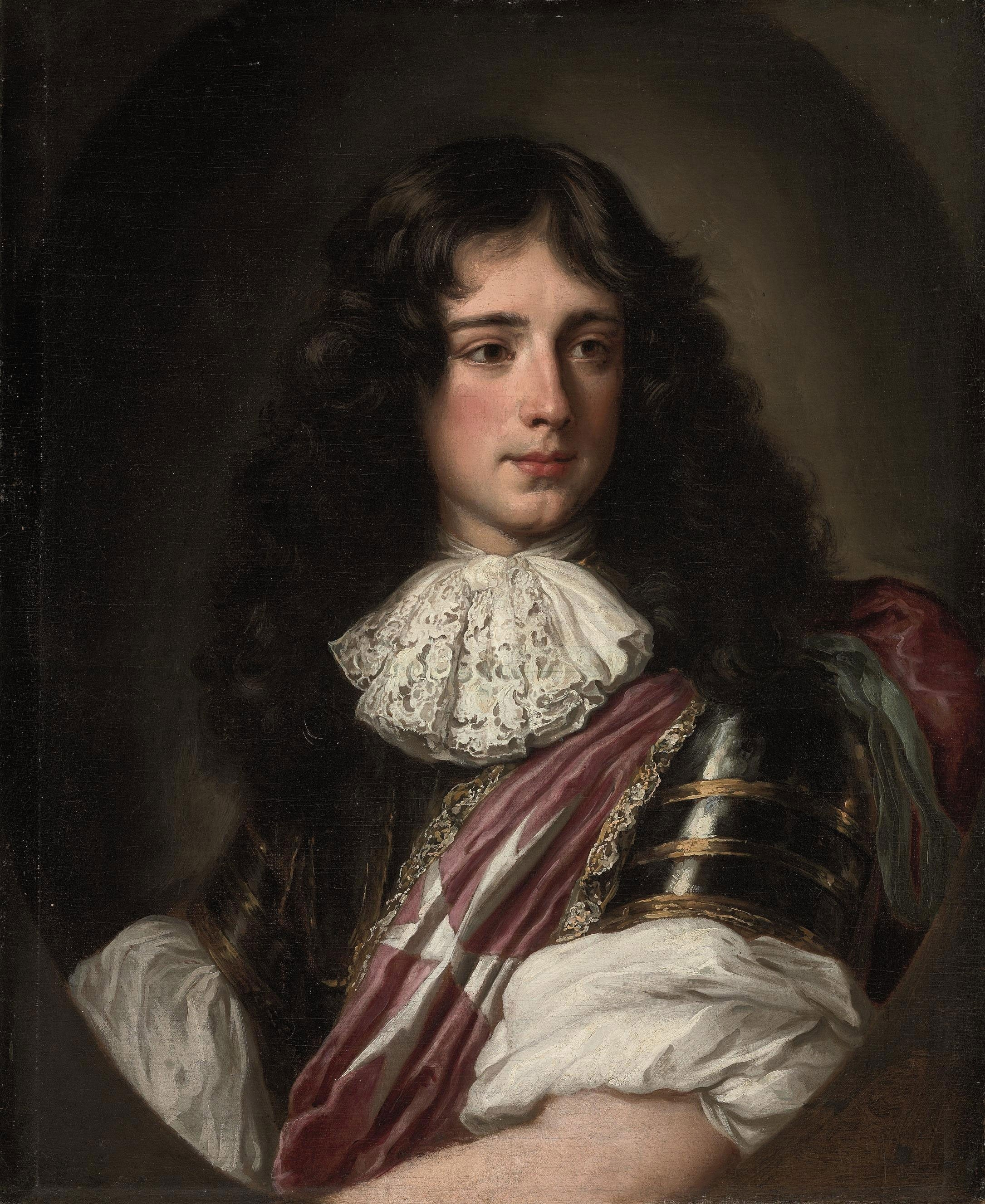
Jacob Ferdinand Voet (1639–1689), Filippo, duca di Vendôme (1655-1727), gran priore dell'ordine di Malta in Francia, c. 1675–1685
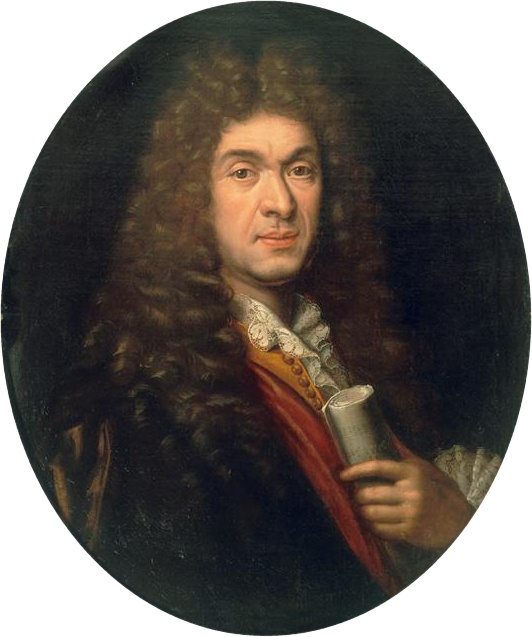
Paul Mignard (?), Jean-Baptiste Lully (1632–1687), c. 1680
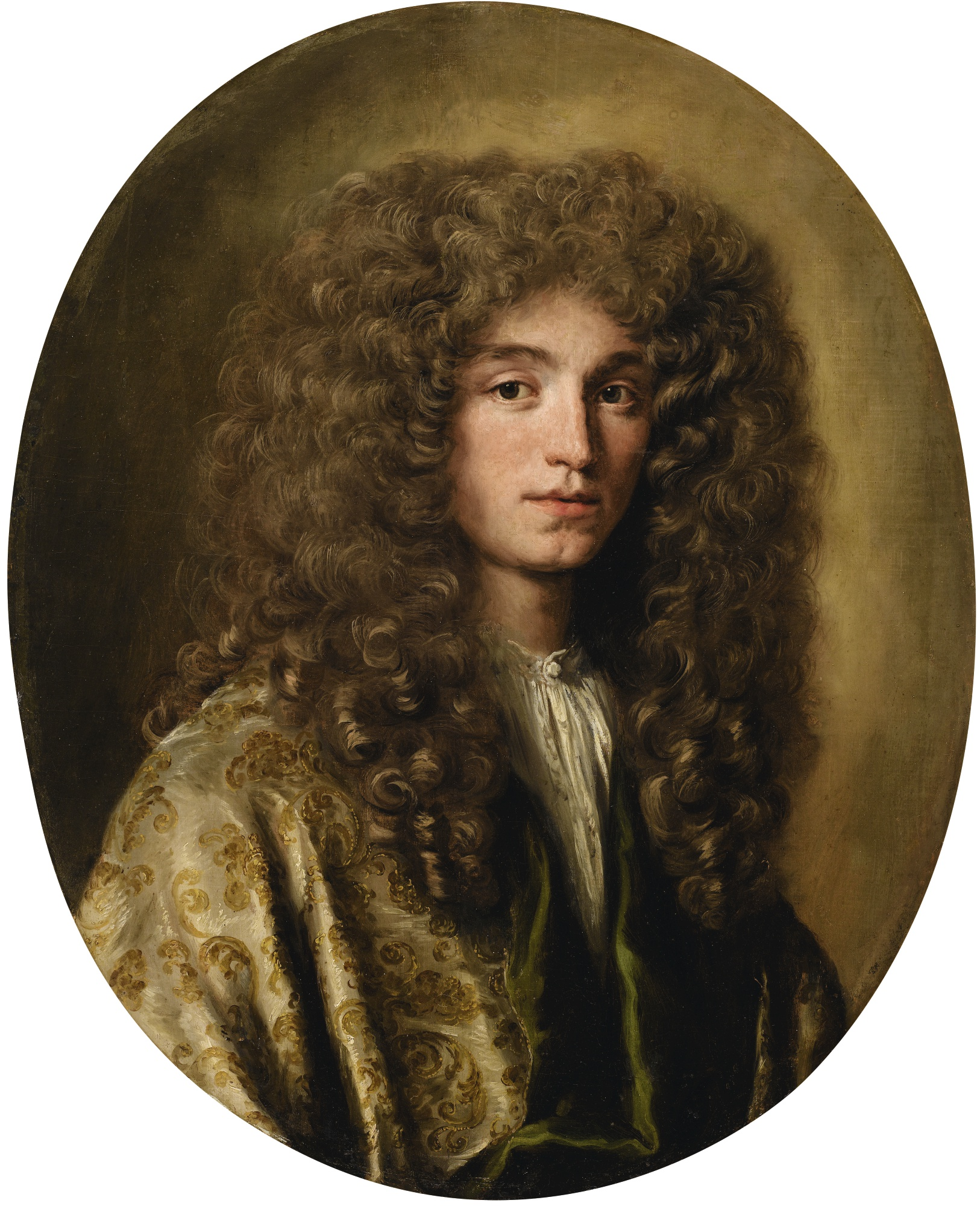
Jacob Ferdinand Voet (1639–1689), Ritratto di giovane uomo con parrucca, c. 1680
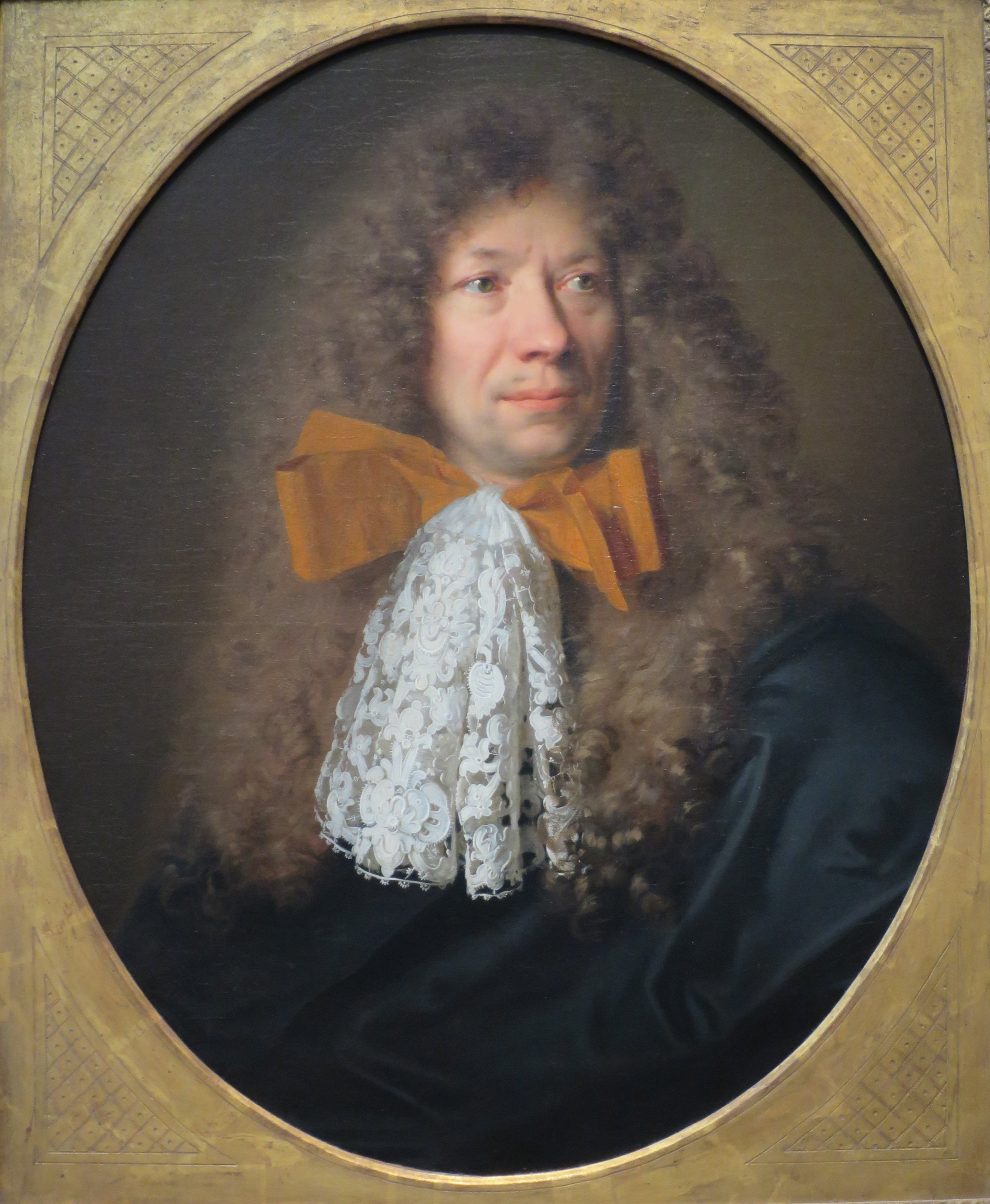
Nicolas de Largillière, Il pittore Adam Frans van der Meulen (o Pierre van Schuppen ?), 1680
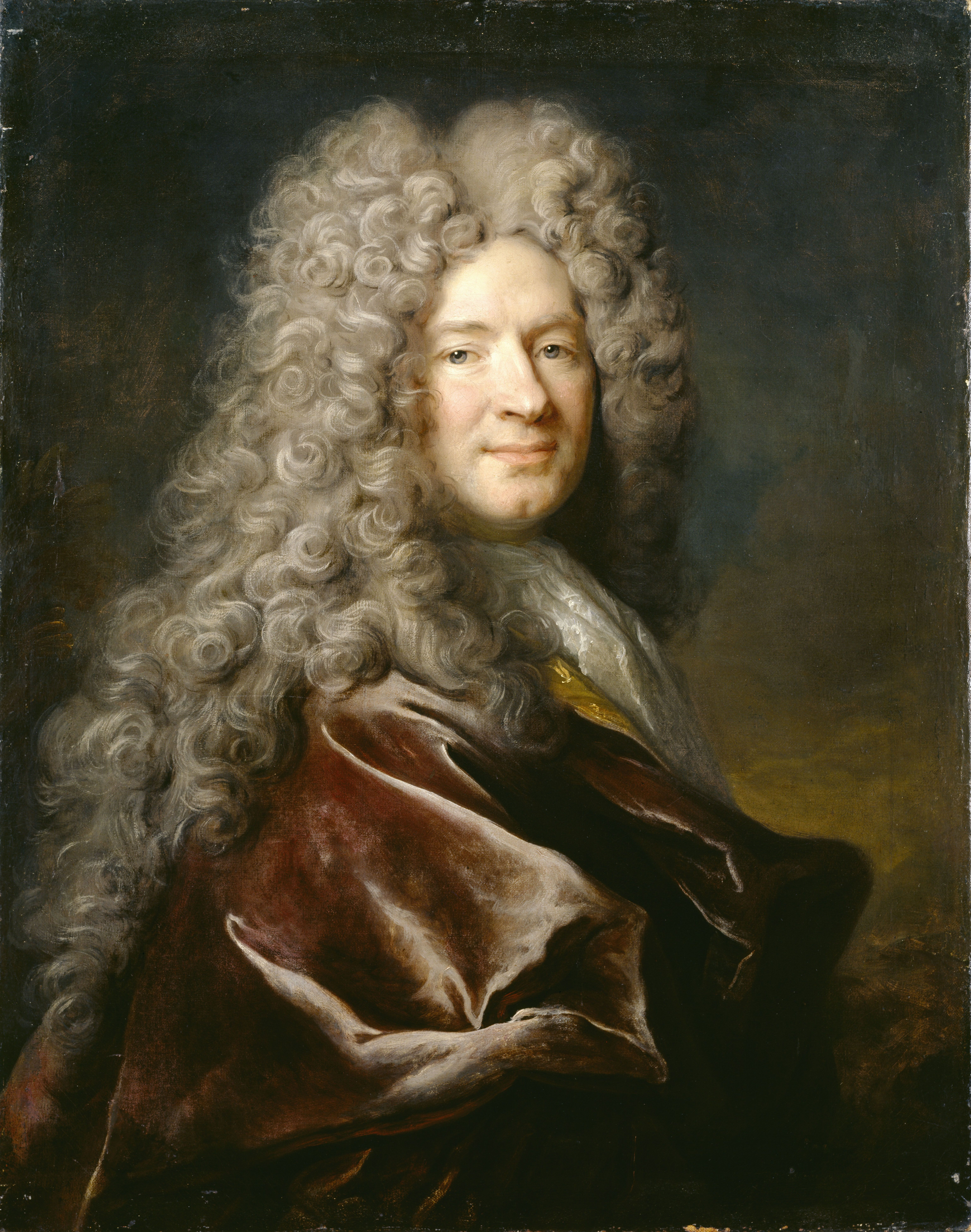
Nicolas de Largillière, Ritratto di uomo con veste rossa, c. 1700. Si noti qui la lunghezza dei ricci.
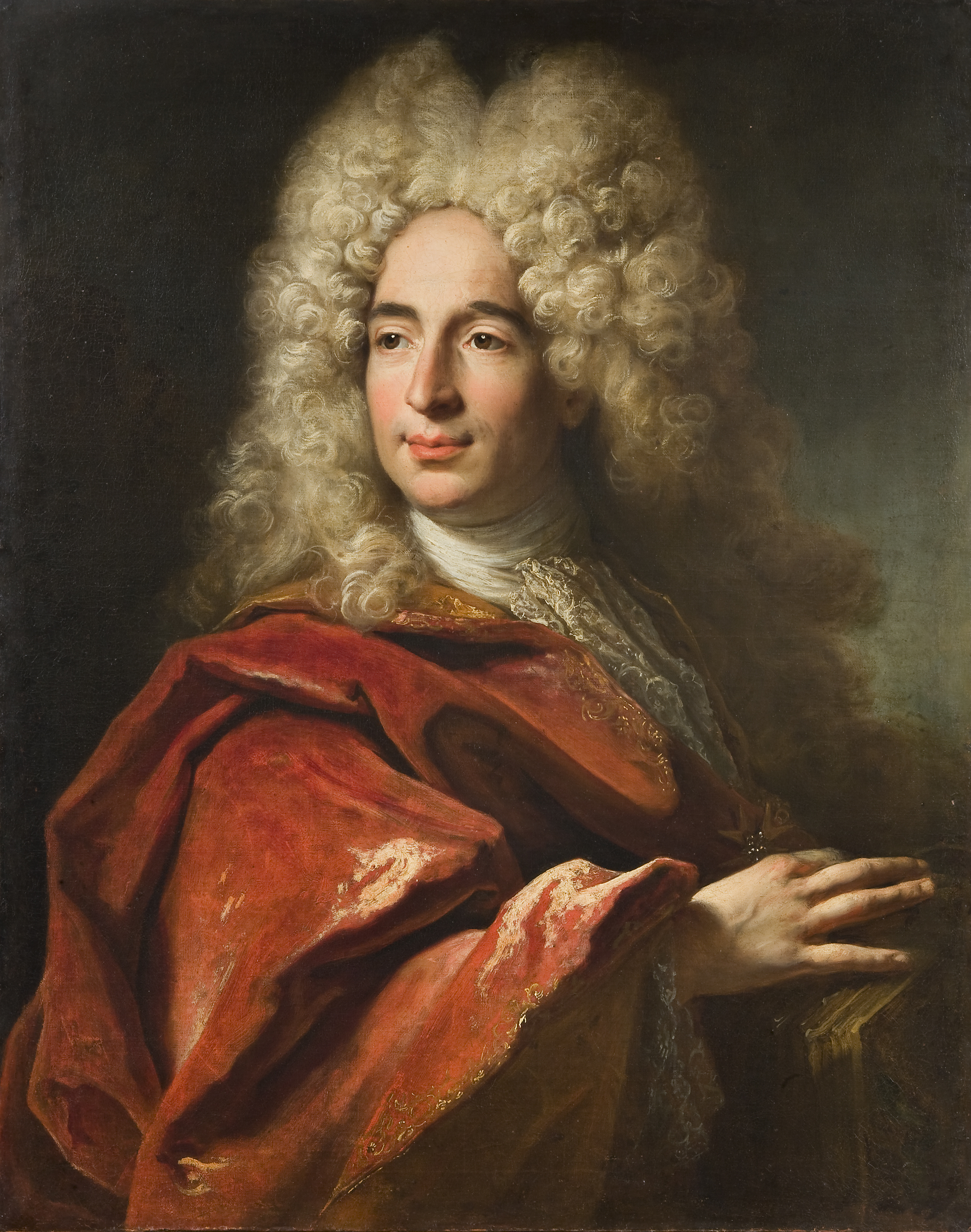
Nicolas de Largillière, Ritratto maschile, c. 1700. Si noti qui la parrucca bionda.

## La moda femminile

### Dal 1650 al 1670

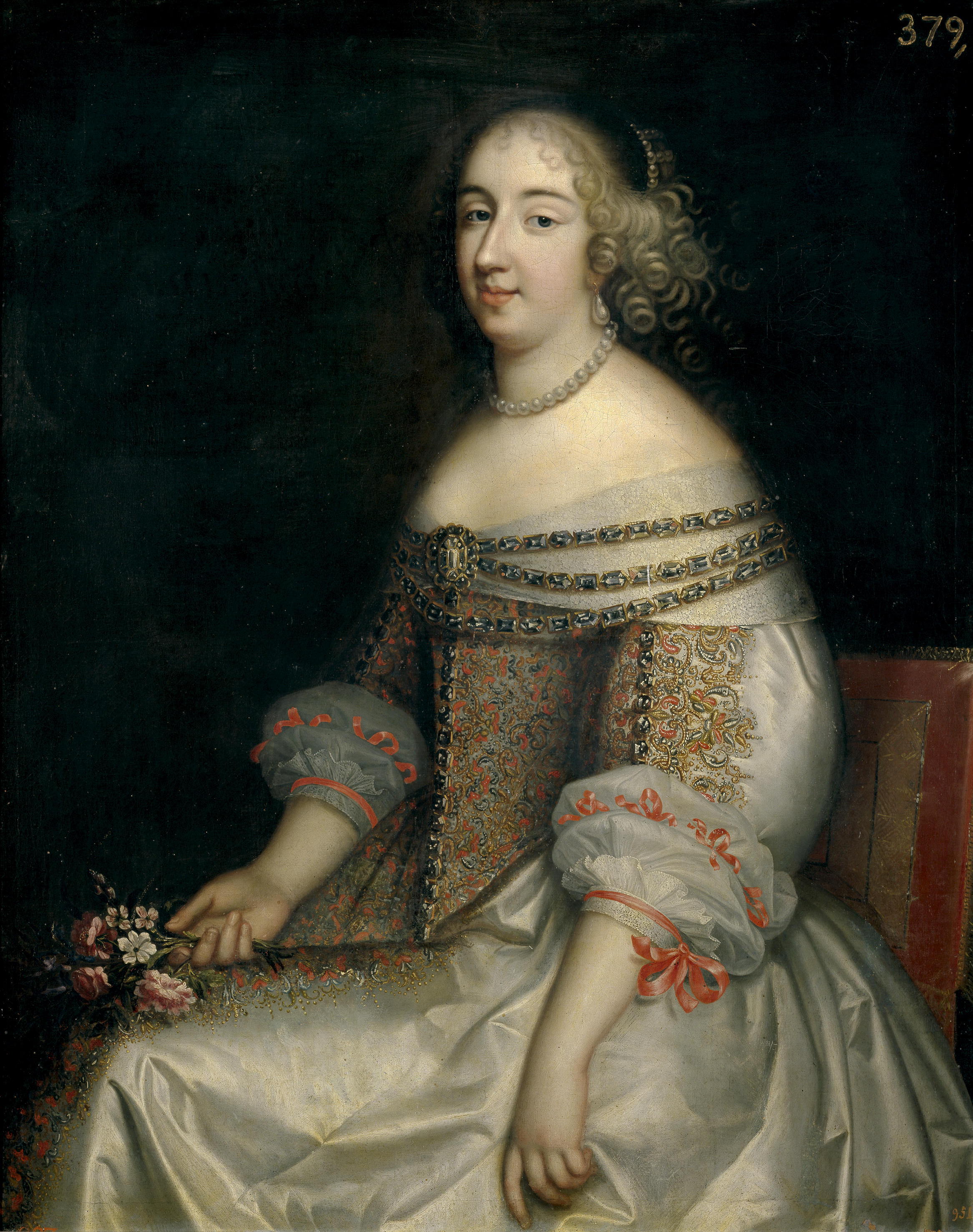
Charles Beaubrun, Mademoiselle de Montpensier, 1655. All'epoca di Luigi XIV era la donna più ricca di Francia ed in questo ritratto indossa un abito di seta bianca con splendidi ricami in rosso, oro e argento. Sul collo e sui polsini vi sono nastri a motivi floreali così fini che possono essere visti solo da vicino. Inoltre, sul coretto si trova una parure di veri diamanti come pure sul colletto.

In contrasto con la precedente moda spagnola (che nella stessa Spagna venne ancora indossata regolarmente anche se in una forma modificata almeno fino al 1660), la moda femminile francese del periodo barocco enfatizzava le forme femminili. Dal 1650 al 1670 circa, iniziarono ad indossare un corpetto di pizzo (una specie di corsetto) che si assottigliava sul davanti e sollevava il seno. La parte anteriore del corpetto era spesso decorata, ad esempio con bordi a ricamo. All'inizio, la vita non veniva molto enfatizzata, ma dal 1660 fu gradualmente rafforzata. La presenza inoltre di una grande scollatura ovale che mostrava le spalle e metà del seno, il tutto completato dalla presenza del pizzo, mussola o trasparente, rendeva il tutto più elegante. Le maniche del vestito erano ancora piuttosto larghe in questo primo periodo, arrivando al massimo ai gomiti e, come controparte della moda maschile, si intravedevano da sotto maniche a sbuffo con balze e polsini di pizzo. Fiocchi e nastri erano presenti sia sul corpetto che sulle maniche.
La gonna del vestito cadeva liberamente e in pieghe ampie e poteva talvolta essere accompagnata da una piccola coda. L'indumento superiore (jupe de dessus o "sovragonna") era anche chiamato manteau. Questo a volte era aperto sul davanti e mostrava una gonna diversa, spesso in un colore, tessuto o motivo diverso, che si trovava in posizione sottostante. Tra il 1650 e il 1670, i colori chiari divennero all'ordine del giorno nella moda femminile, anche se rimase sempre apprezzato il bianco classico.

Moda femminile c. 1650-1680
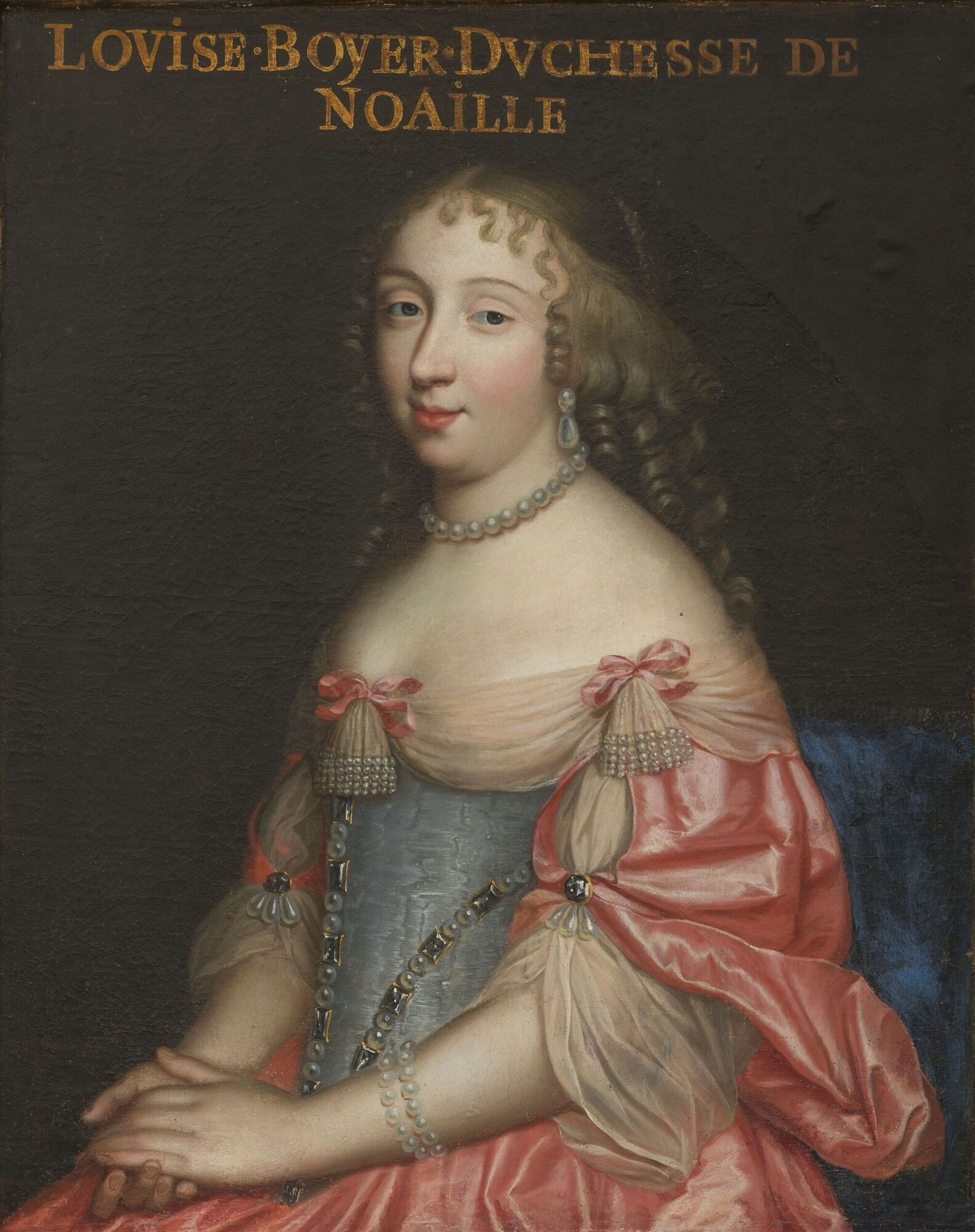
Charles Beaubrun, Louise Boyer, duchessa di Noailles (1632-1697), c. 1650-1658. Abito in raso rosa salmone con corpetto grigio argento in moiré di seta; maniche e colletto in mussola bianco panna; una parure di perle e diamanti sul corpetto e sulle maniche.
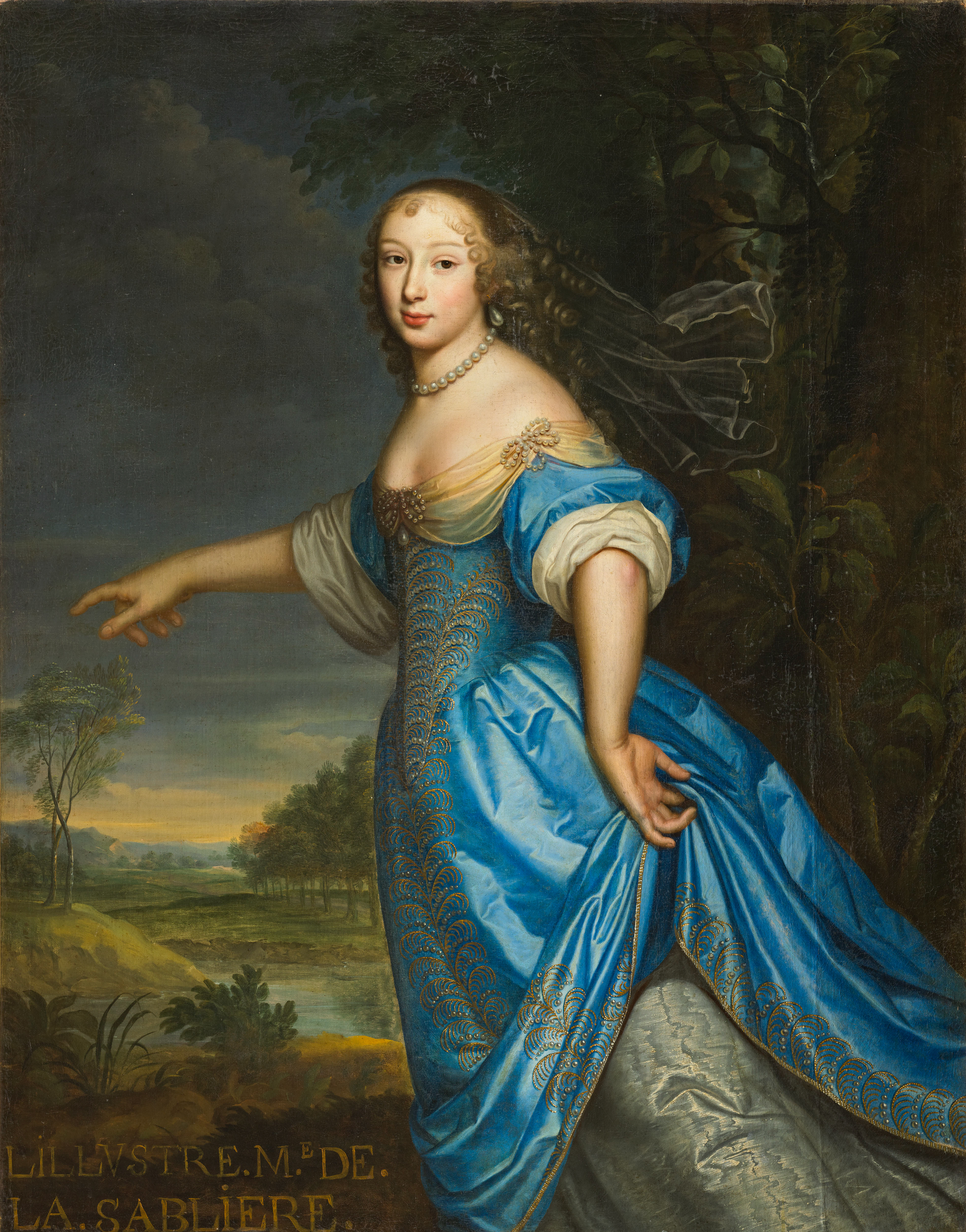
Pierre Mignard, Madame de la Sablière, ca. 1660-1670. Un abito di seta azzurro decorato con i migliori ricami sulla parte anteriore del corpetto e della gonna e sull'orlo. La dama di compagnia solleva un po' la gonna superiore per rivelare la sottoveste di moiré bianco-argento, la cosiddetta Friponne ("maliziosa")
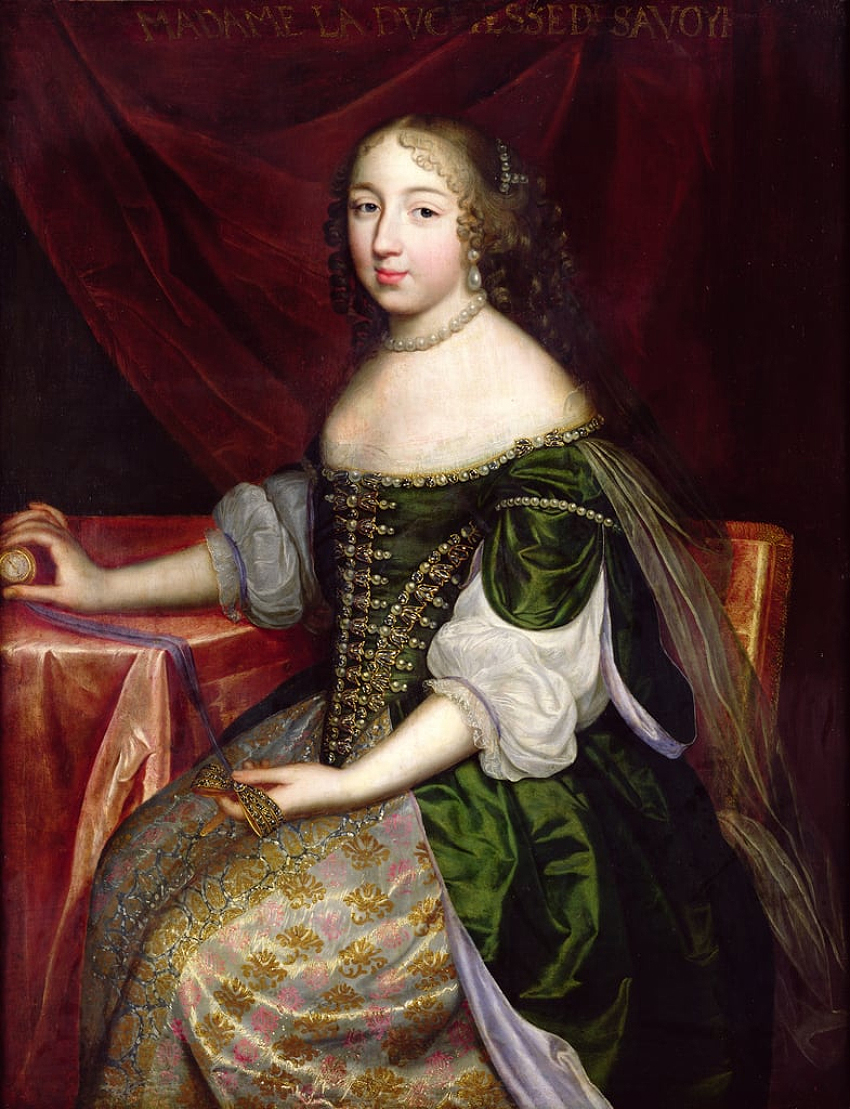
Charles Beaubrun, Francesca Maddalena d'Orléans, duchessa di Savoia, c. 1655-1660. Sotto un manteau di seta verde scuro con risvolti bianchi, una gonna di raso perlato a fantasia rosa cangiante con ricami in oro. Perle ovunque: sul collo, sulle orecchie, nei capelli, sul corpetto e sulla scollatura.
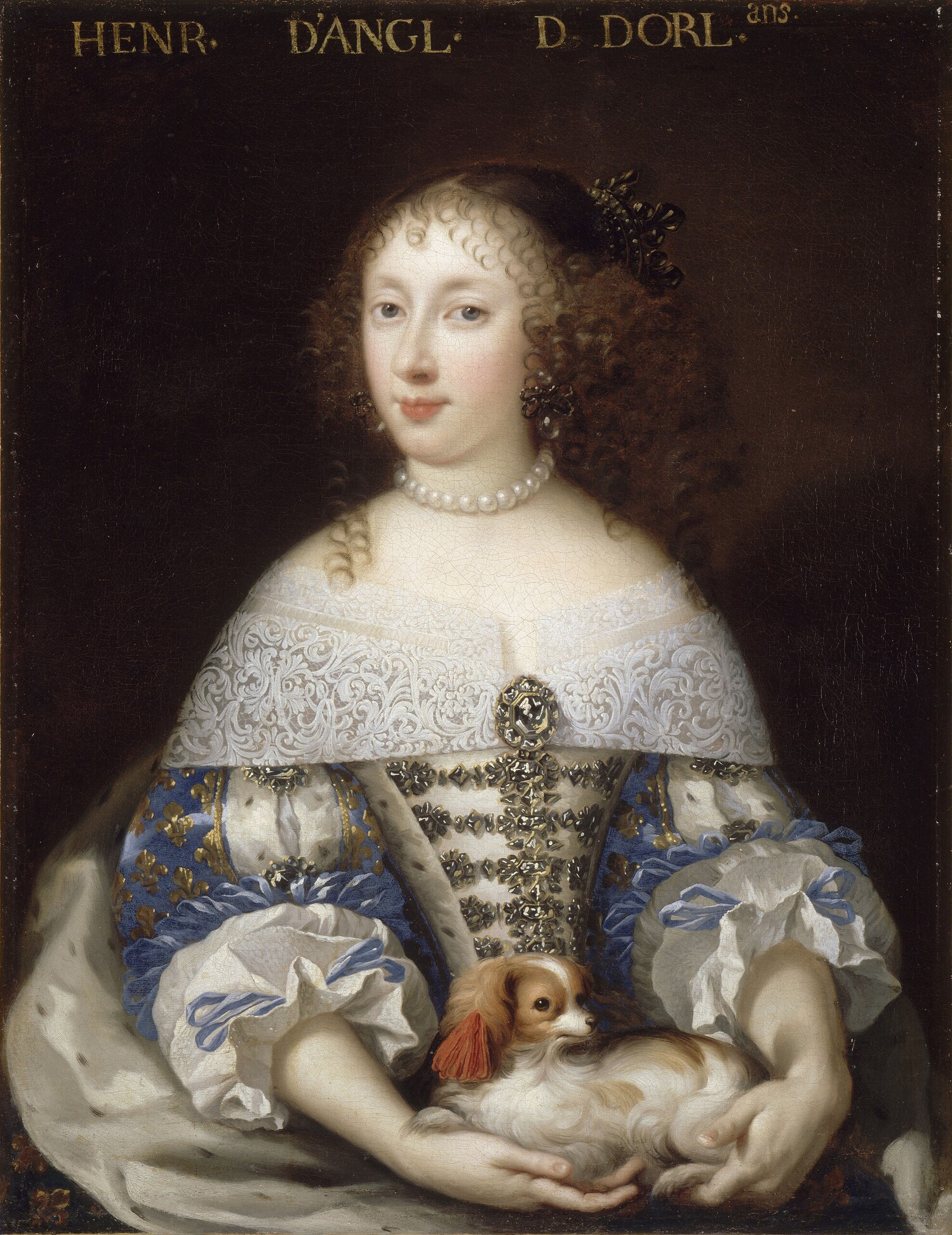
Pierre Mignard, Enrichetta d'Inghilterra, duchessa d'Orléans, detta "Madame", c. 1661-1665. Come membro della famiglia reale, la cognata del Re Sole può indossare gigli dorati su sfondo blu, oltre a grandi parure di diamanti.
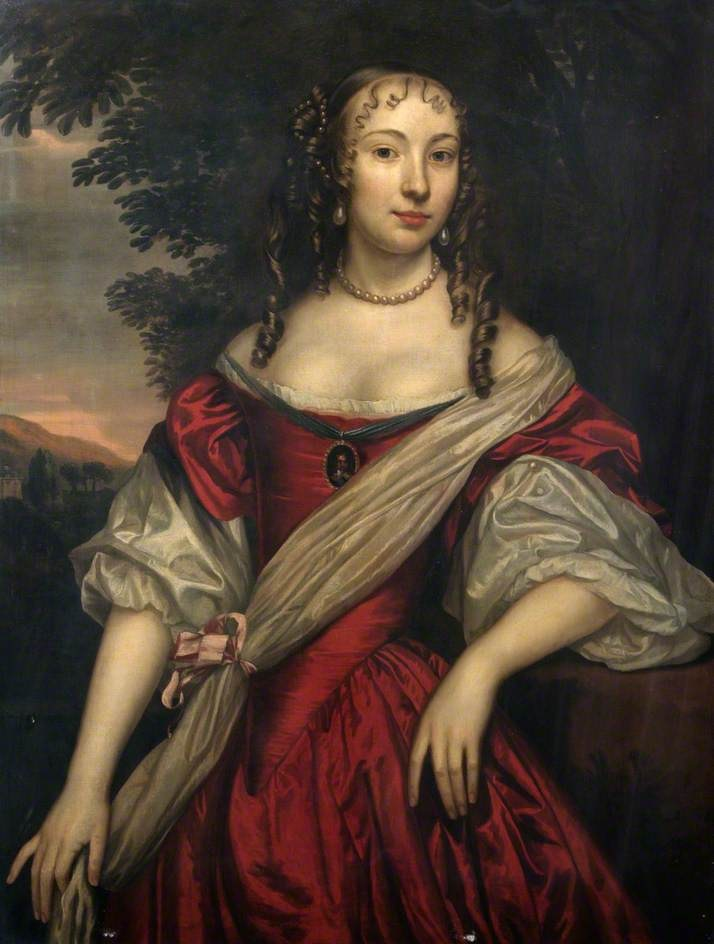
Jan Mijtens, Enrichetta d'Inghilterra, c. 1665. Un semplice abito di seta rossa in stile inglese.
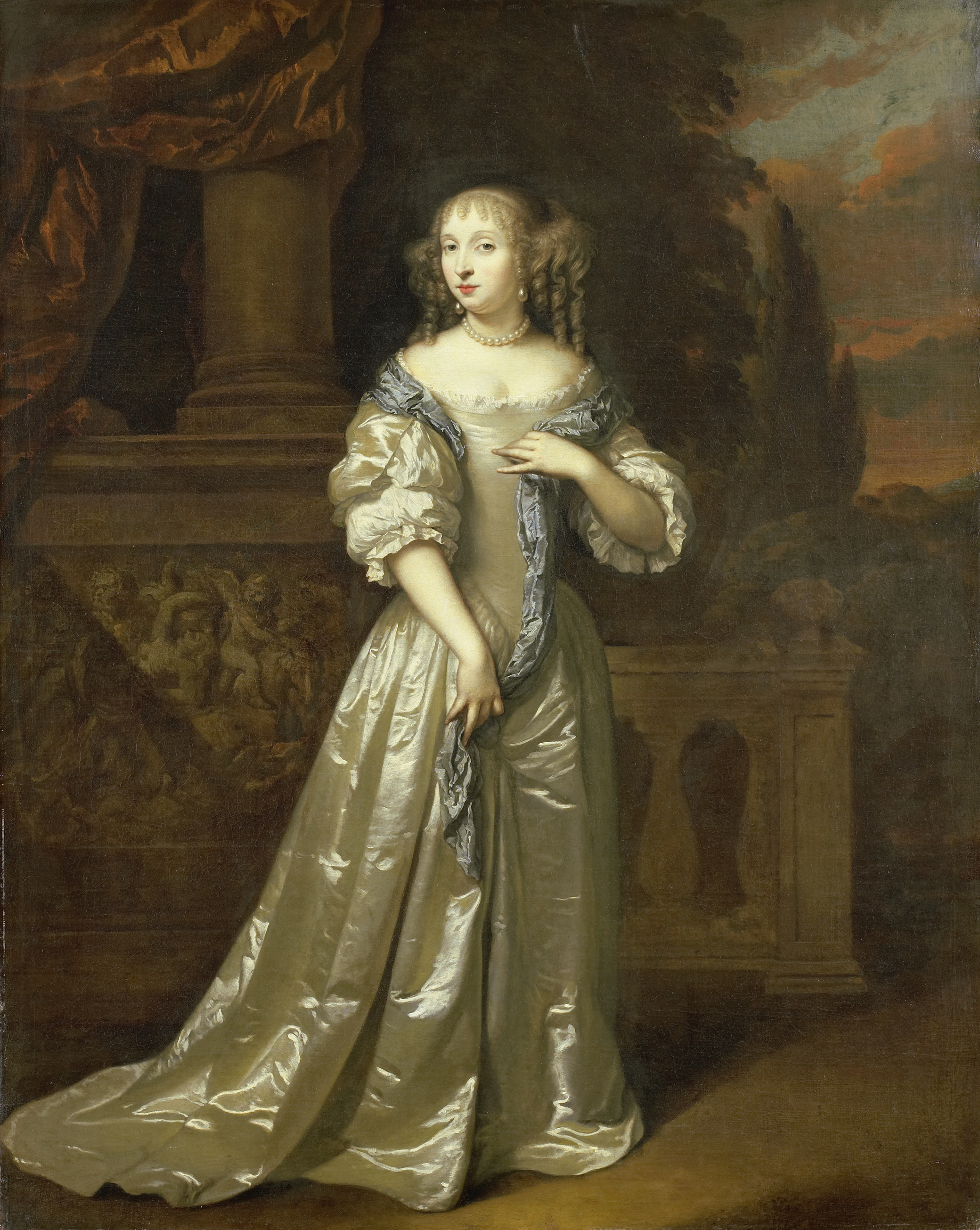
Caspar Netscher, Lady Philippina Staunton, 1668
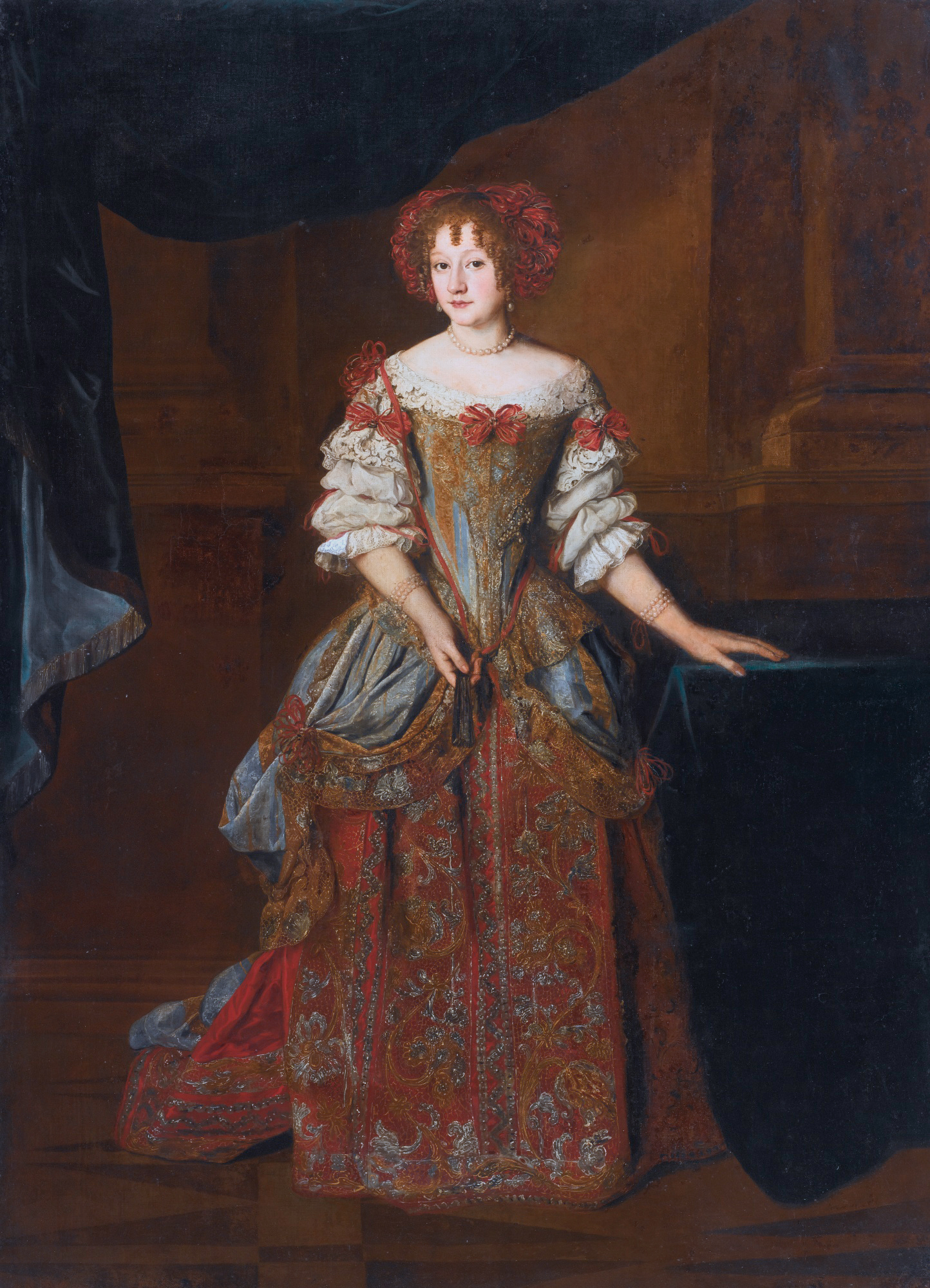
Jacob Ferdinand Voet, La principessa Teresa Pamphilj Cybo (1654 - 1704), c. 1670-1674. Una manteau in seta celeste bordato d'oro e drappeggiato leggermente indietro sui lati il tutto su di una gonna rossa con splendidi ricami oro e argento. Qua e là vi sono decorazioni di nastri rossi e pizzo di squisita manifattura.
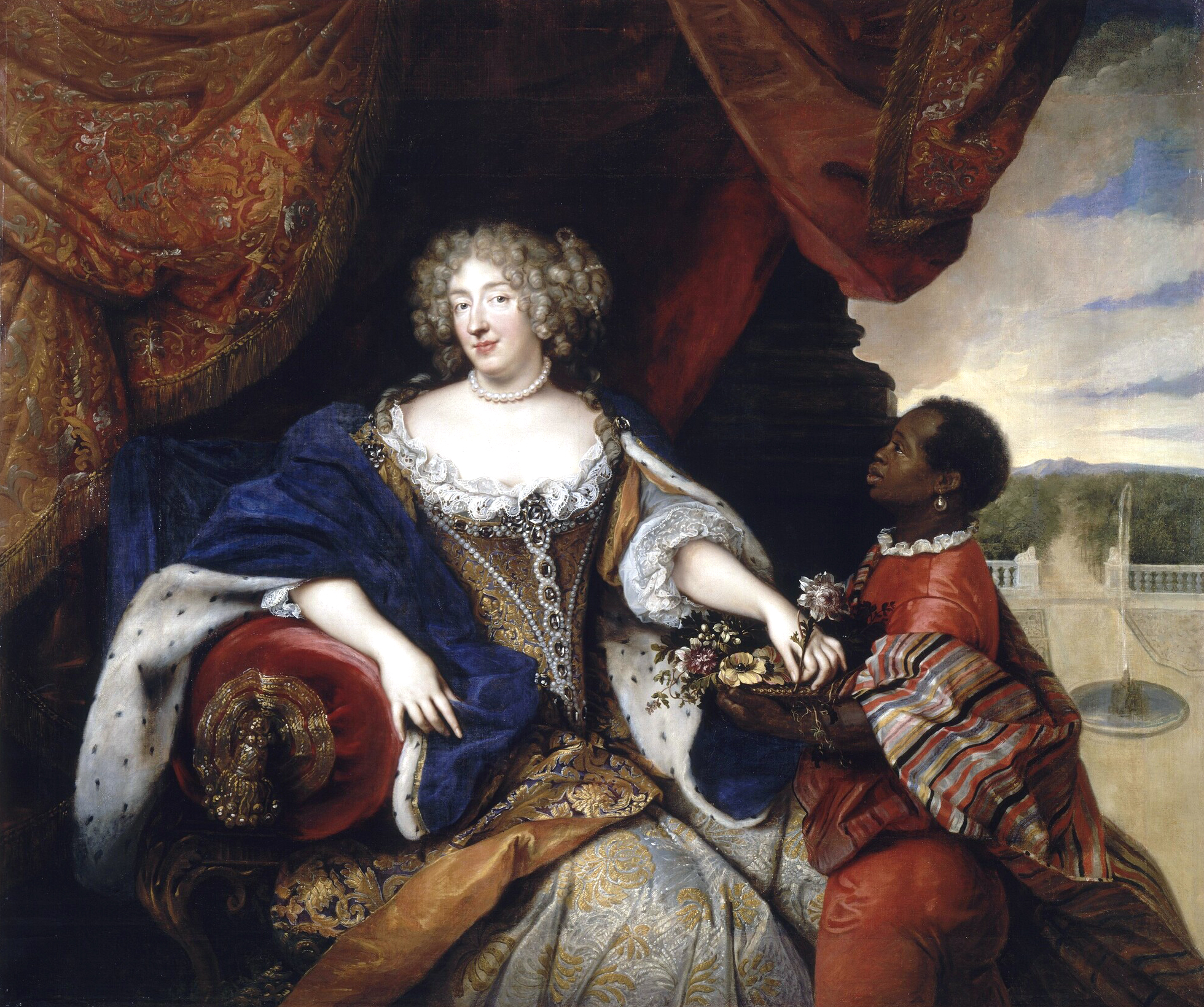
François de Troy (?), Elisabetta Carlotta del Palatinato col suo moro, c. 1680
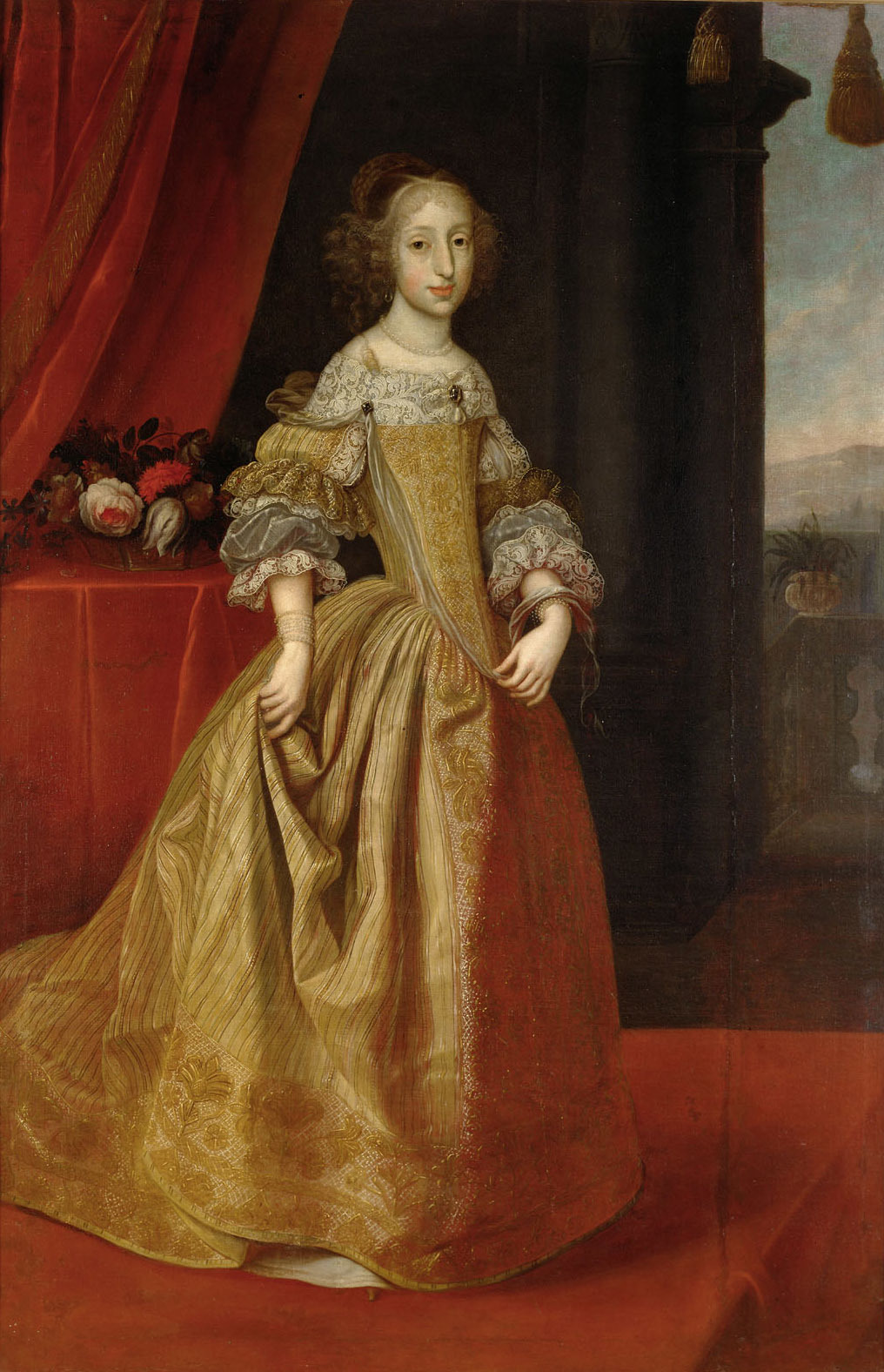
Benjamin von Block, L'arciduchessa Maria Antonia (1669-1692), 1684. La moda un po' antiquata della corte viennese.

### 1670-1700

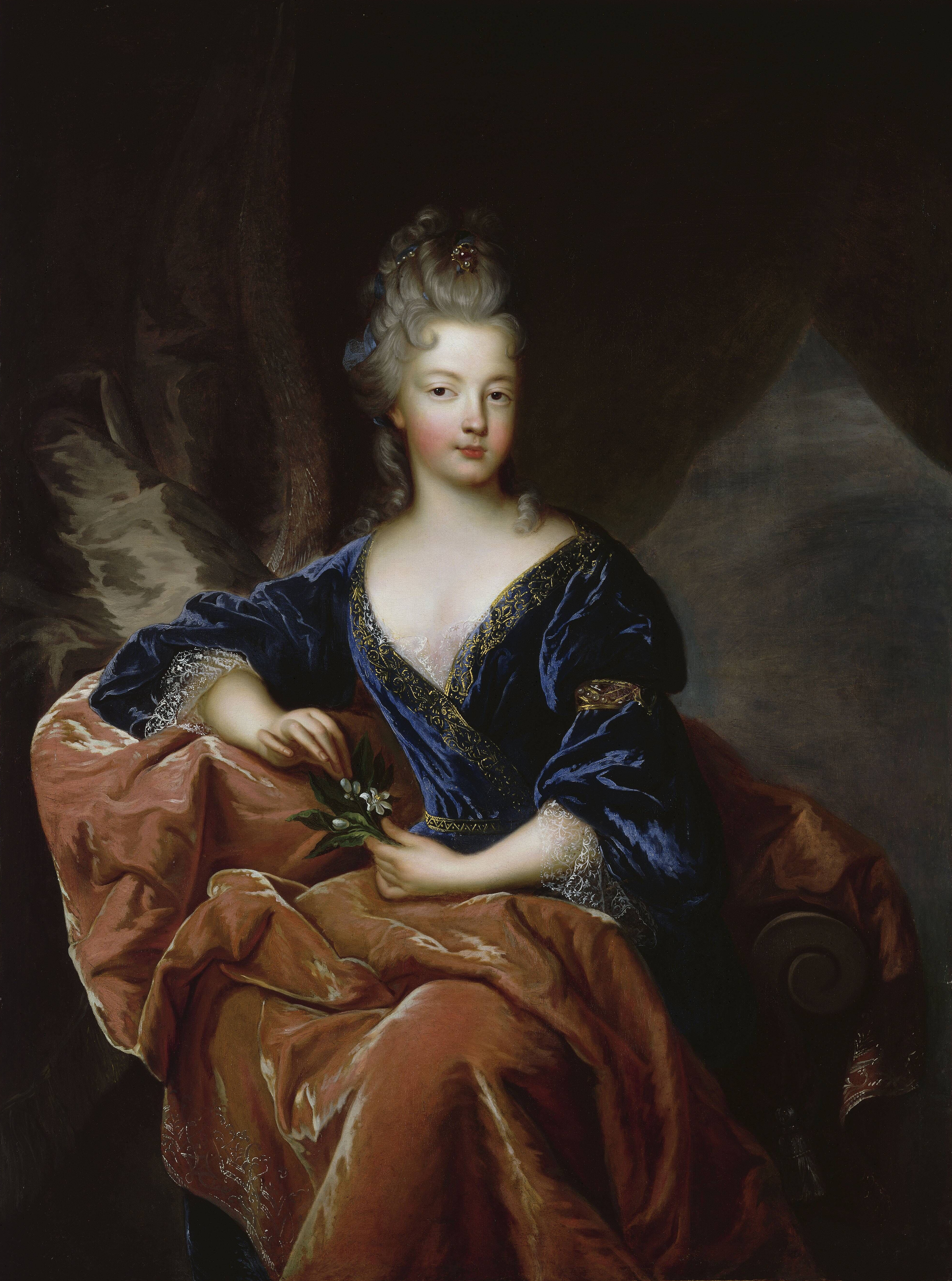
François de Troy, Francesca Maria di Borbone, poi duchessa d'Orléans, c. 1692

Tra il 1670 e il 1680 anche la moda femminile cambiò radicalmente insieme a quella maschile. La silhouette divenne più stretta e più alta dopo il 1680. Le dame incominciarono a drappeggiare il manteau anteriore aperto, legandolo con nastri, agraffes o rosette fino a quando, negli anni ottanta del Seicento, assunse una forma arruffata e drappeggiata detta cul de Paris, che poteva finire con una coda di lunghezza variabile in bsase al proprio rango e rigidamente regolamentata nelle corti: alle duchesse che appartenevano alla più alta nobiltà, era permesso avere una coda d'abito di un metro e mezzo; più basso era il rango e più corta era la coda dell'abito. Verso la fine del XVII secolo, sotto il manteau venivano indossati piccoli cuscini di lino (criades) per conferirgli una forma più arcuata e gonfia. La gonna inferiore visibile sul davanti era talvolta decorata con frange o balze.
A casa o in un ambiente meno formale, le dame si toglievano il pesante e solenne manteau e indossavano una vestaglia più comoda, un déshabillé.
Anche le scollature cambiarono nel tempo e diventarono un po' più piccole a partire dal 1680; le spalle divennero spesso coperte e, a seconda della moda, le scollature erano più allungate o a forma di V. In inverno e in estate gli avambracci venivano coperti all'aperto con lunghi guanti o con l'uso di un manicotto di pelo. Come copertura per il decoltée, la principessa del Palatinato lanciò attorno al 1676 la moda di una particolare copertura a mantellina che da lei prese appunto il nome di palatine.
I tessuti più apprezzati erano la seta e il velluto, che potevano essere ricamati d'oro in occasioni ufficiali o particolarmente eleganti; si usavano anche broccati d'oro e d'argento, soprattutto per il manteau, se ce lo si poteva permettere. Le scarpe da donna avevano tacchi alti, piuttosto inclinati; di solito erano abbinati al vestito e potevano anche essere ricamati o guarniti con nastri e fiocchi di seta.
Una prerogativa assoluta delle dame di quest'epoca era il colorito bianco della pelle, con l'obbligo dunque di proteggersi dal sole all'aperto con una maschera o con parasole. Il trucco era ammesso se leggero. Tra gli accessori giudicati essenziali per una dama vi erano il ventaglio e talvolta, come per gli uomini, un bastone da passeggio. Come nella prima metà del secolo, le perle erano particolarmente apprezzate come gioielli, non solo indossate come collane o orecchini, ma anche cucite sugli abiti o in elaborate acconciature sui capelli.

Moda femminile dal Recueil des modes de la cour de France, 1683-1687
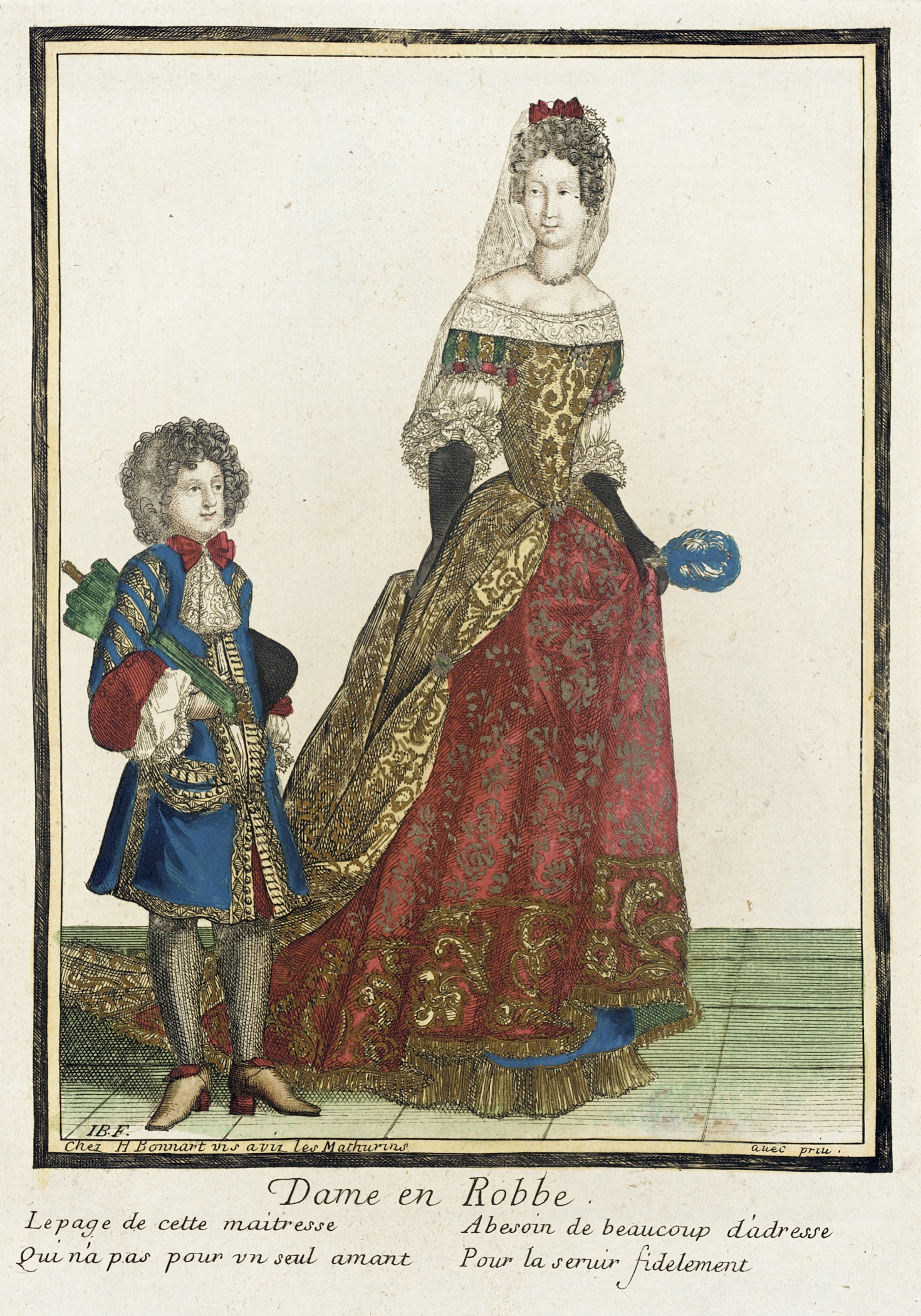
Dama in veste di velluto a ricami (Henri Bonnart, Jean Baptiste Bonnart, 1683)
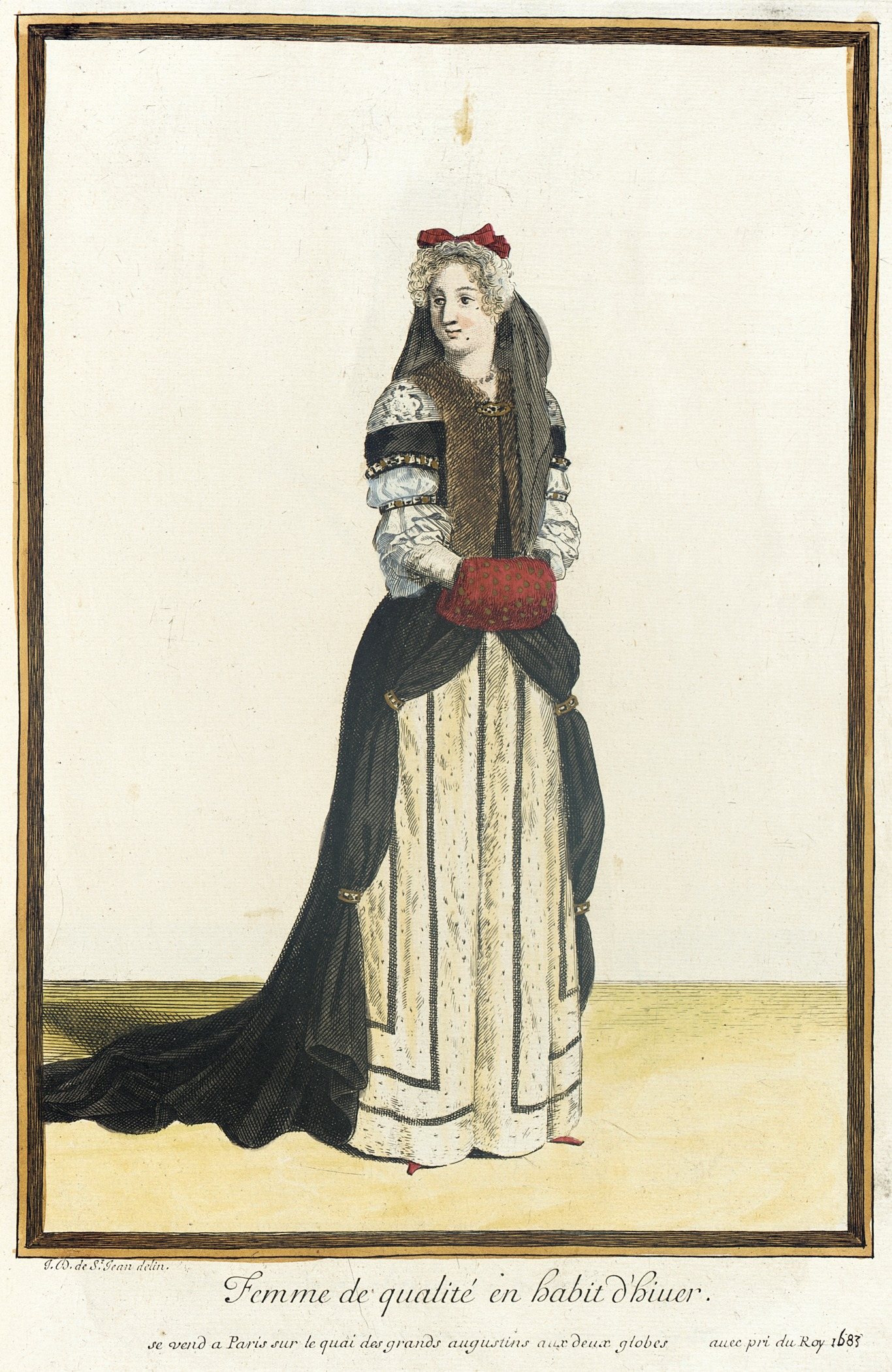
Capo invernale con bordature di pelliccia e manicotto (Jean Dieu de Saint-Jean, Jean Berain, 1683)
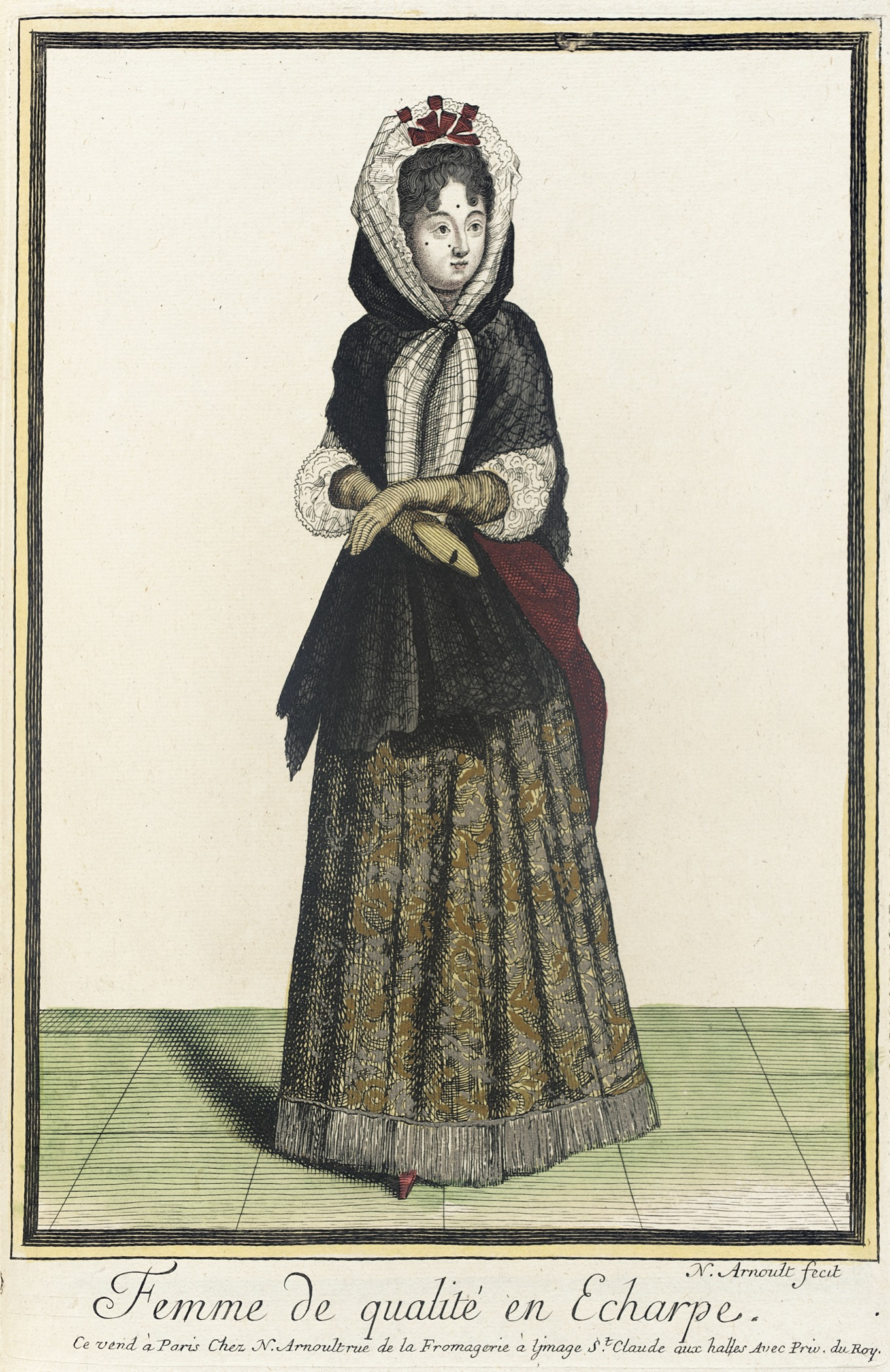
Dama con Écharpe, una specie di mantello che poteva essere portato al capo per ripararsi (Nicolas Arnoult, ca. 1681-1683)
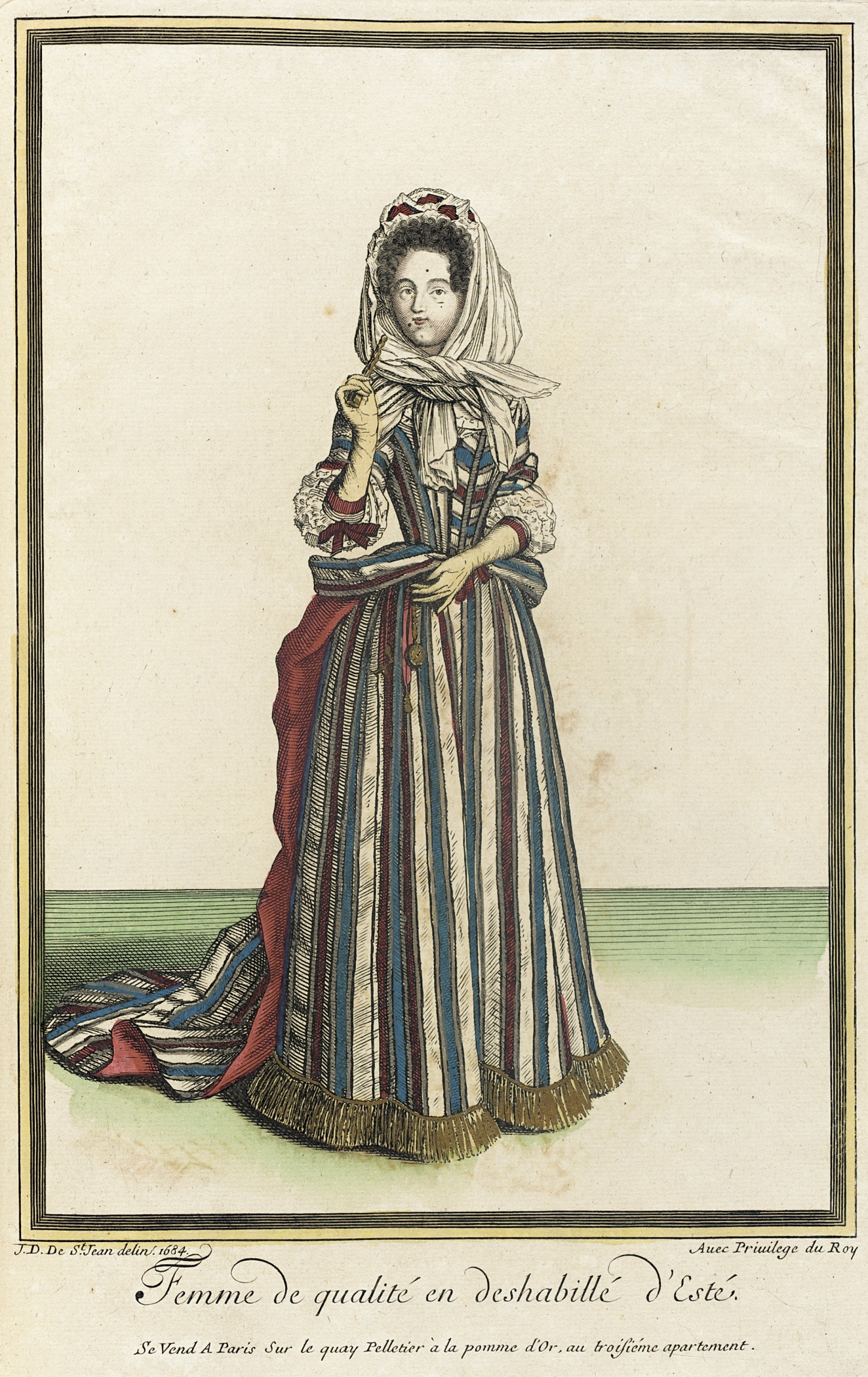
Deshabillé per l'estate (Parigi 1684)
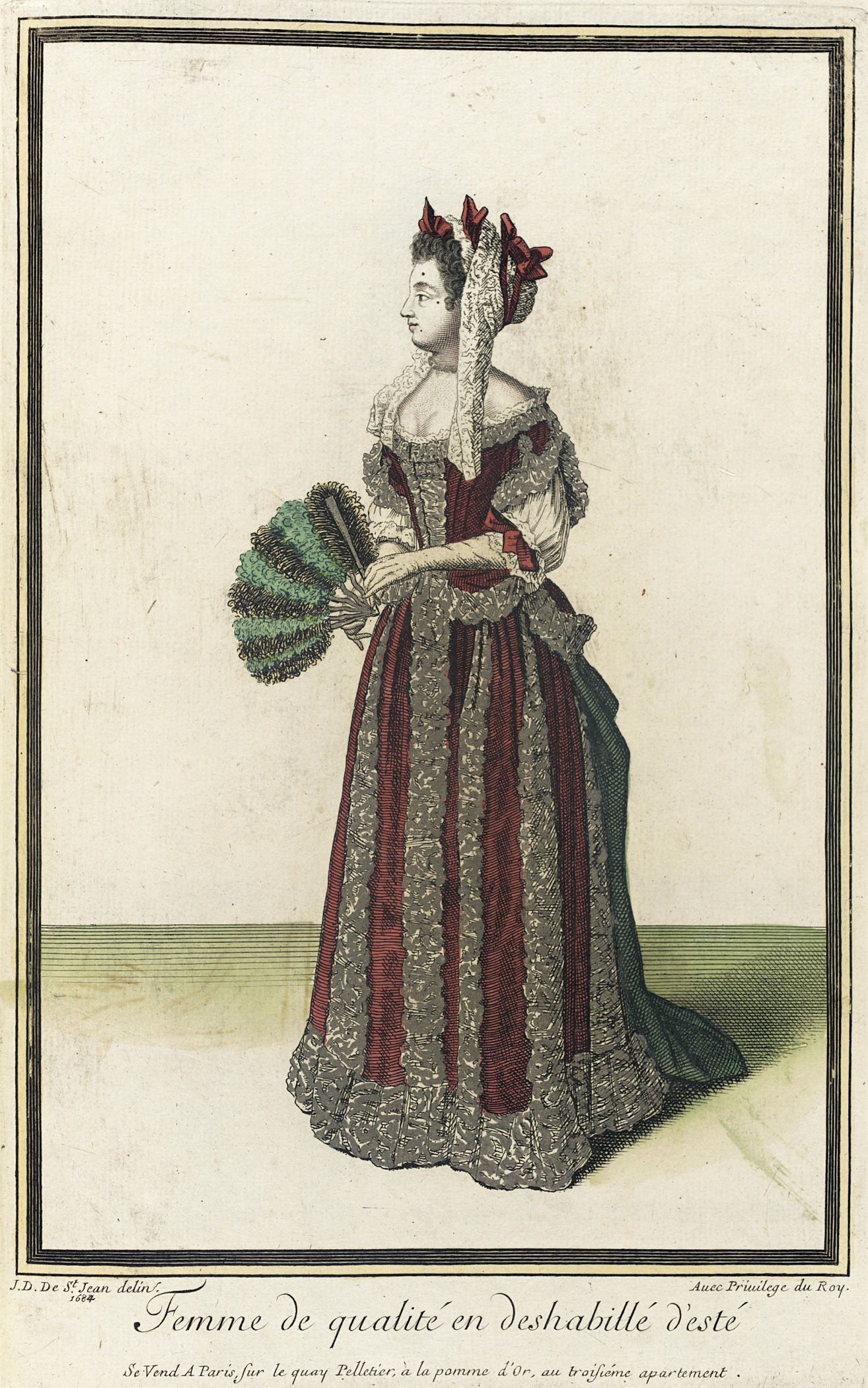
Deshabillé per l'estate, con un ventaglio di piume di struzzo (Jean Dieu de Saint-Jean, 1684)
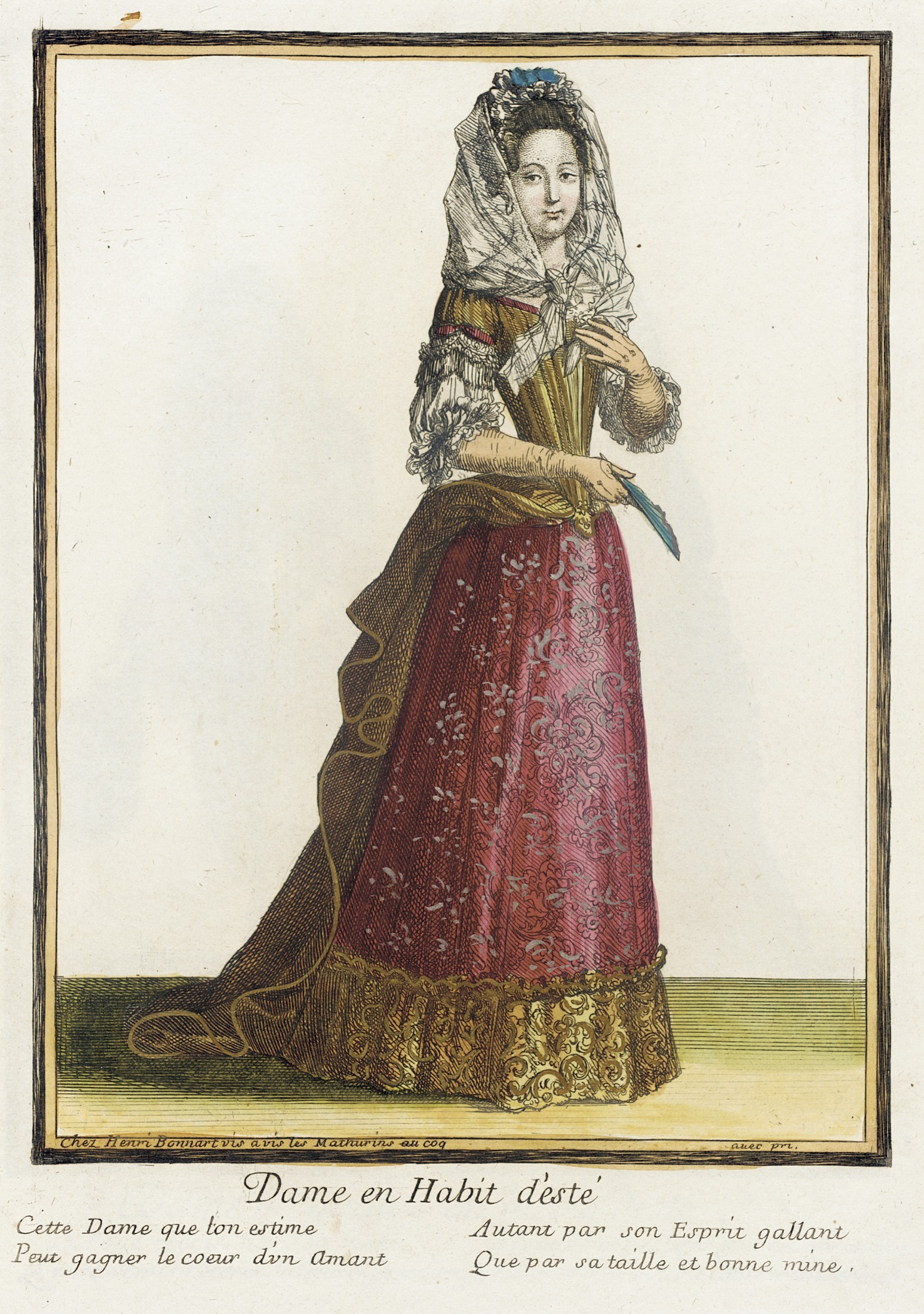
Abito estivo (Henri Bonnart, 1685)
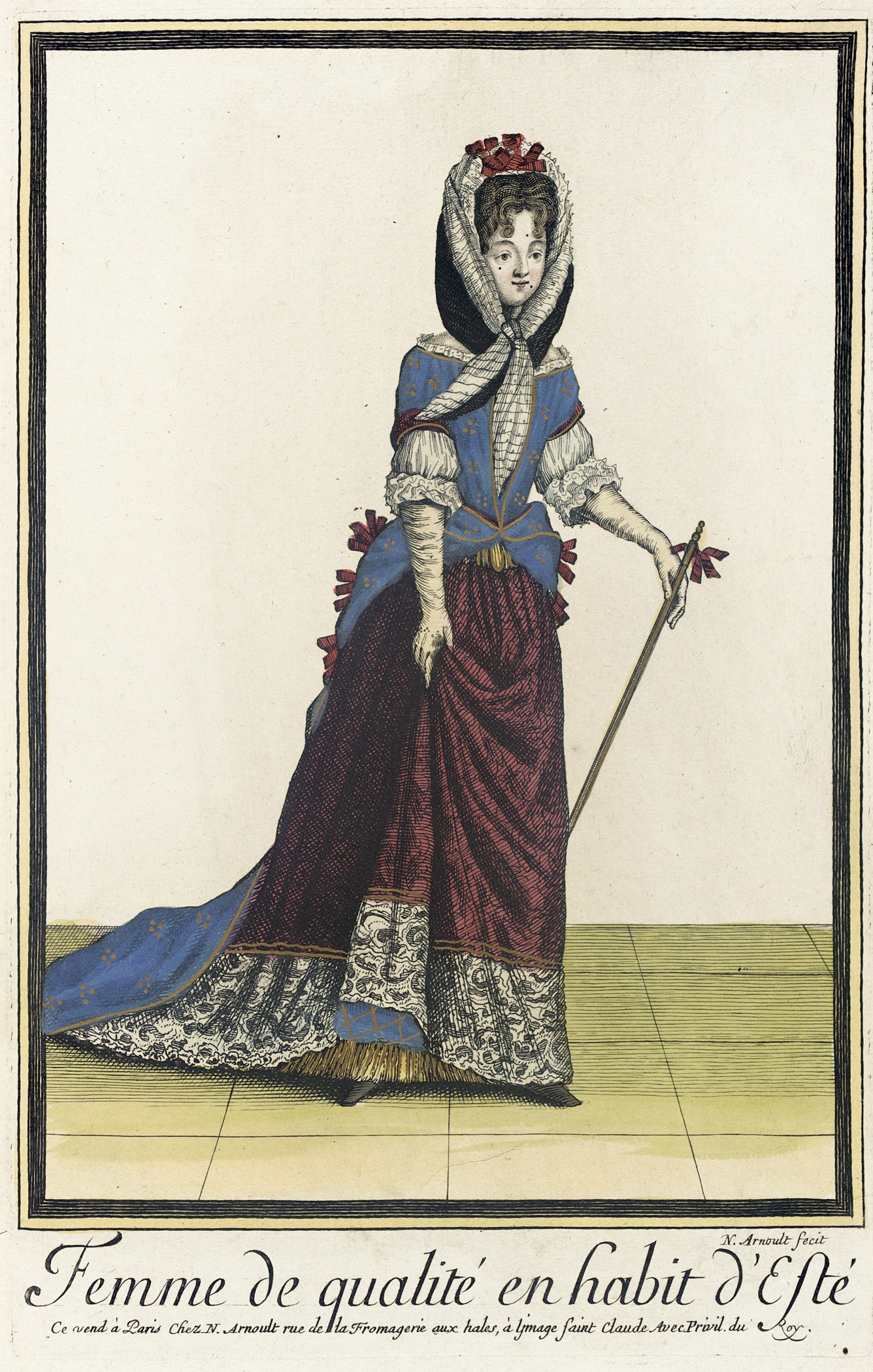
Abito estivo (Nicolas Arnoult, Paris 1682-1688)
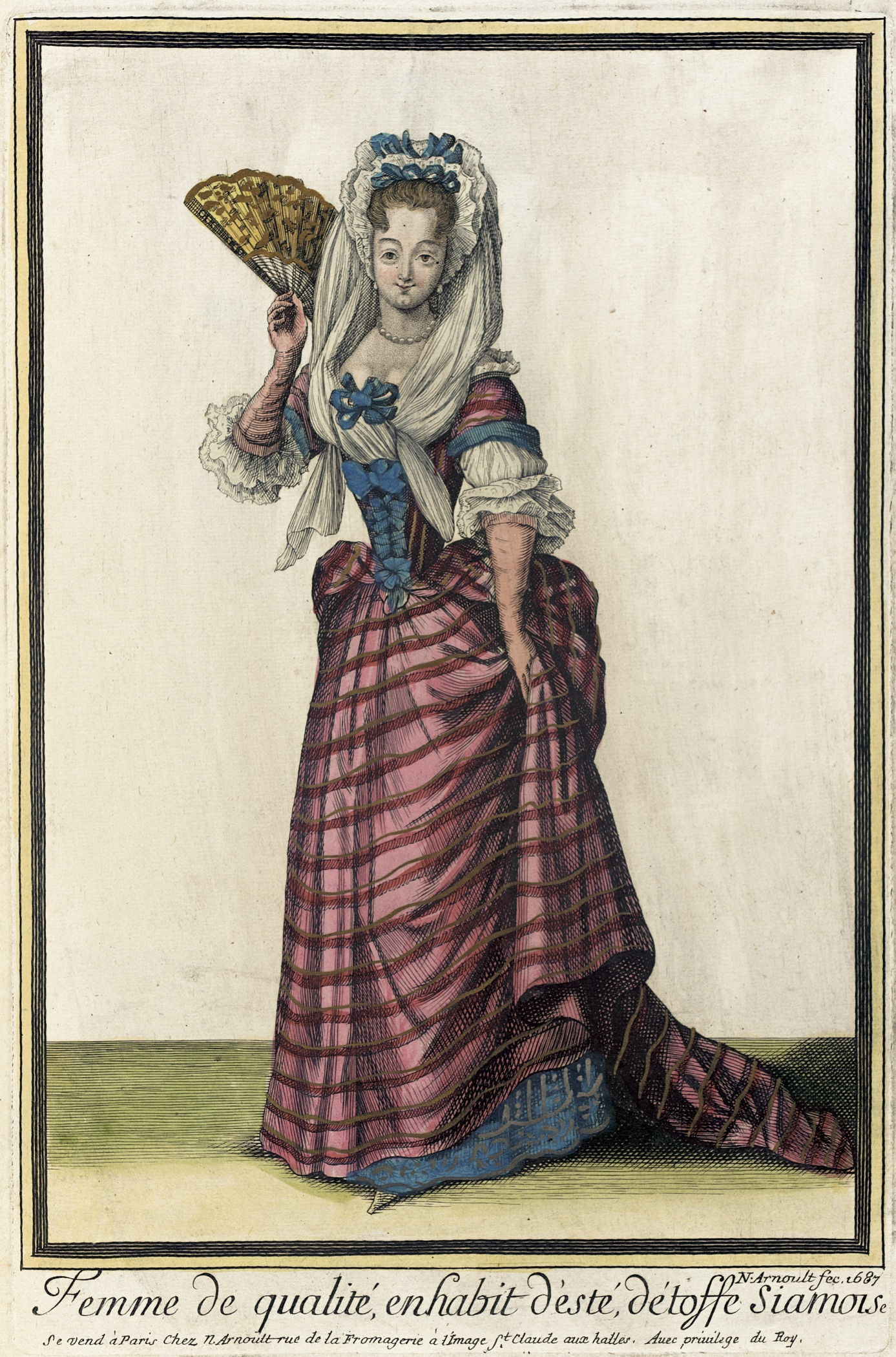
Abito estivo a righe (Nicolas Arnoult, 1687)

Moda femminile c. 1680-1700
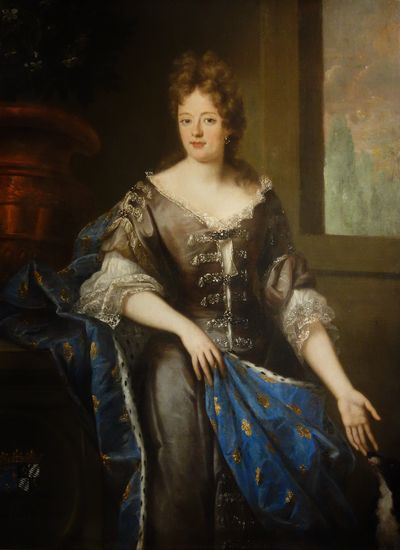
Nicolas de Largillière (?), Elisabetta Carlotta del Palatinato, c. 1685-1690 (?)
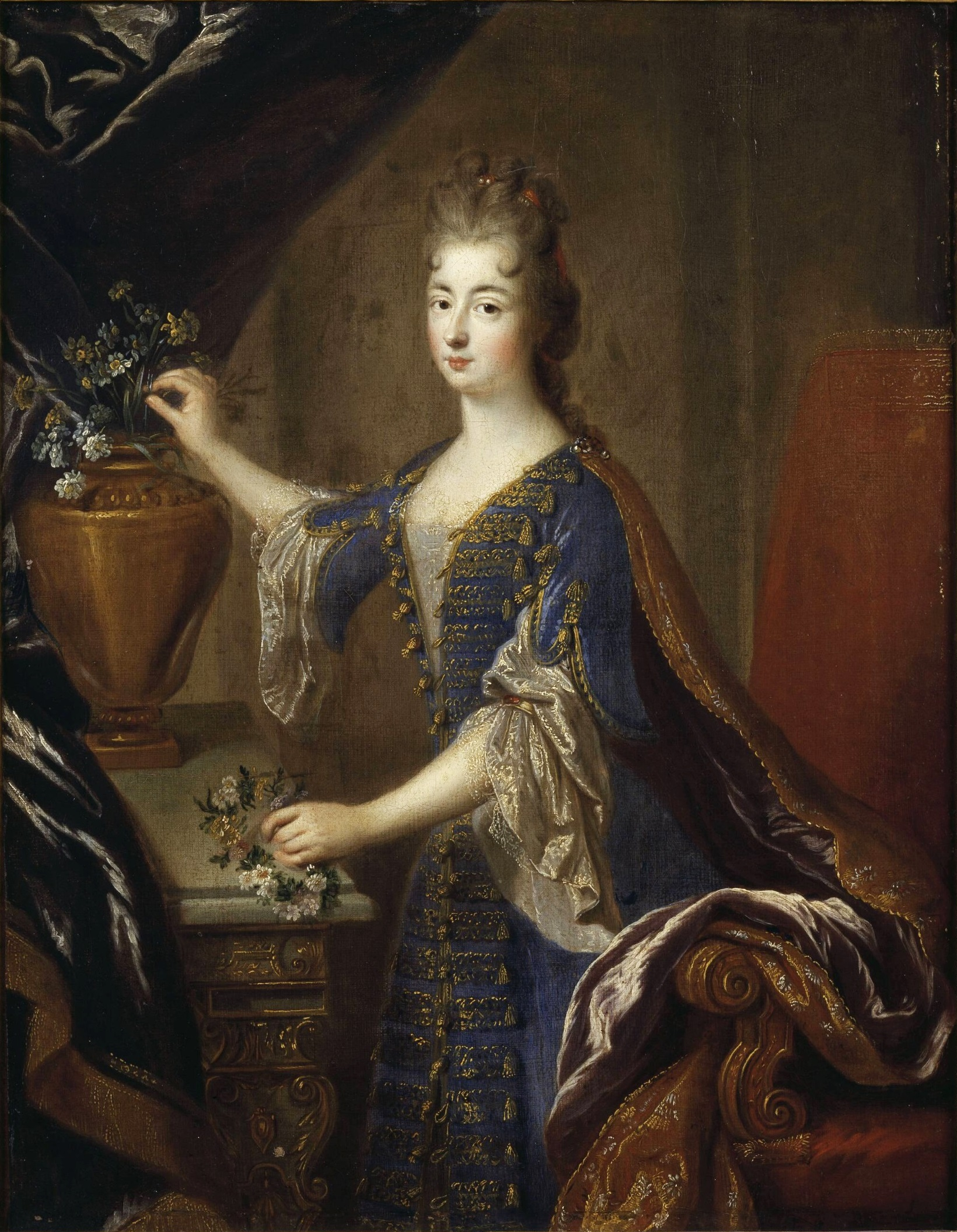
François de Troy, Maria Anne di Borbone (1666-1739), c. 1690
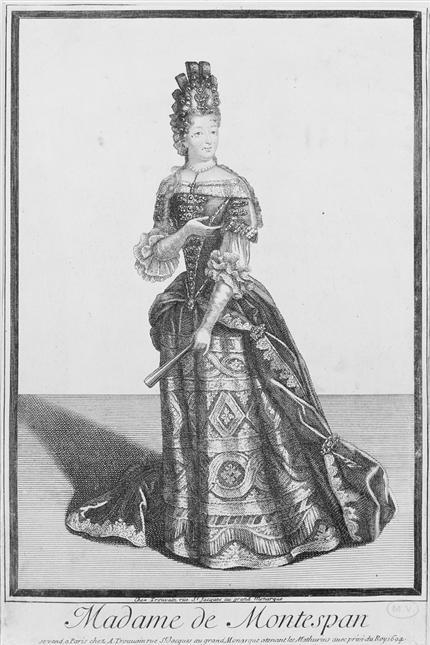
Madame de Montespan, incisione su rame, c. 1685-1691
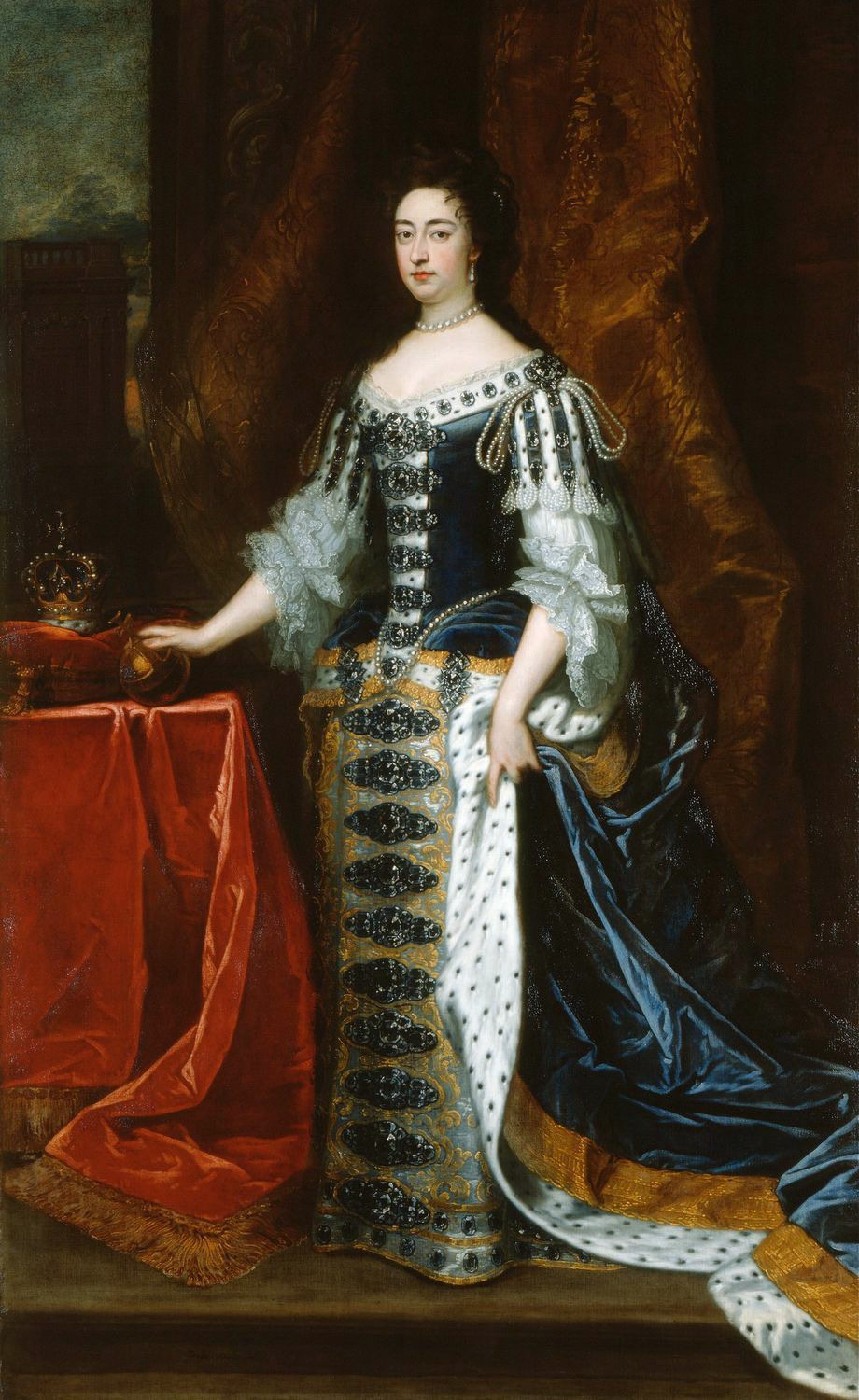
Godfrey Kneller, Maria II d'Inghilterra, 1690 (con una parure di diamanti)
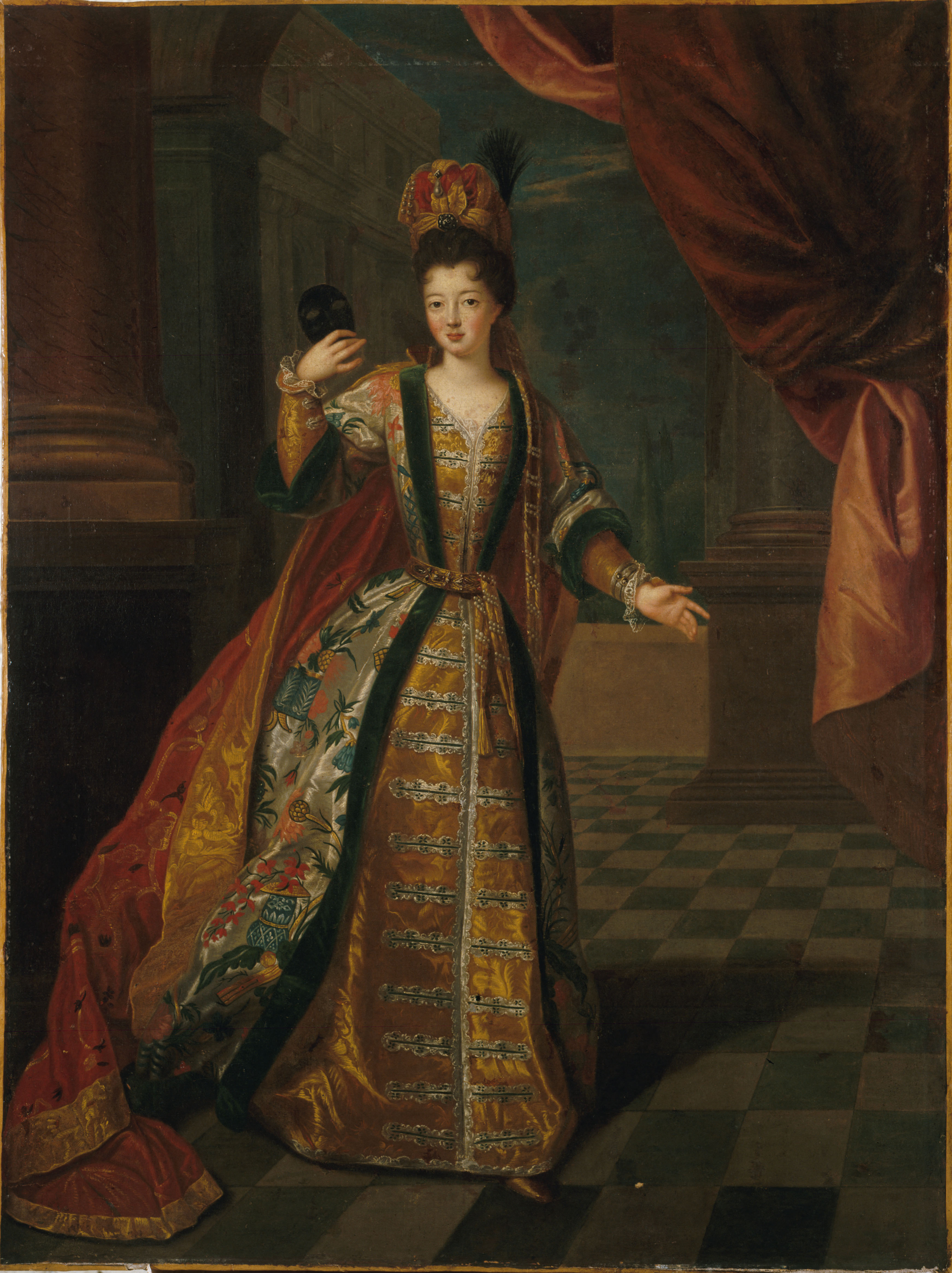
Pierre Gobert, Luisa Francesca di Borbone (?; 1673-1743), c. 1690. Costume da carnevale esotico per un ballo in maschera.
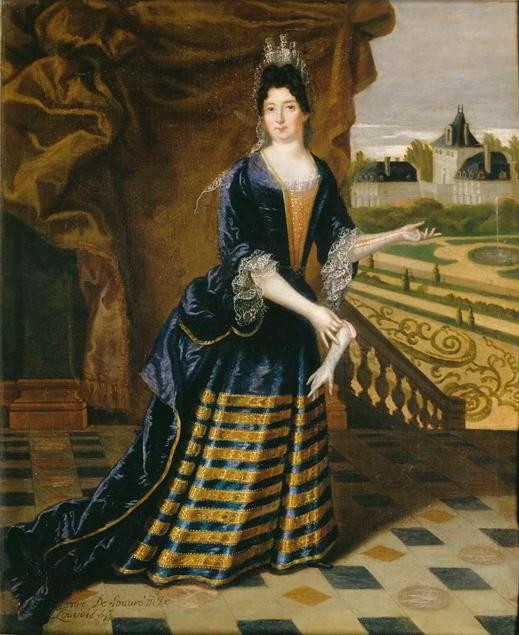
Simon Dequoy, Anne de Souvré (1646-1715), 1695. Abito di seta blu scuro con decorazioni in d'oro e manteau, guanti bianchi e fontange di pizzo.
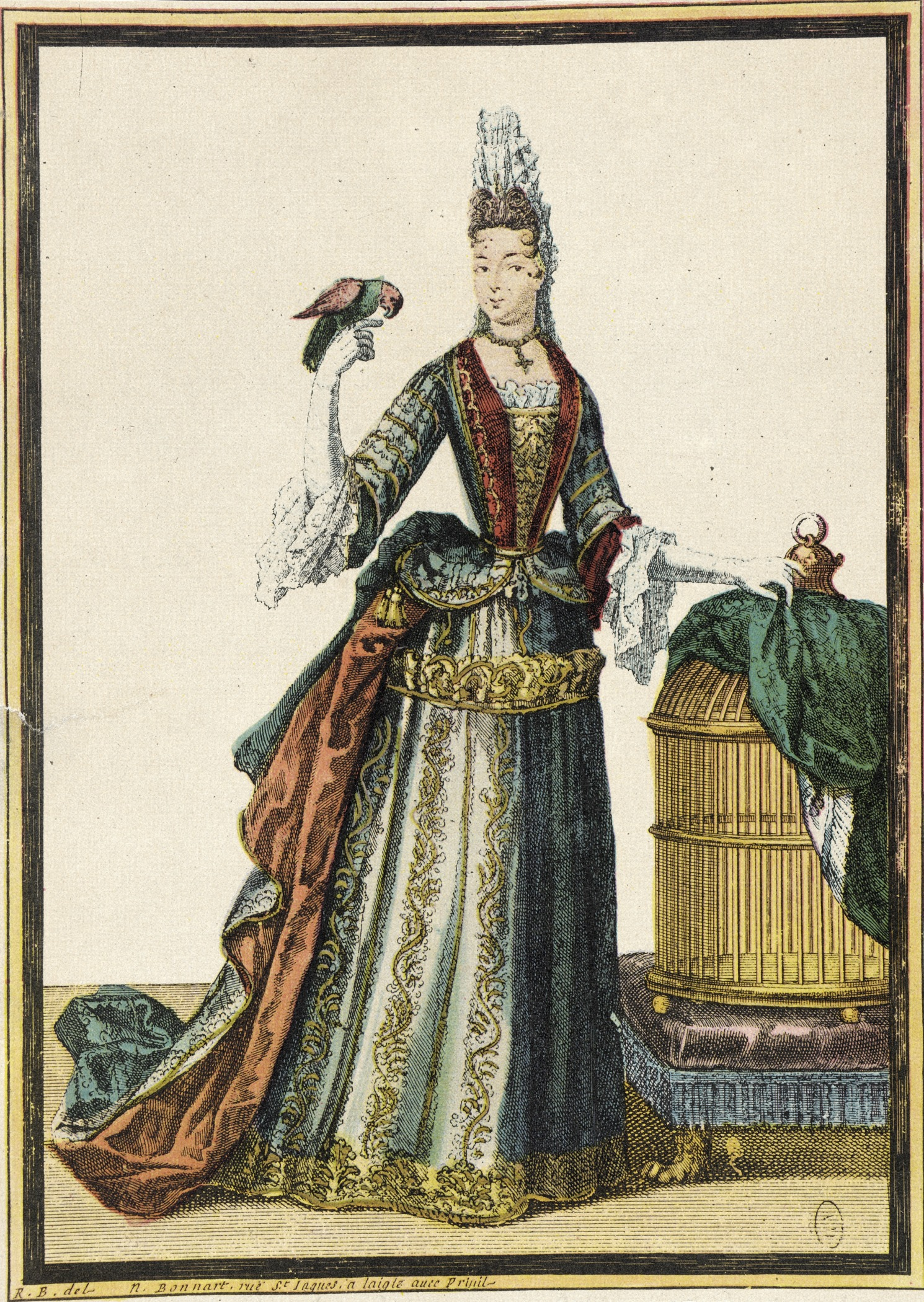
Abito da sera, incisione di Nicolas Bonnart, c. 1695-1702
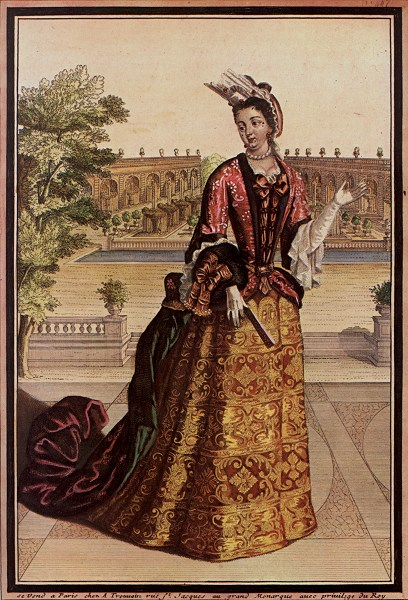
La contessa di Mailly, Anonimo, c. 1698
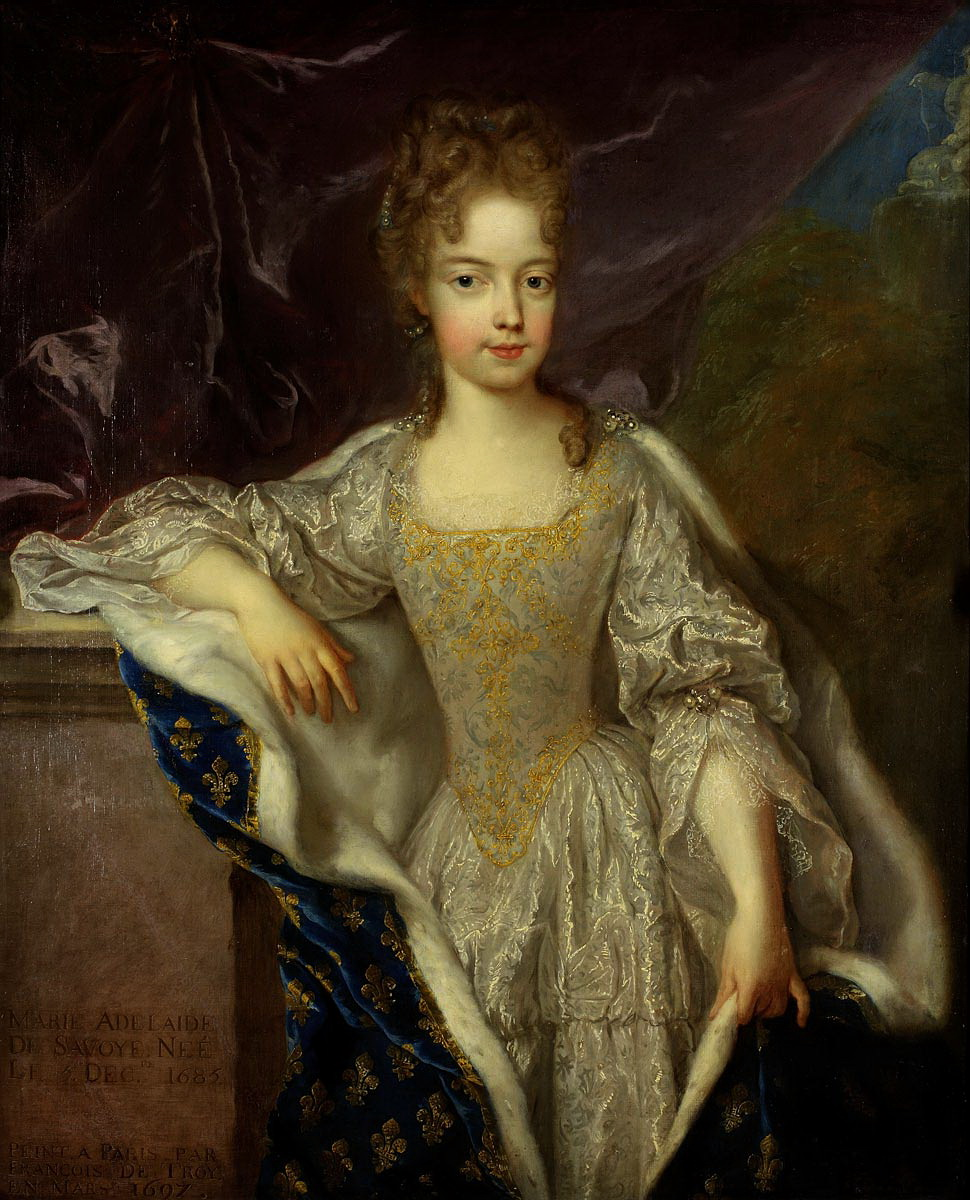
François de Troy, Maria Adelaide di Savoia (1685-1712), 1697
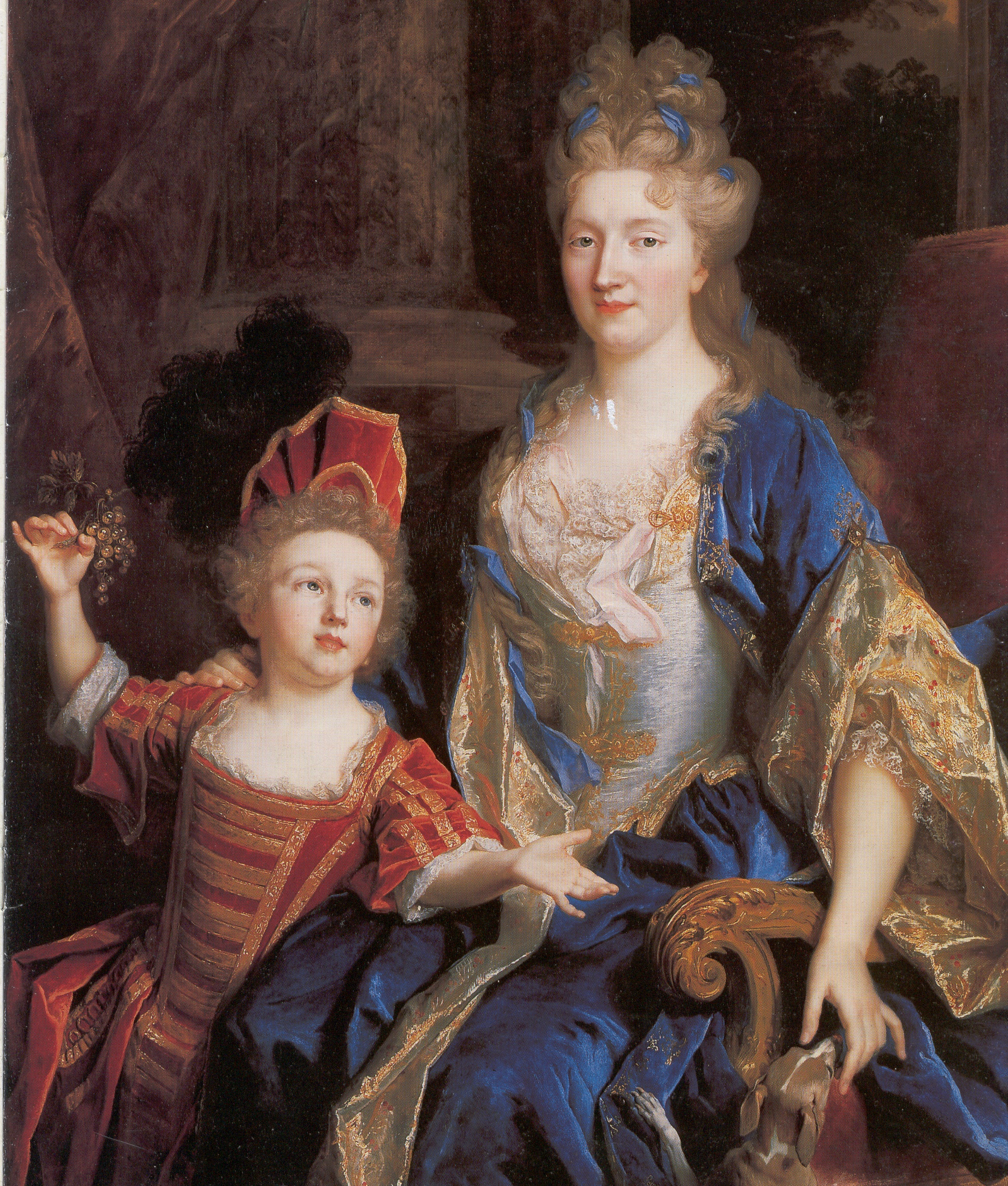
Nicolas de Largillière, Catherine Coustard con la figlia Léonor, c. 1700

### Acconciature femminili
Già dal 1640 circa al 1670 circa le dame erano solite riconoscere come più alla moda l'acconciatura "à la Sévigné", la quale prese il nome successivamente dalla famosa scrittrice francese, la marchesa di Sévigné. I capelli erano raccolti in una crocchia sul dietro, completamente stirati sulla testa, ma sui lati i capelli erano lasciati sciolti e arricciati sulle orecchie sulle spalle; sulla fronte potevano cadere alcuni riccioli a seconda del gusto. La forma esatta dei riccioli laterali cambiò a seconda delle epoche: negli anni '60 del Seicento erano particolarmente alti e più soffici sopra l'orecchio, al punto che alcuni erano lasciati più lunghi e potevano cadere a cavatappi su entrambe le spalle.
All'inizio degli anni '70 del Seicento si sviluppò un'acconciatura costituita interamente da piccoli riccioli da questa chiamata "Hurluberlu" o "Hurlupée" ("acconciatura del cavolo"), che la già citata madame de Sévigné descrisse in una lettera come "semplicemente ridicola".

Acconciature femminili c. 1650-1680
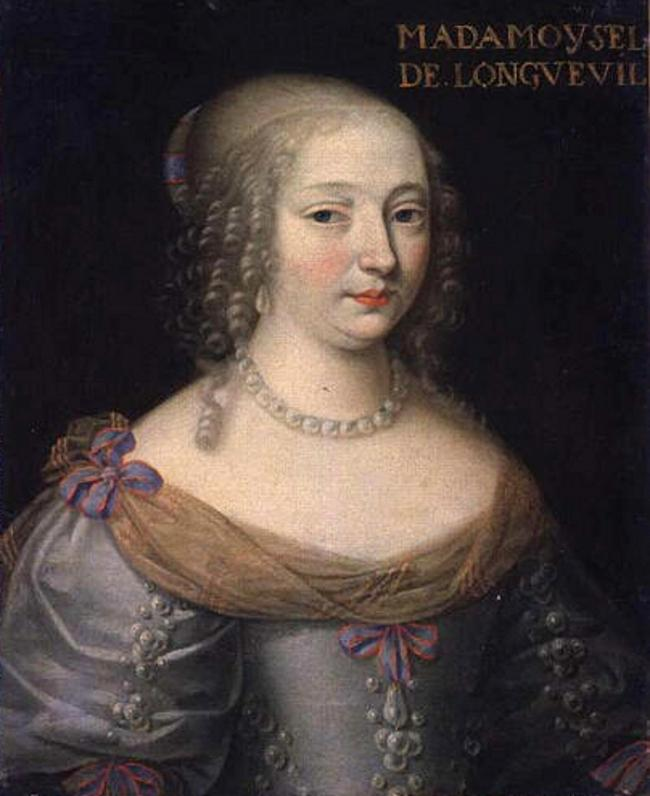
Charles Beaubrun, Maria d'Orléans, Mademoiselle de Longueville, c. 1640
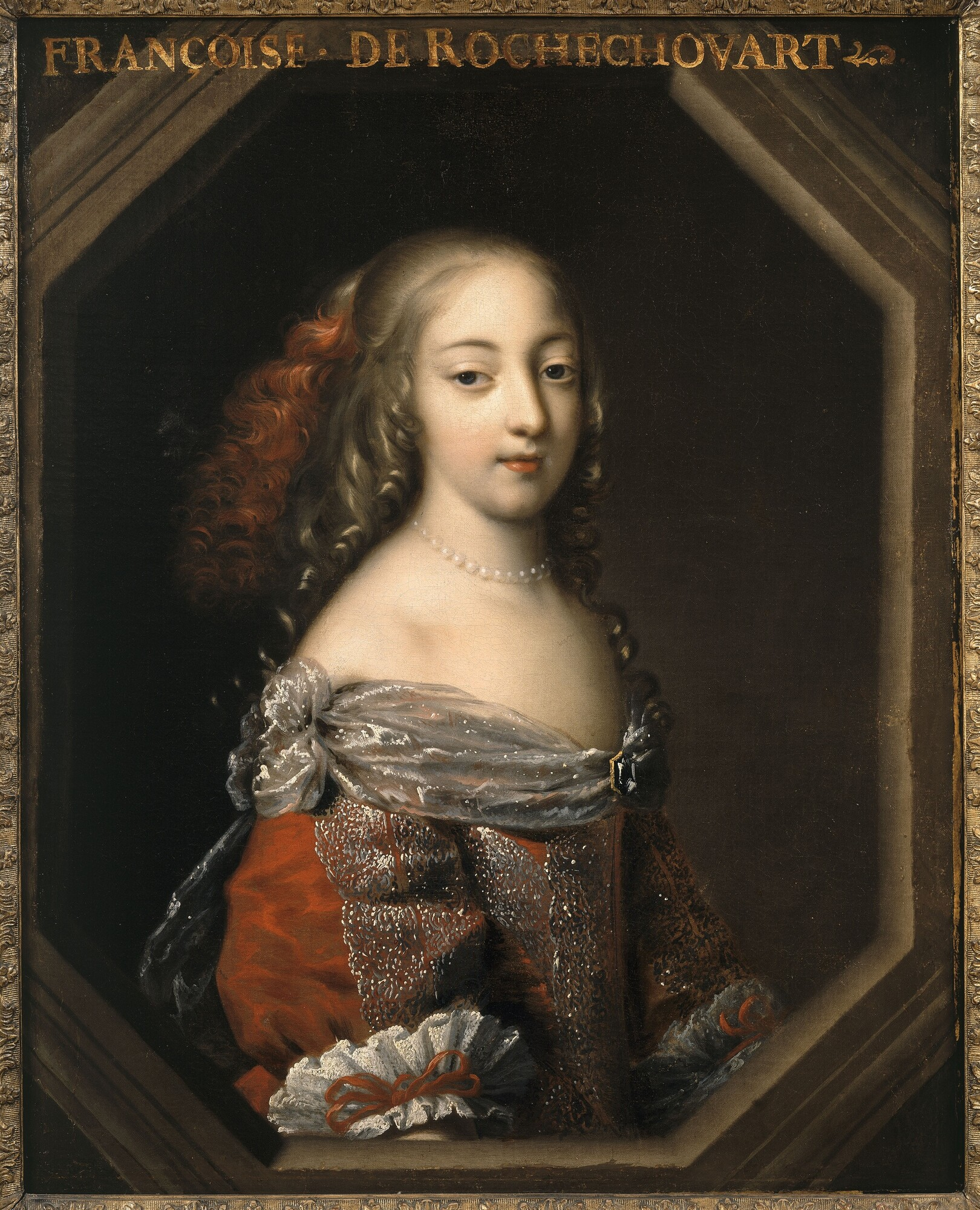
Charles Beaubrun, Françoise de Rochechouart, poi Madame de Montespan, c. 1660
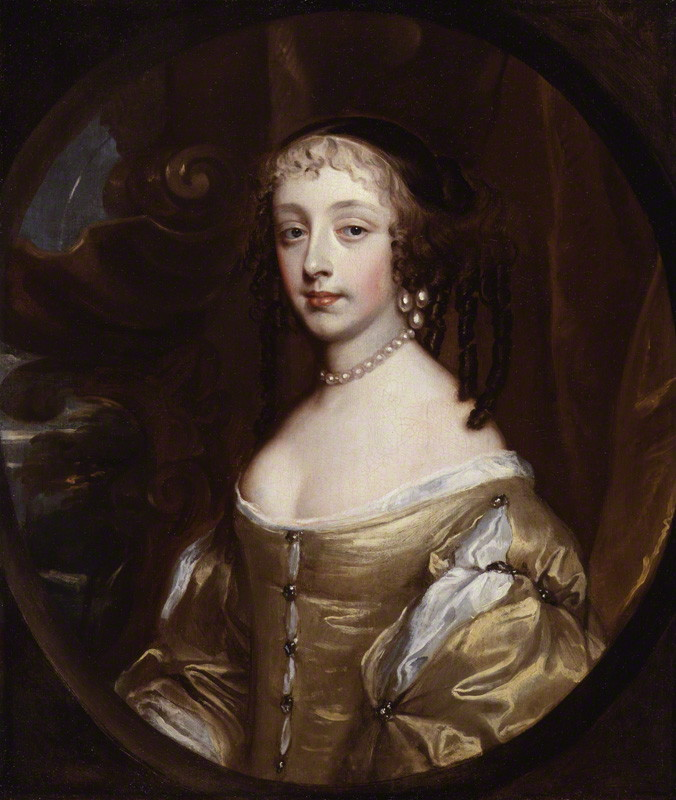
Peter Lely, Enrichetta, duchessa d'Orléans, 1662
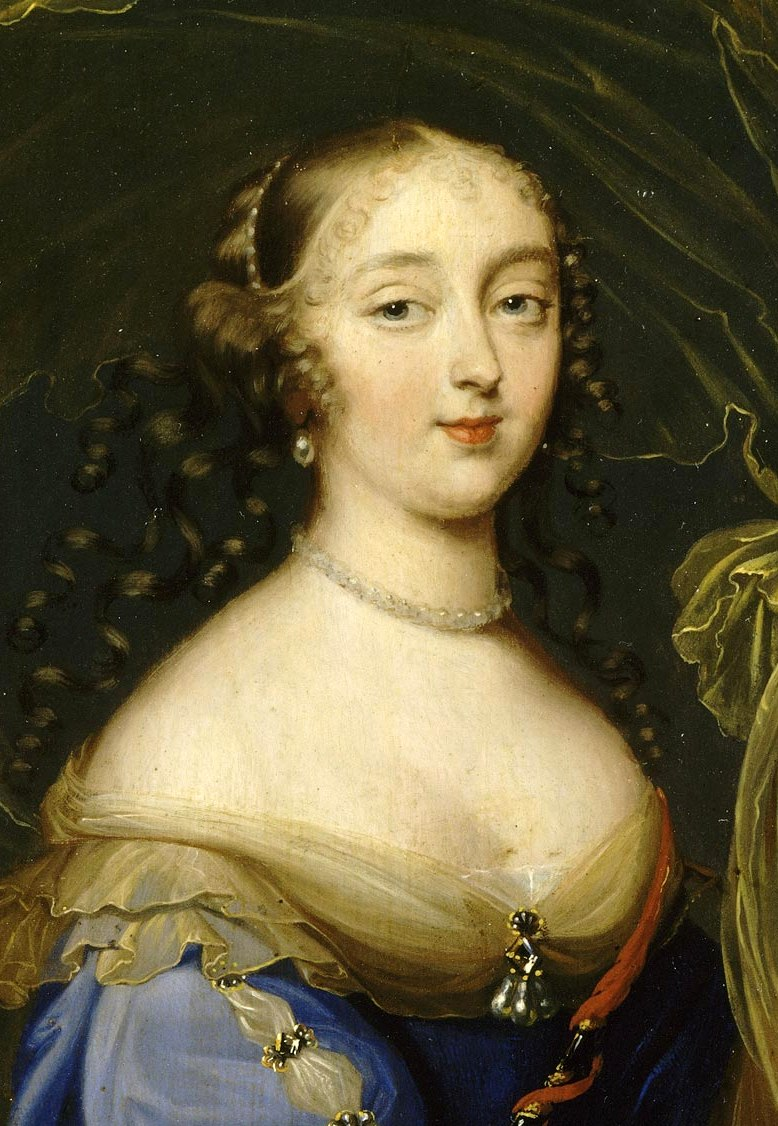
Anonimo, Françoise-Athénaïs de Rochechouart, Madame de Montespan (dettaglio), c. 1663-1667
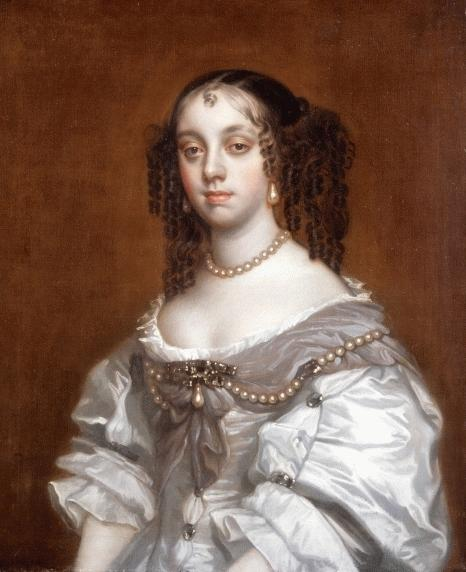
Peter Lely, Caterina di Braganza, regina d'Inghilterra, 1665
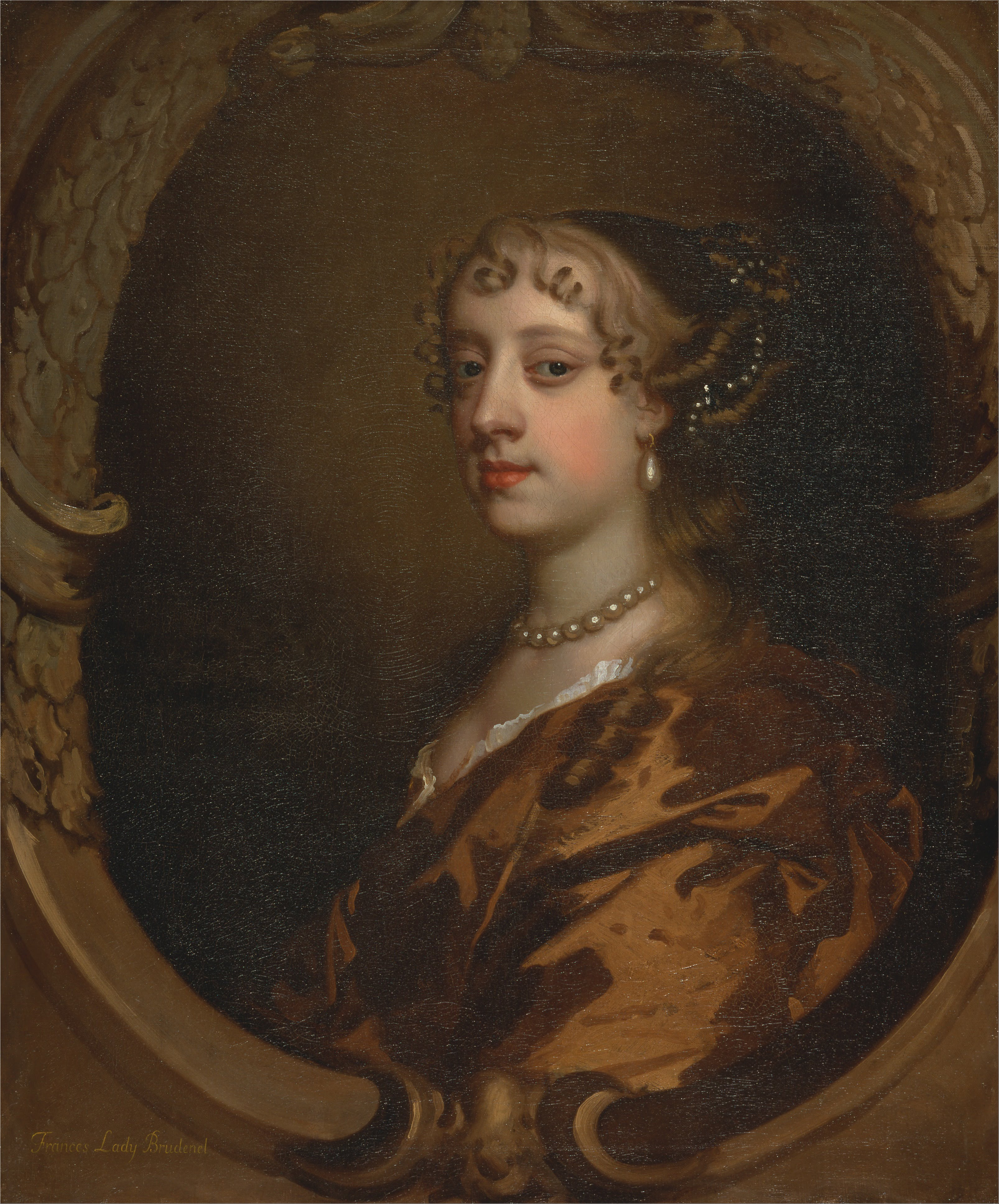
Peter Lely, Lady Frances Savile, poi lady Brudenell, c. 1668 (?)
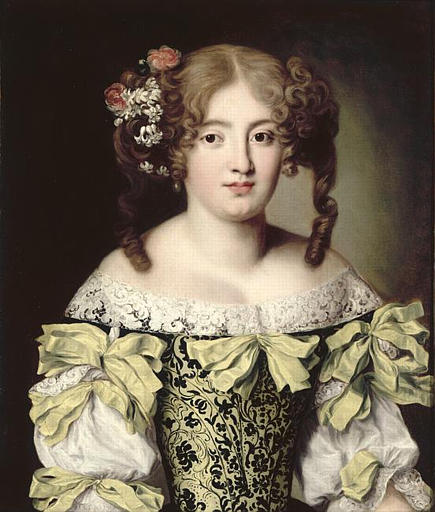
Jacob Ferdinand Voet (1639-1689), Maria Ortensia Biscia del Drago, c. 1668-1673
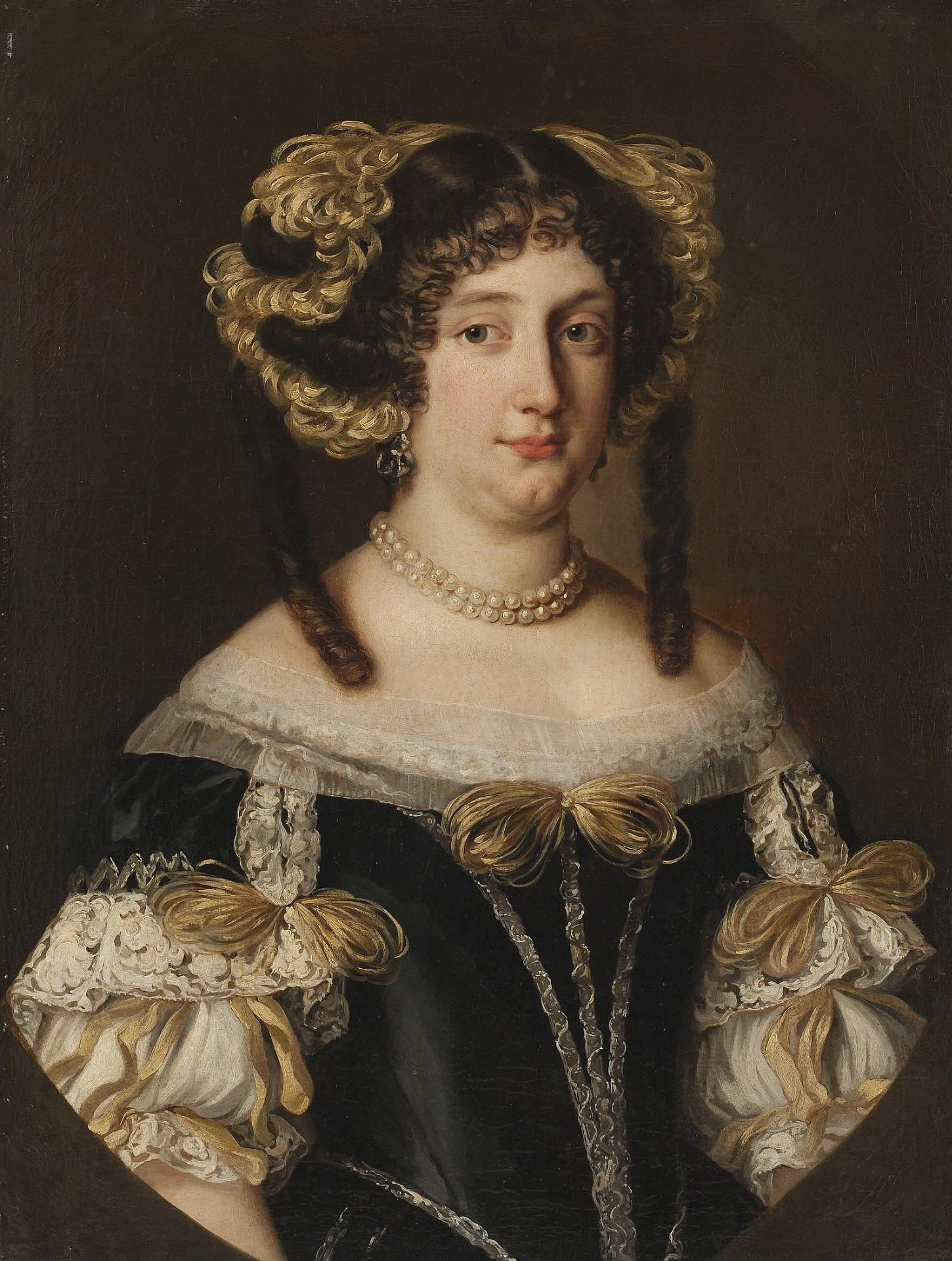
Jacob Ferdinand Voet (1639-1689), Maria-Virginia Borghese-Chigi, c. 1668-1673
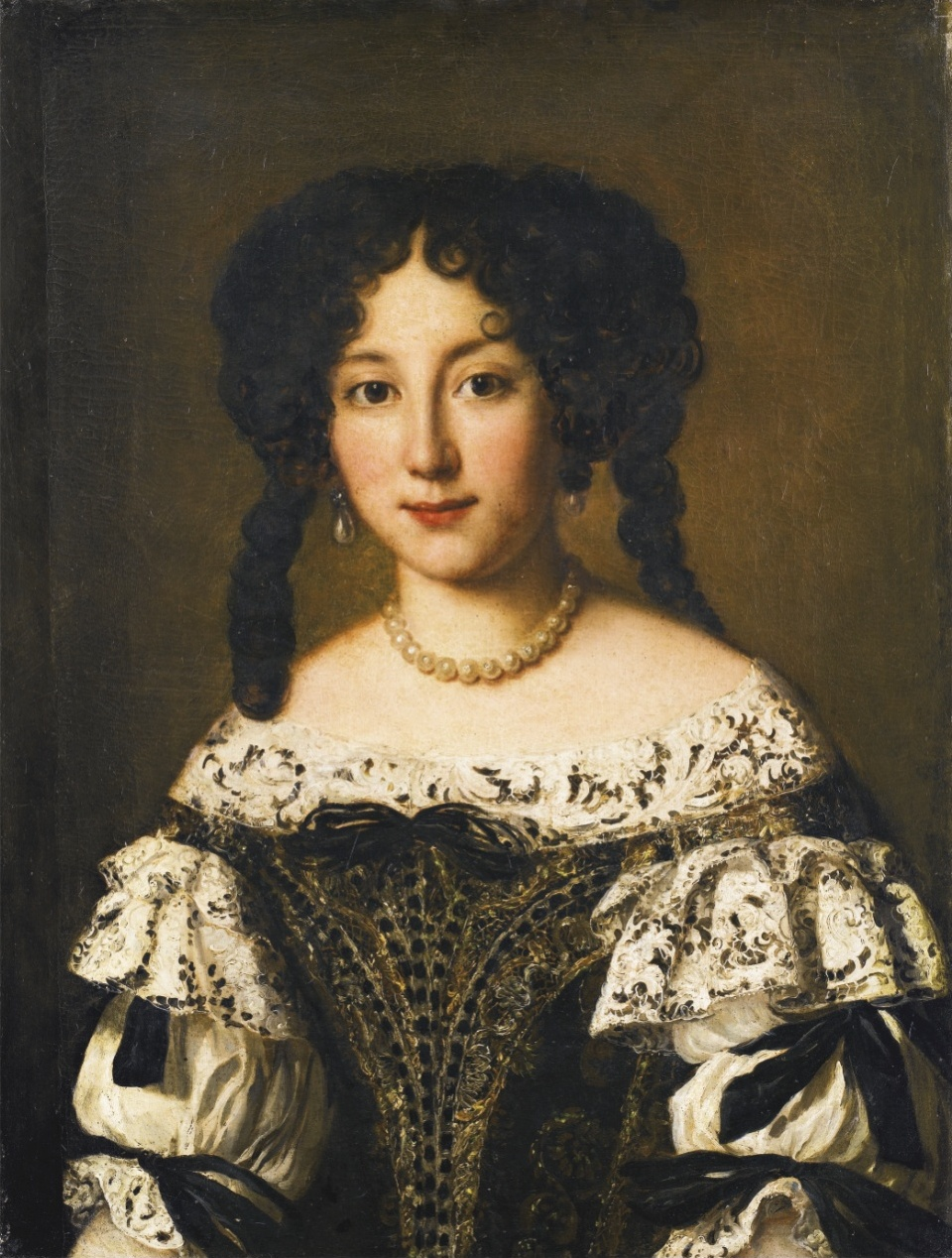
Jacob Ferdinand Voet (1639-1689), La marchesa Martha Ghezzi Baldinotti, c. 1668-1673
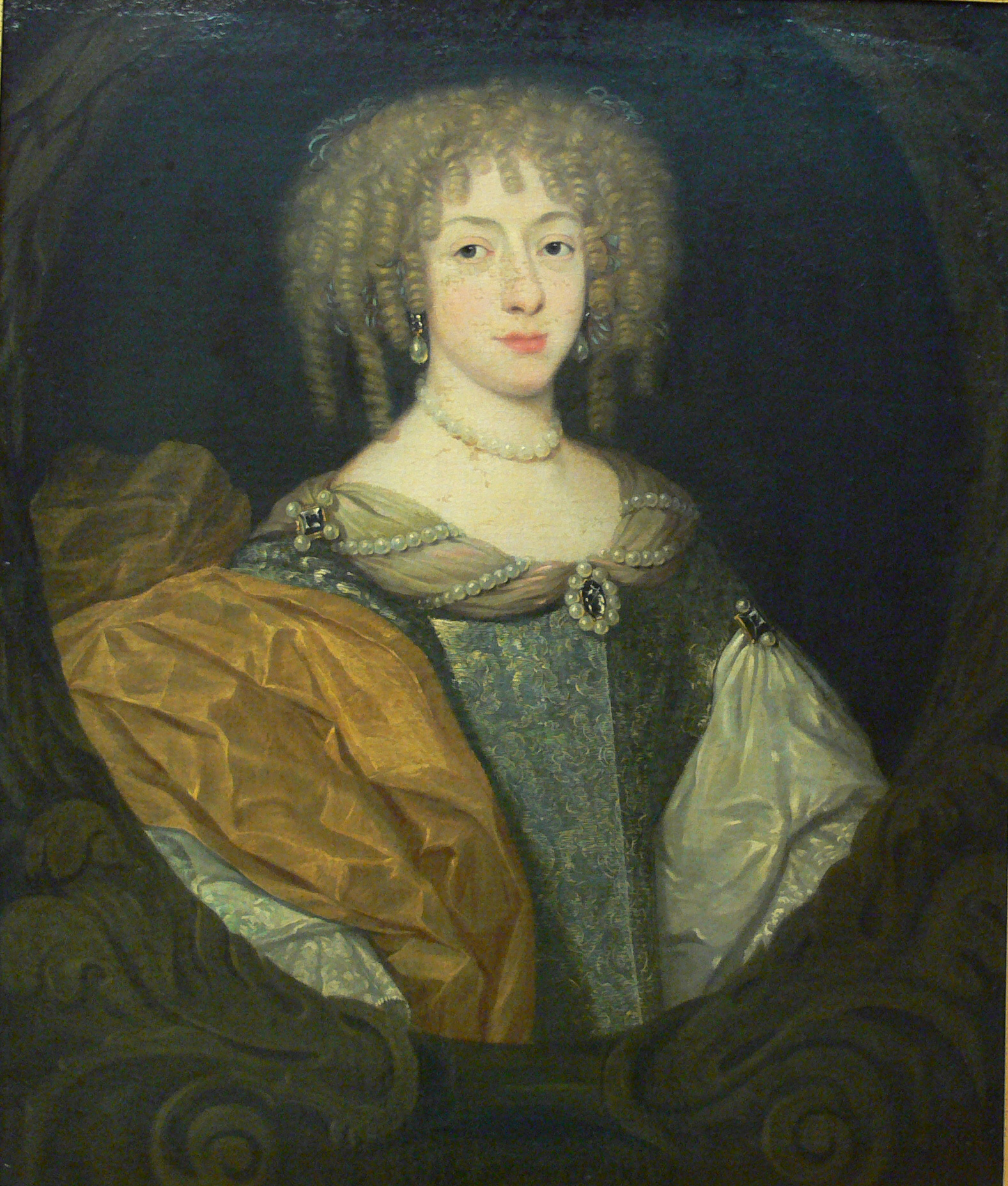
Anonimo, Elisabetta Carlotta del Palatinato, c. 1671. Un esempio di pettinatura Hurluberlu.
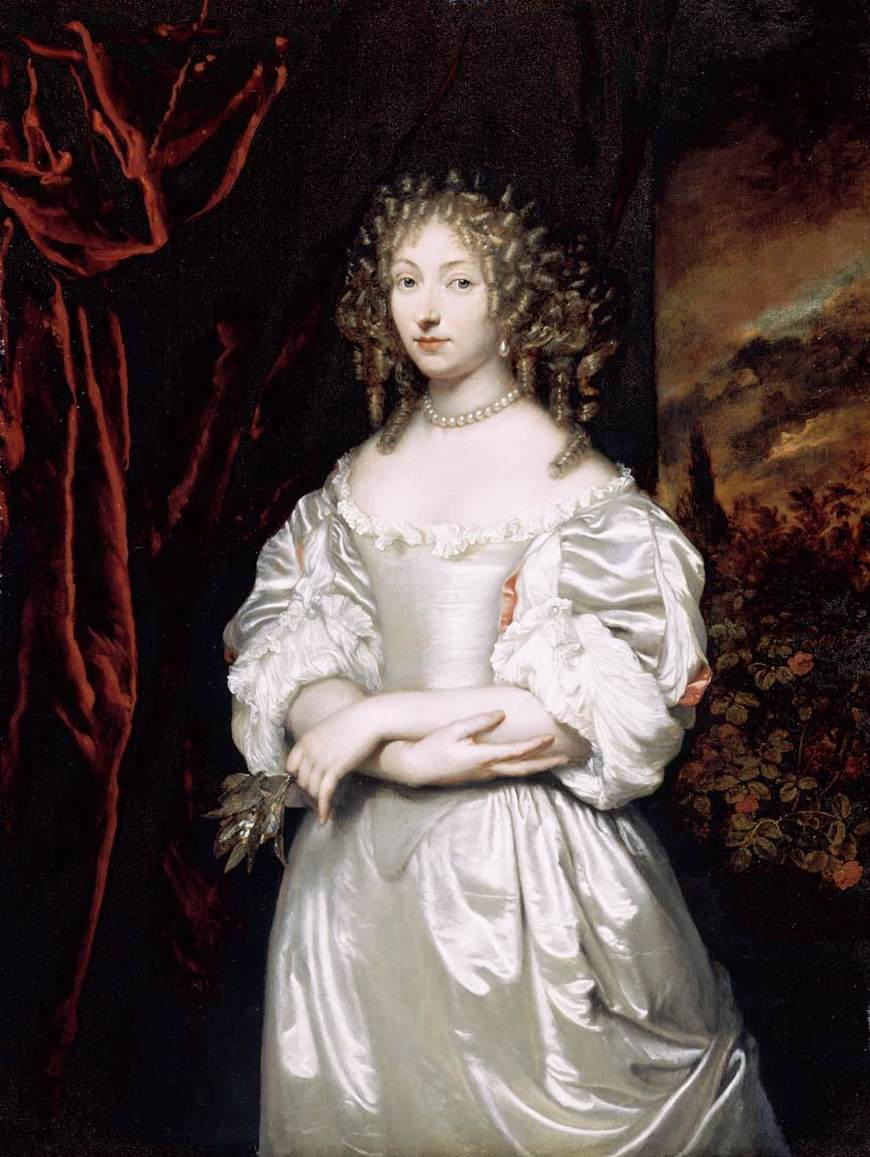
Caspar Netscher, Suzanna Doublet-Huygens (1637-1725), c. 1670 (Hurluberlu)
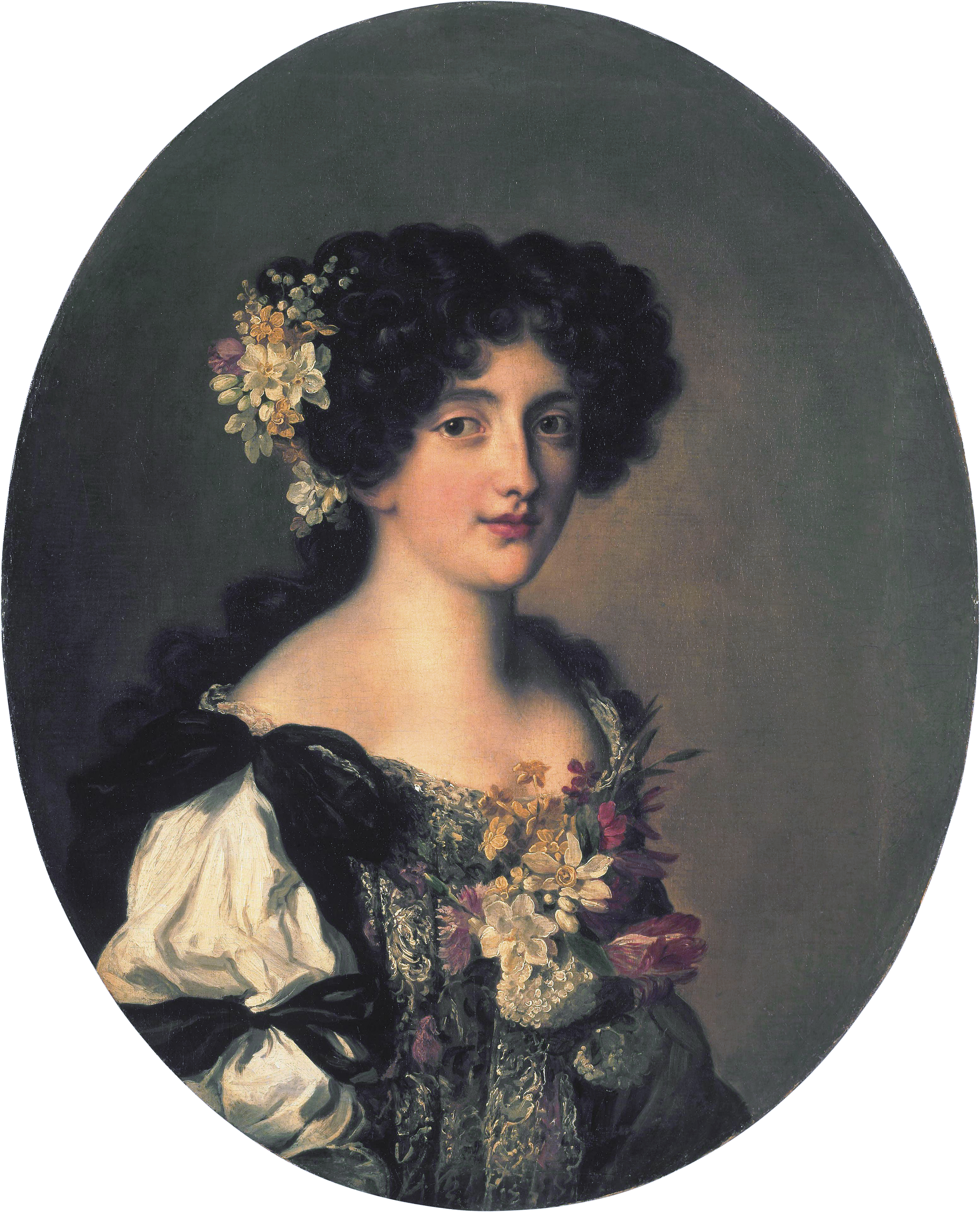
Jacob Ferdinand Voet (1639-1689), Ortensia Mancini, duchessa di Mazzarino, 1671
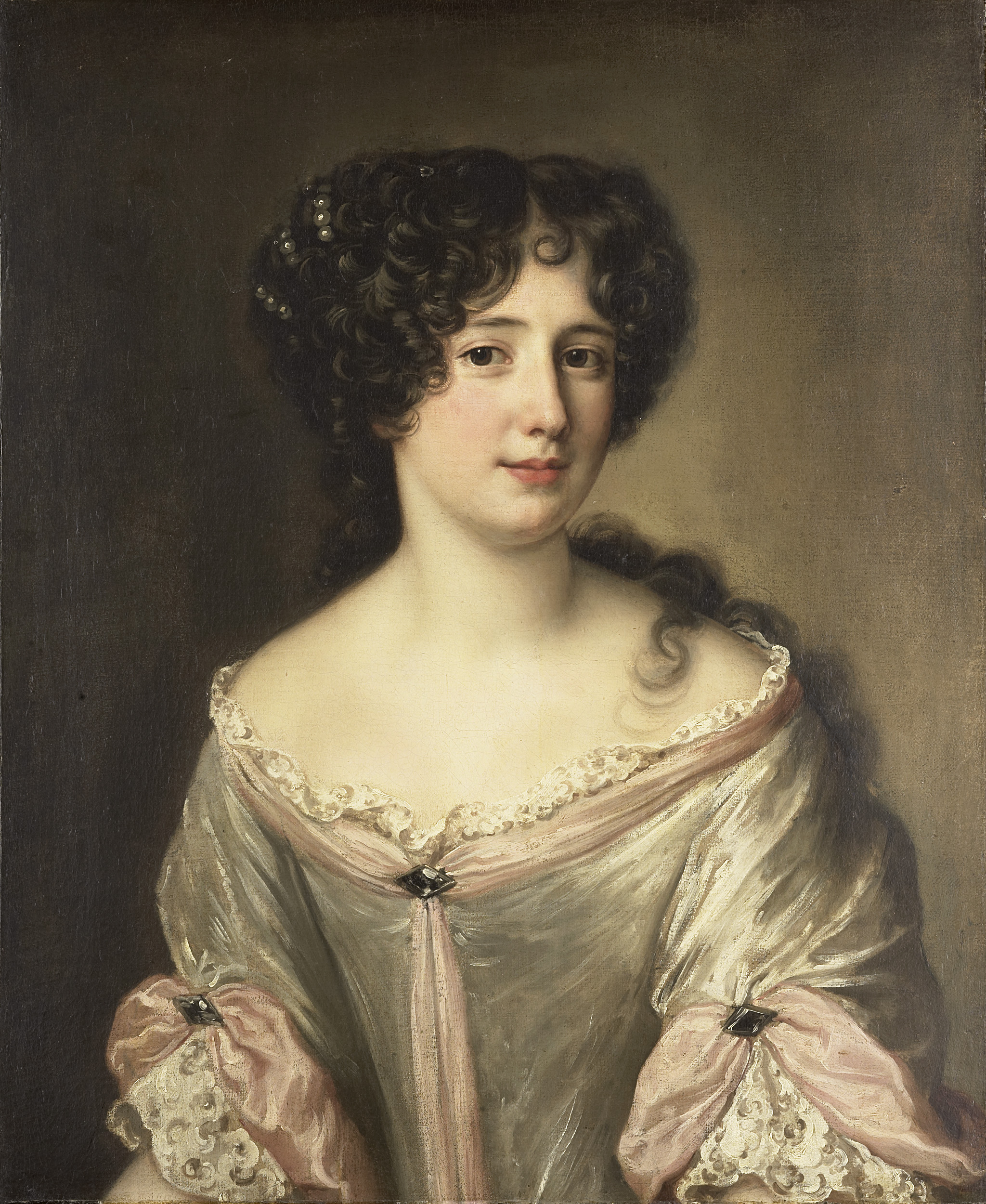
Jacob Ferdinand Voet (1639-1689), Maria Anna Mancini, c. 1673-1678
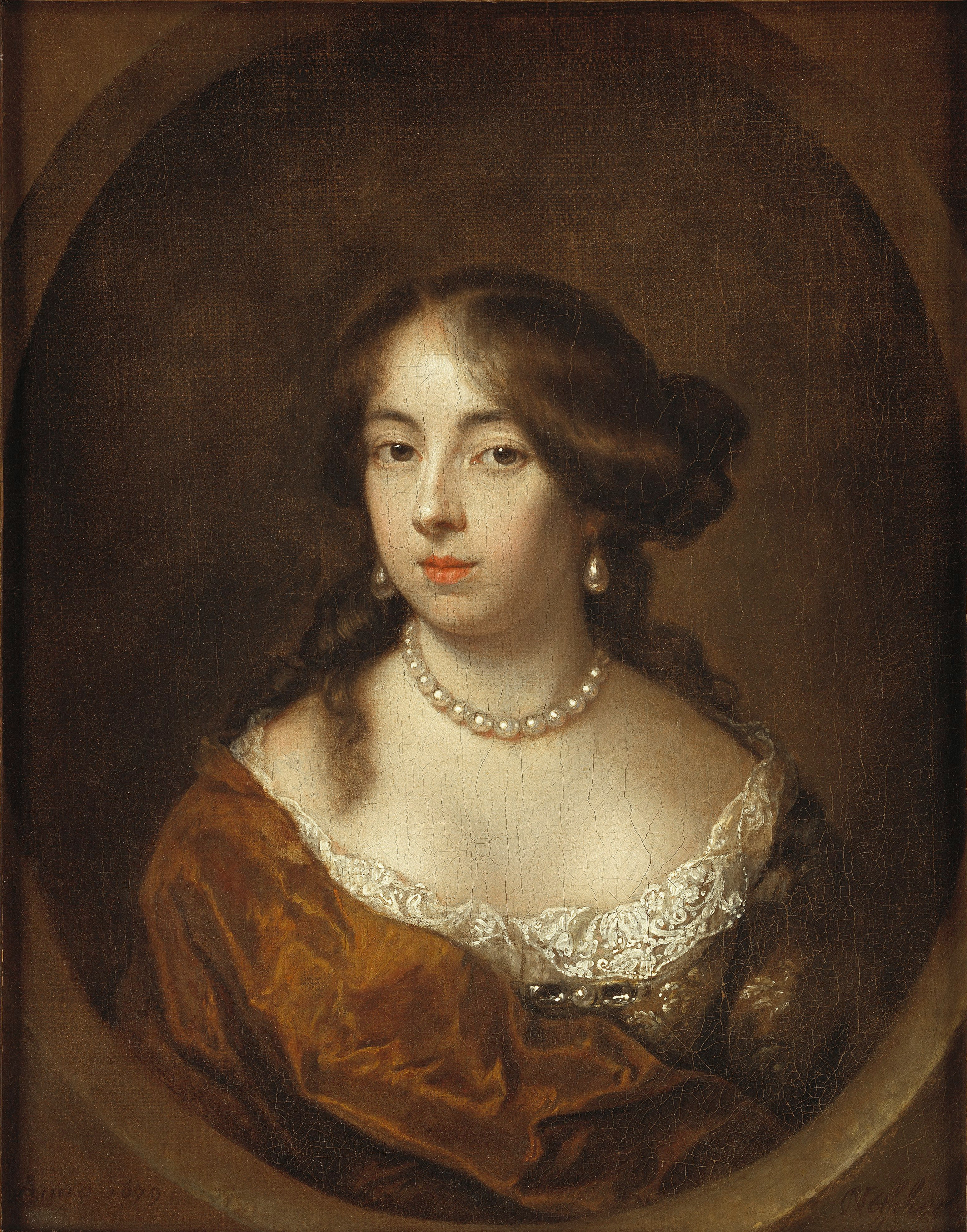
Caspar Netscher, Cecilia de jonge van Ellemeet, 1679. Una pettinatura molto semplice con i capelli sciolti.

Dopo il 1680, l'acconciatura, generalmente tenuta ferma da nastri, iniziò a salire nelle composizioni e divenne una solenne controparte femminile della parrucca alta del tipo allonge usata dagli uomini. L'invenzione del Fontange, un'acconciatura alta e complessa con una cuffia e nastri inamidati e pieghettati, è stata attribuita alla duchessa di Fontanges, una delle amanti di Luigi XIV. Questa pettinatura perdurò sino all'inizio del XVIII secolo.
Anche le donne iniziarono ad utilizzare la cipria sulle loro acconciature verso la fine del XVII secolo, e nel contempo esse si innalzarono e divennero sempre più complesse al punto che la stessa Elisabetta Carlotta del Palatinato disse: "...Non riesco ad abituarmi affatto a questa mascherata, con la quale ogni giorno bisogna cercare di andare più in alto".
Intorno al 1700 le acconciature, probabilmente su influenza della moda inglese, divennero più basse e un po' più semplici, senza più l'uso di nastri, ma la fronte appariva ancora incorniciata da riccioli a destra e sinistra. Elisabetta Carlotta del Palatinato scrisse nel suo diario: "La nuova moda mi sembra molto carina, perché non sopportavo più quella pettinature orribilmente alte".

Acconciature femminili: 1680-1700
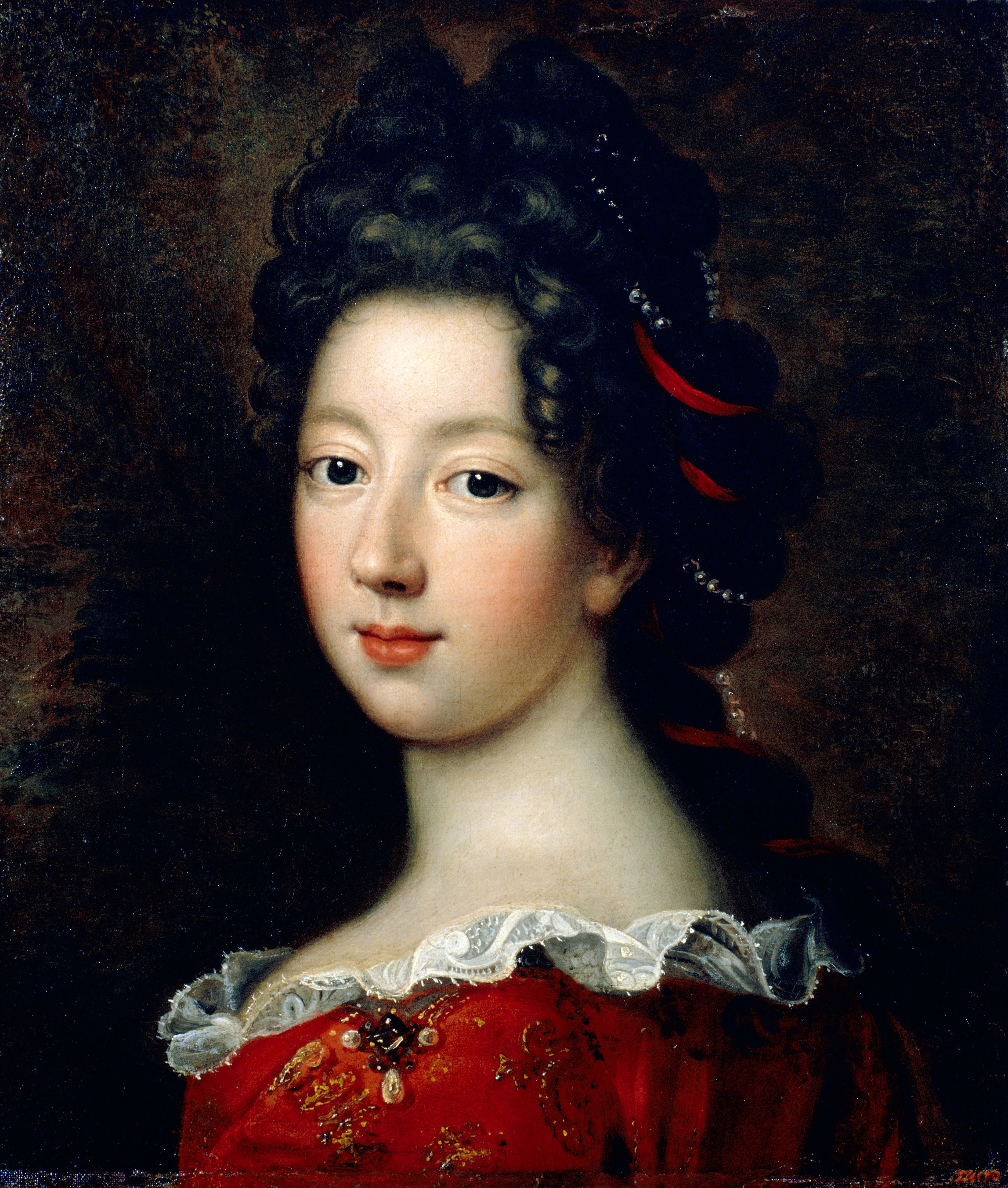
François de Troy, Luisa Francesca di Borbone-Francia, mademoiselle de Nantes, c. 1688-1693
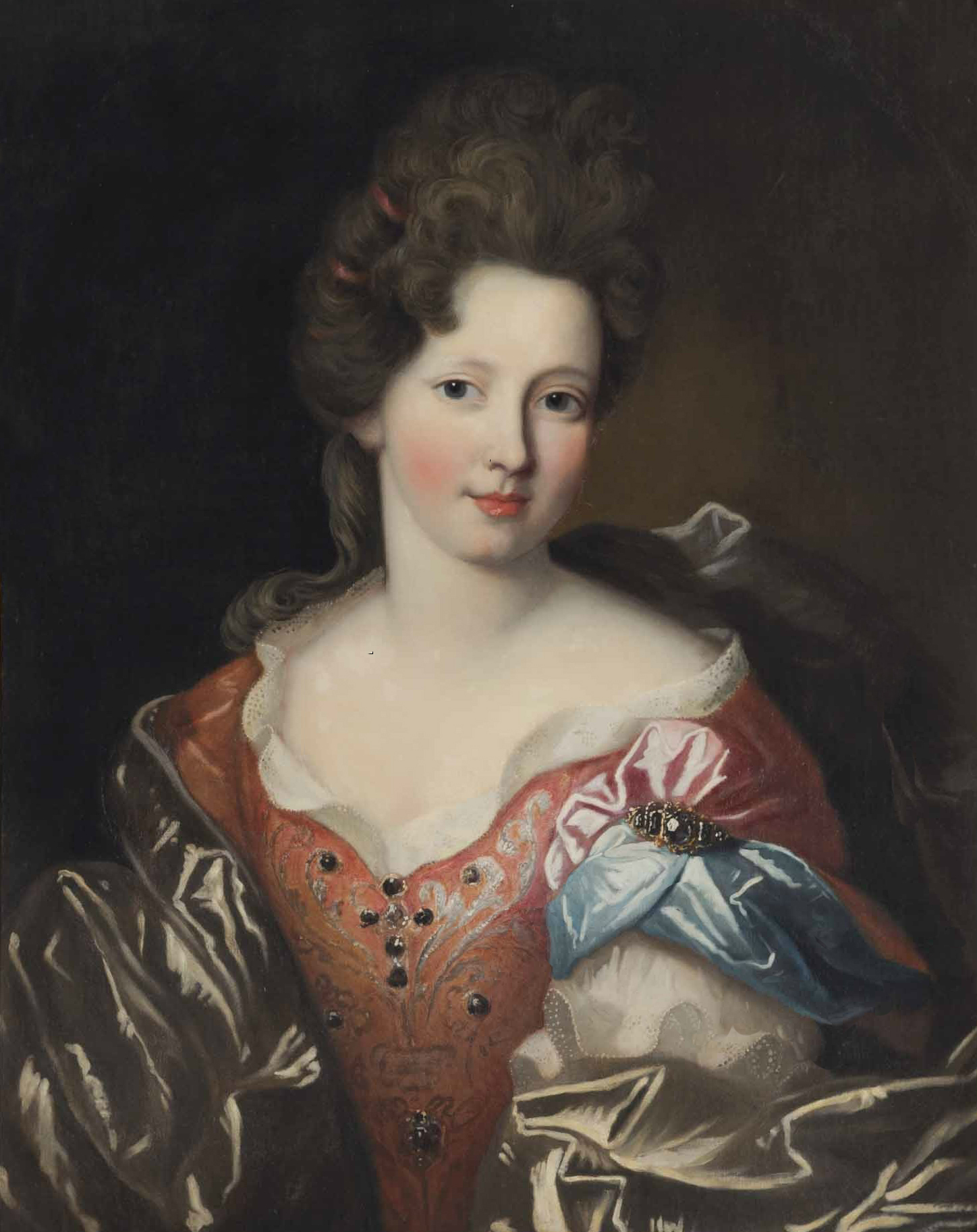
Pierre Mignard (?), Maria di Lorena-Armagnac, principessa di Monaco, detta madame de Valentinois, c. 1690
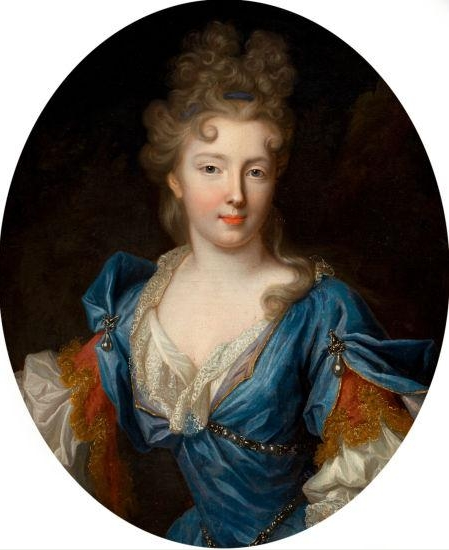
Pierre Gobert (?), Francesca Maria di Borbone-Francia (?), c. 1690
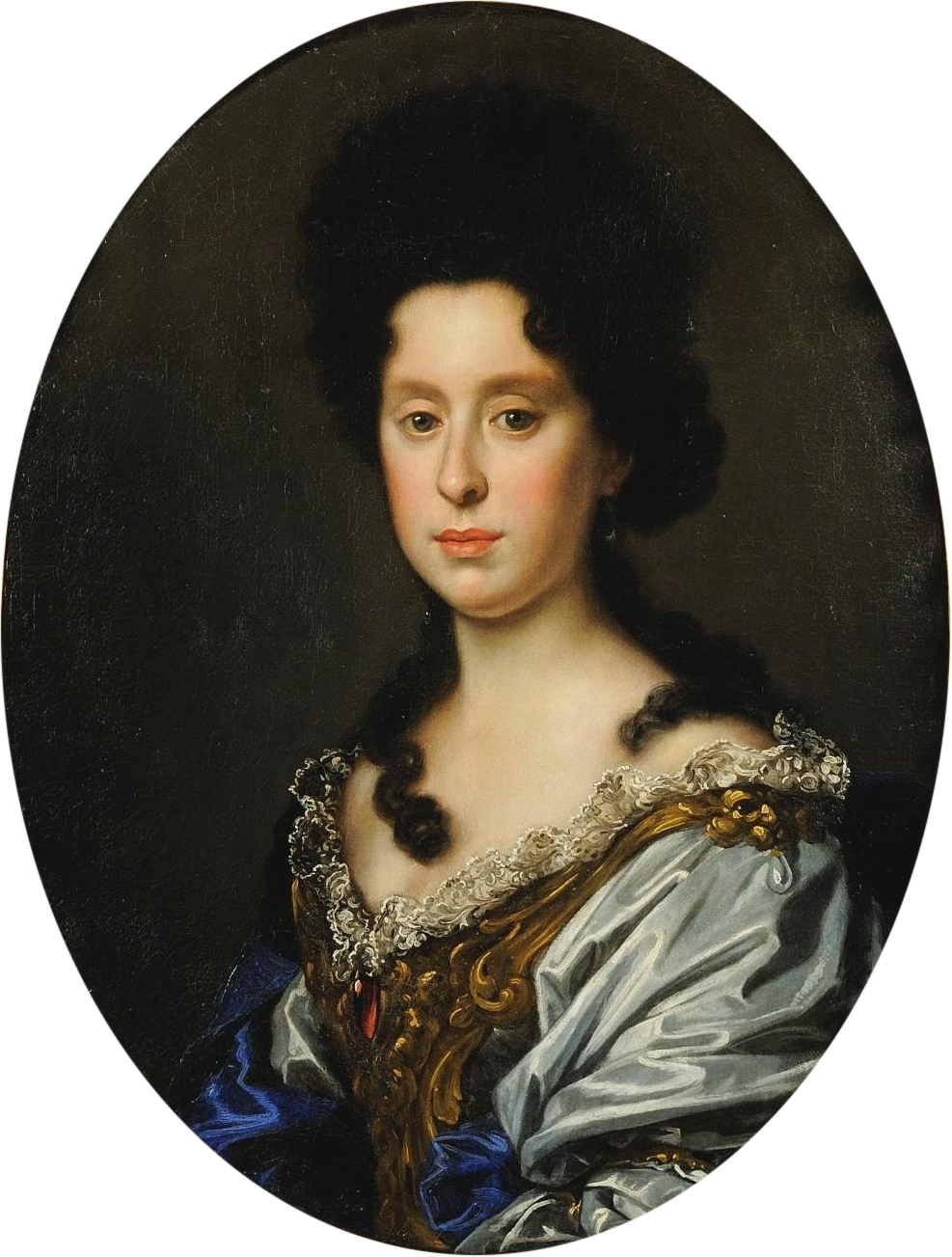
Antonio Franchi, Anna Maria Luisa de' Medici (1667–1743), c. 1690-1691
François de Troy: Teresa Cunegonda Sobieska, c. 1694-1695
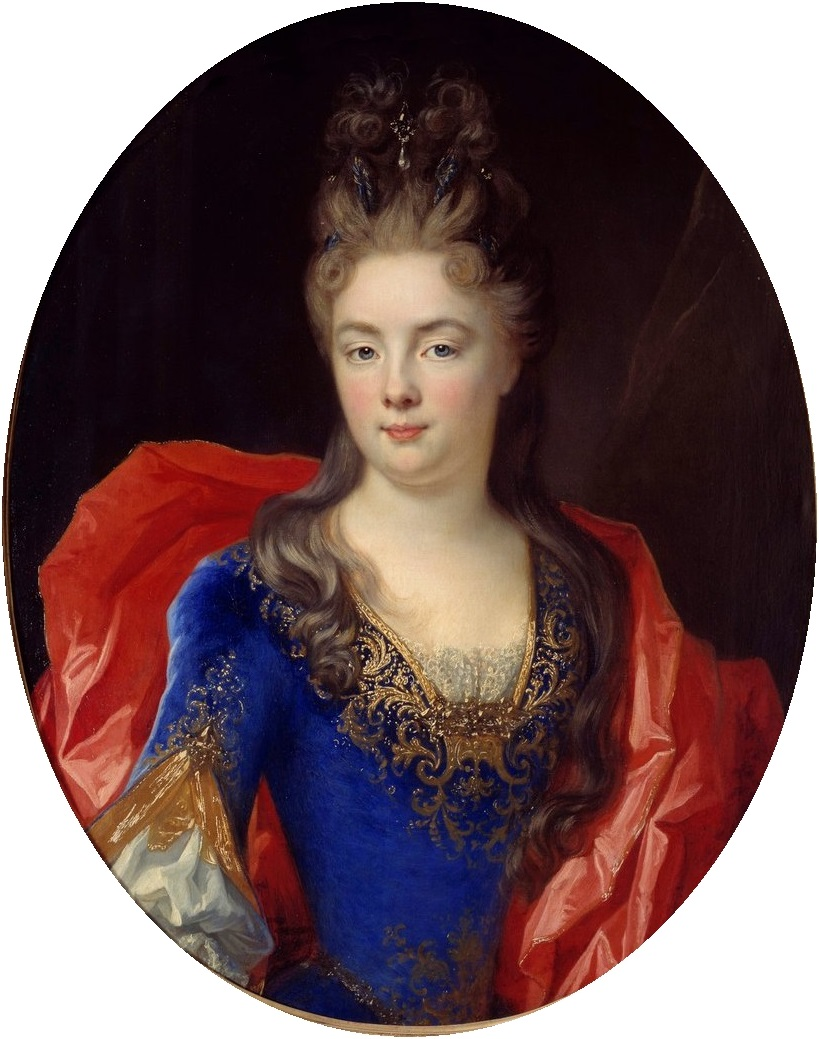
Nicolas de Largillière, Anne Geneviève de Lévis, principessa di Soubise, figlia di Madame de Ventadour, 1695
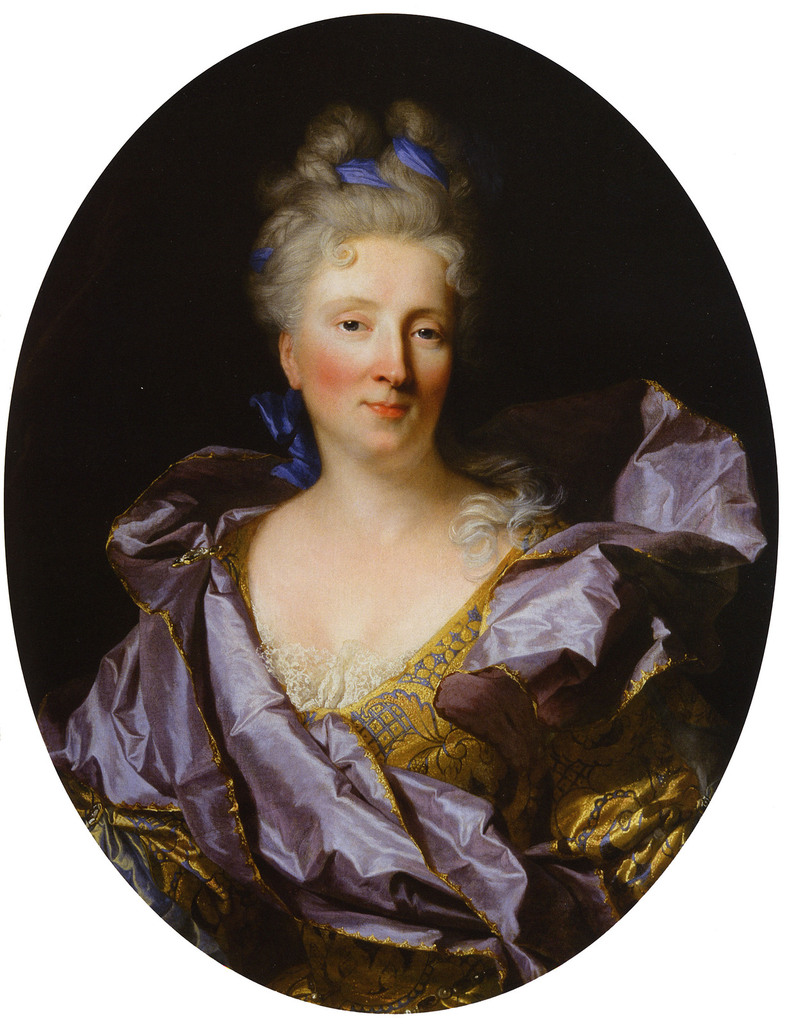
Hyacinthe Rigaud, La contessa di Lignières, 1696
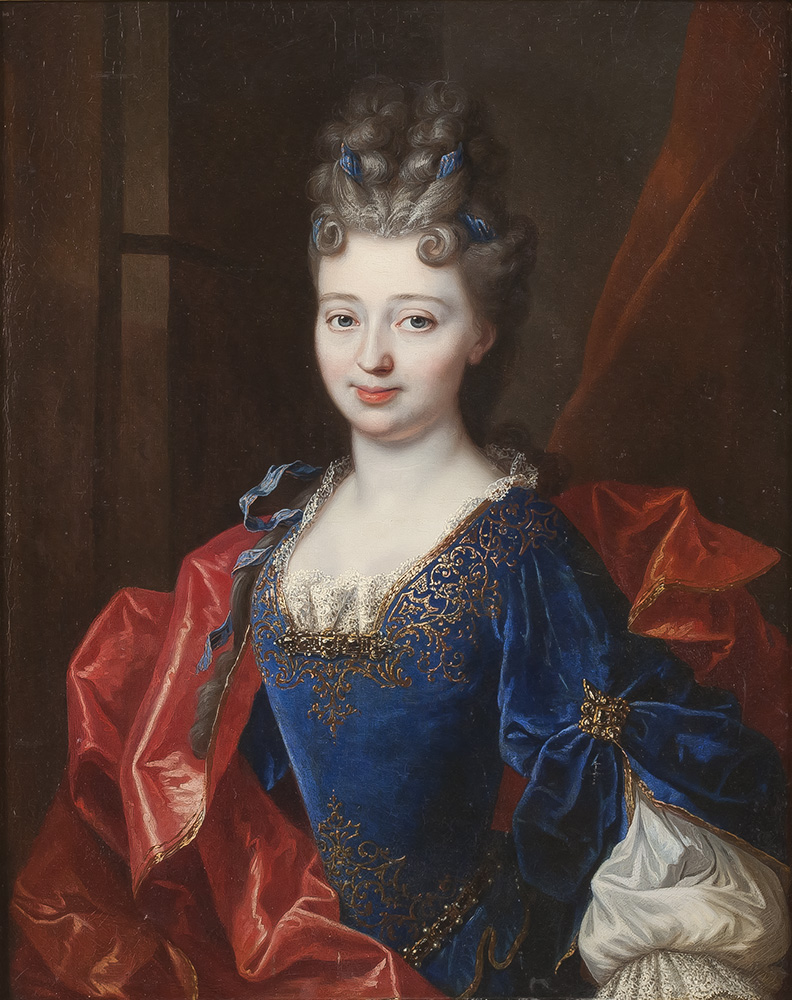
François de Troy, Francesca Maria di Borbone-Francia (?), c. 1700
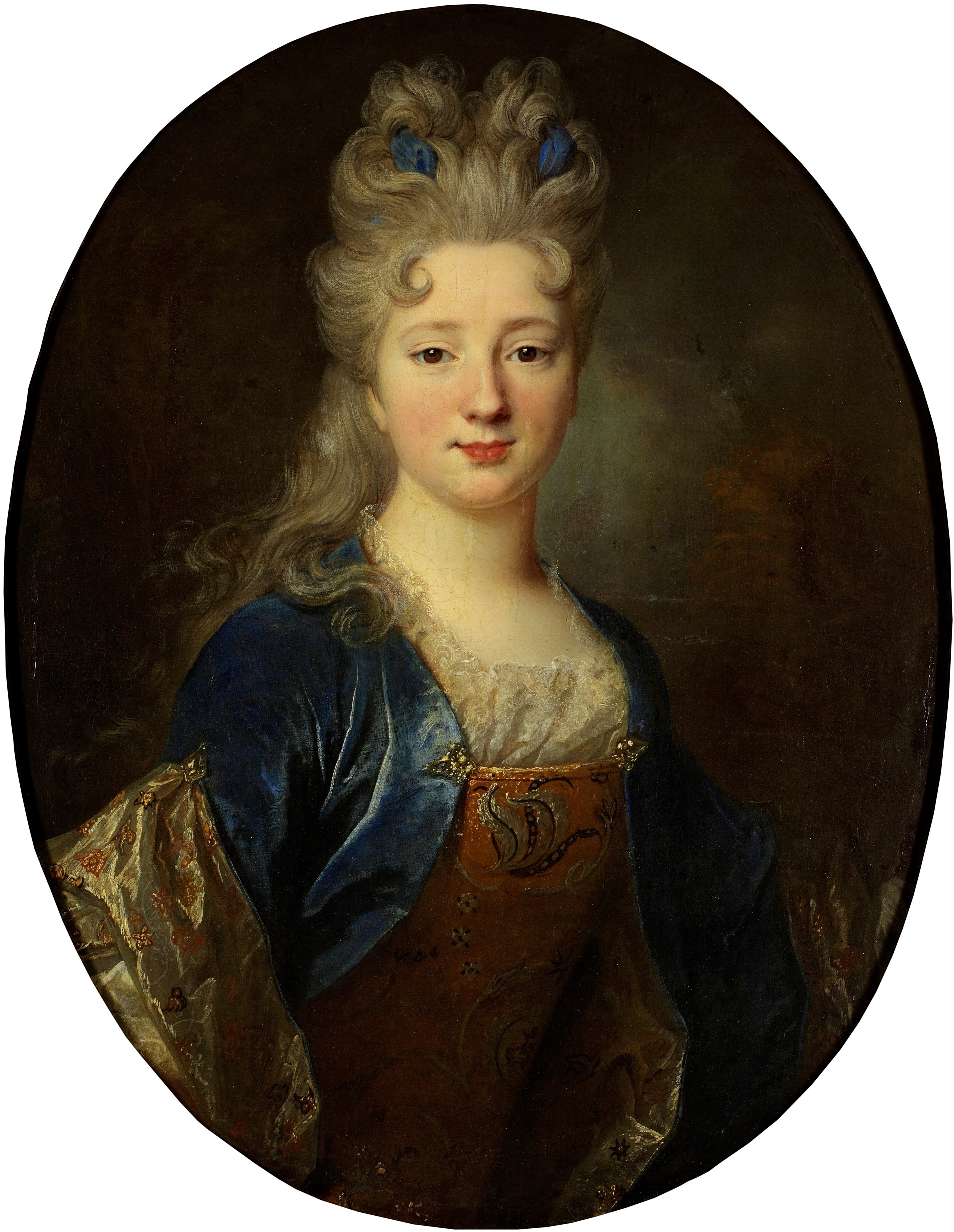
Nicolas de Largillière, Giovane donna, c. 1700

## Altro

### L'abbigliamento dei bambini

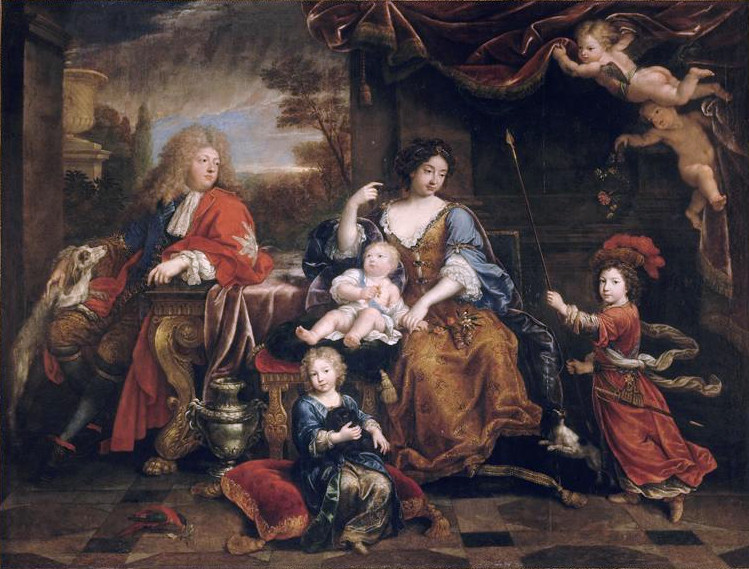
Pierre Mignard, La famiglia del Gran Delfino, 1686. I bambini mostrati sono i tre nipoti (legittimi) di Luigi XIV: Luigi, duca di Borgogna (1682-1712) in rosso a destra; Filippo, duca d'Angiò, poi Filippo V di Spagna (1683-1746), su un cuscino in primo piano, e il piccolo Carlo, duca di Berry (1686-1714).

I bambini più piccoli, fino all'età di 6 o 7 anni, erano tutti vestiti allo stesso modo in quest'epoca (e anche in precedenza), quindi vi era poca o nessuna distinzione tra maschi e femmine in tenera età. Tutti i bambini indossavano lunghi "vestiti", spesso con grembiule, in quanto tendevano a sporcarsi facilmente giocando. Tuttavia, le differenze sorgevano gradualmente tramite alcuni elementi come ad esempio l'acconciatura che era diversa tra maschi e femmine, anche se i capelli lunghi andavano di moda per entrambi i sessi. Gli accessori potevano essere un distinguo importante, ma spesso solo nelle classi agiate: i figli degli aristocratici indossavano spesso, proprio come facevano i "grandi", delle piccole spade giocattolo.
Dall'età di 6 anni circa, i ragazzini prendevano ad indossare dei pantaloni, anzi si può dire che da quel momento venissero vestiti da adulti e questo accadeva sia per i maschi che per le femmine. Le ragazze iniziavano ad indossare un corsetto con lacci. I figli di Luigi XIV, già prima dei 18 anni, avevano tutti in dotazione delle corazze da guerra.

Abbigliamento per bambini 1650-1700.
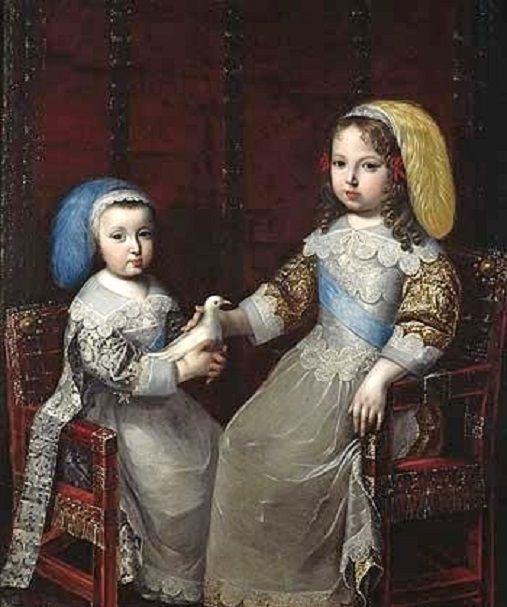
Charles Beaubrun, Luigi XIV (1638-1715) e suo fratello minore Filippo (1640-1701) bambini, c. 1641-1643.
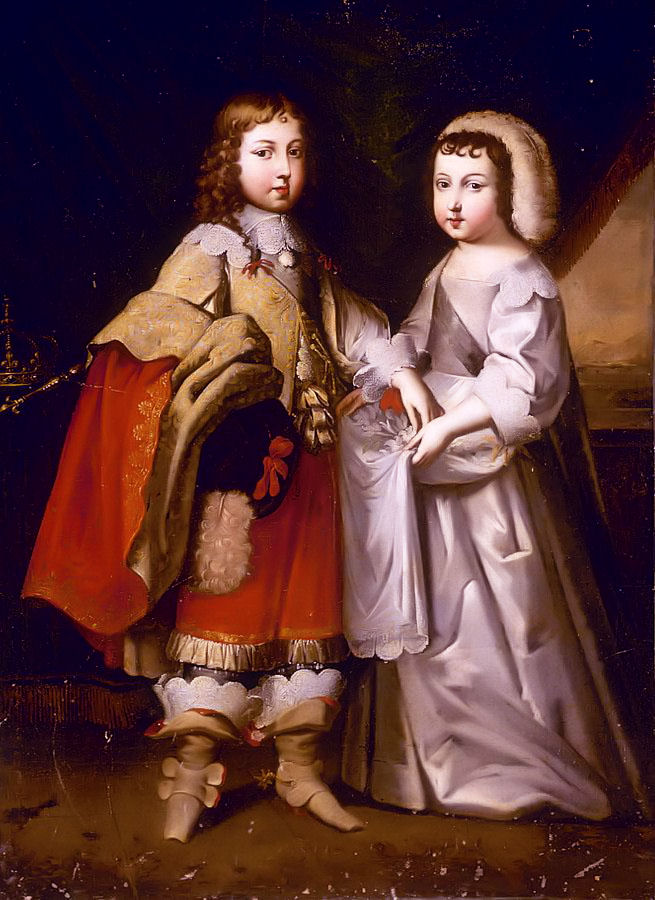
Charles e Henri Beaubrun, Luigi XIV e suo fratello Filippo, c. 1644. Si noti come il sovrano è già vestito con abiti da adulti mentre suo fratello è vestito ancora da bambino.
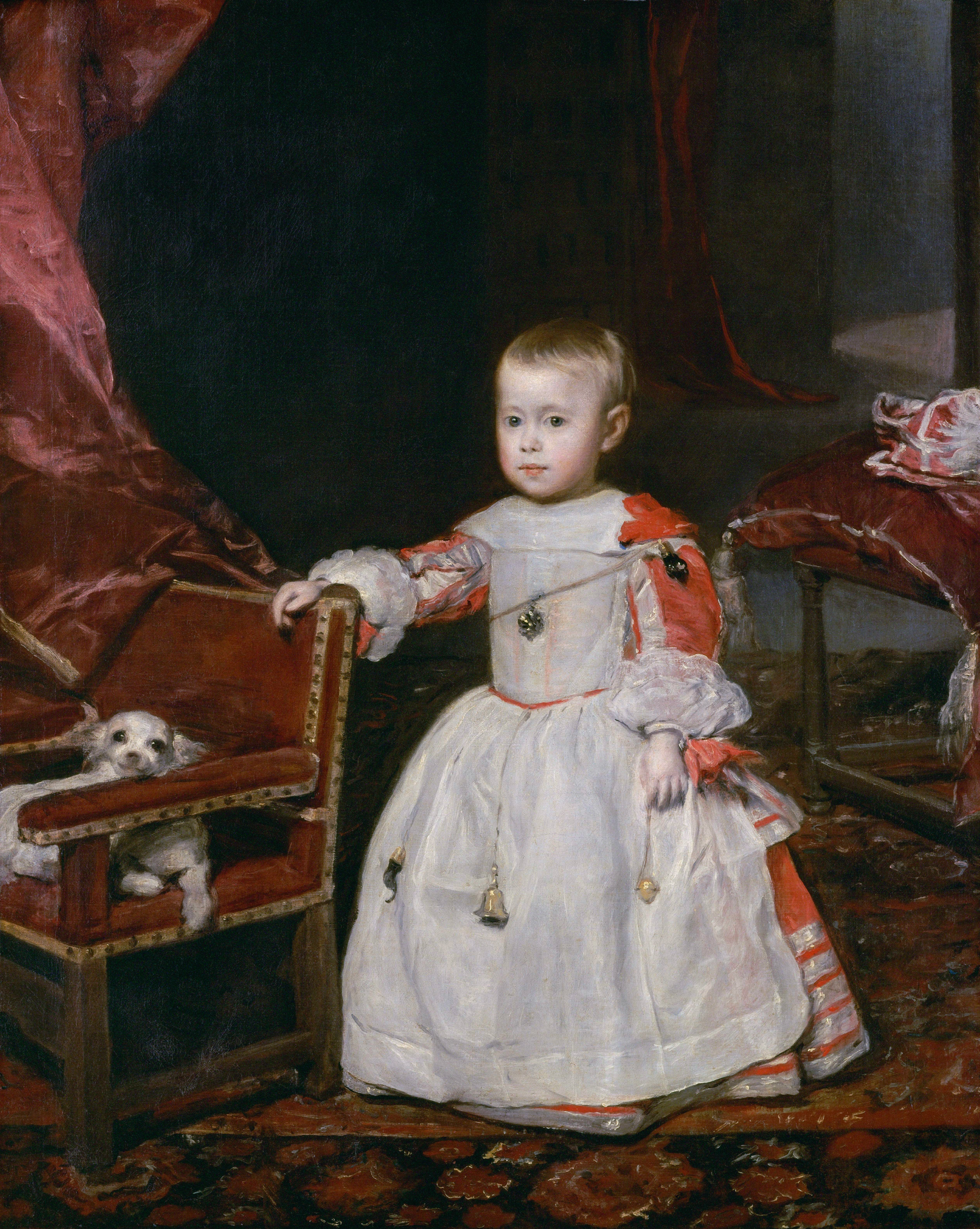
Diego Velázquez, Il principe Filippo Prospero (1657-1661), 1659. Il piccolo principe indossa l'abito di corte spagnolo.
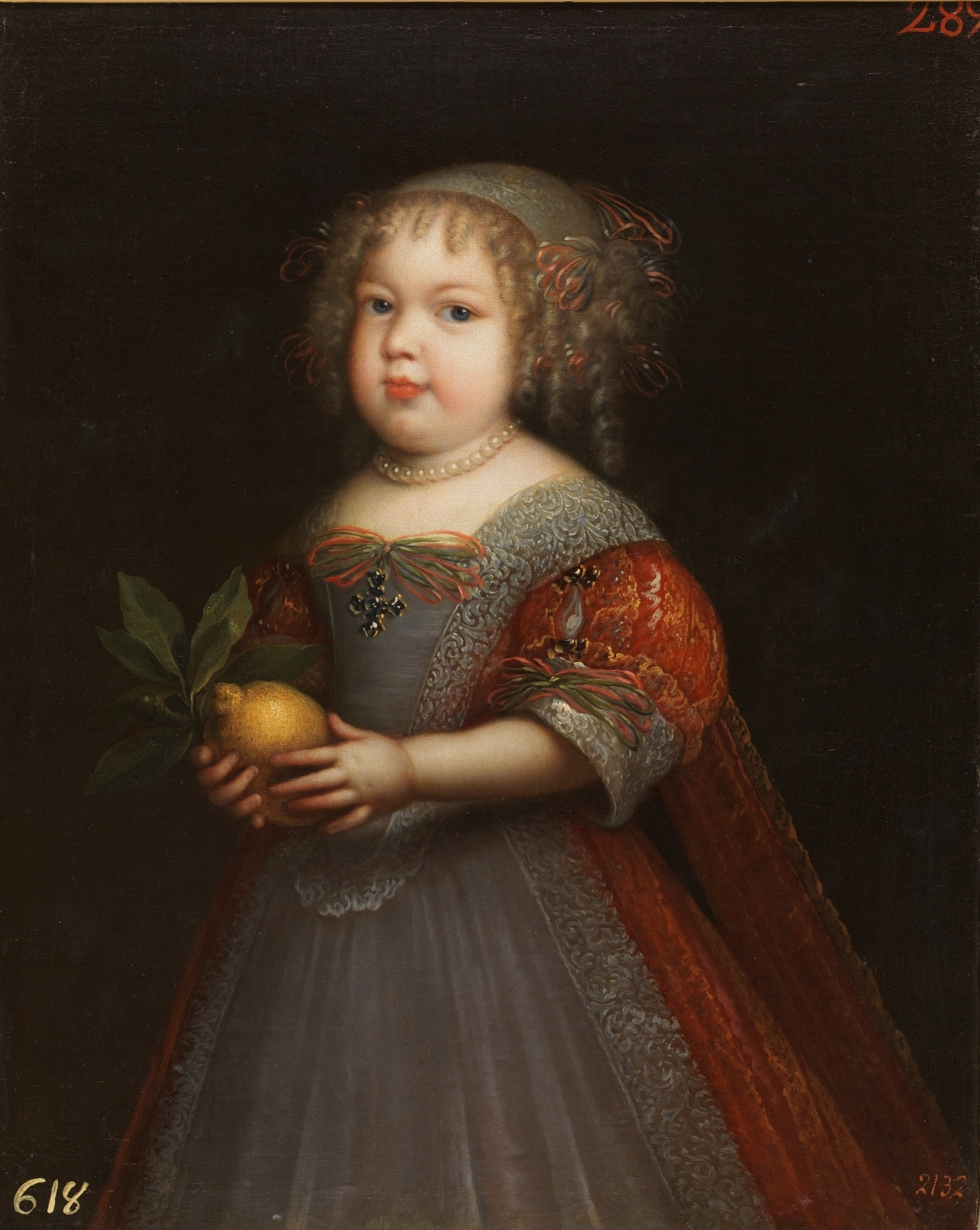
Jean Nocret, Maria Teresa di Borbone (1667-1672). Figlia di Luigi XIV e di sua moglie Maria Teresa, morta prematuramente, è vestita in modo sontuoso pur essendo una bambina, con un'acconciatura alla moda con riccioli laterali.
Ragazzo in costume, forse Luigi di Borbone, delfino del Viennese (?) (figlio di Luigi XIV, 1661-1711), c. 1667-1670.
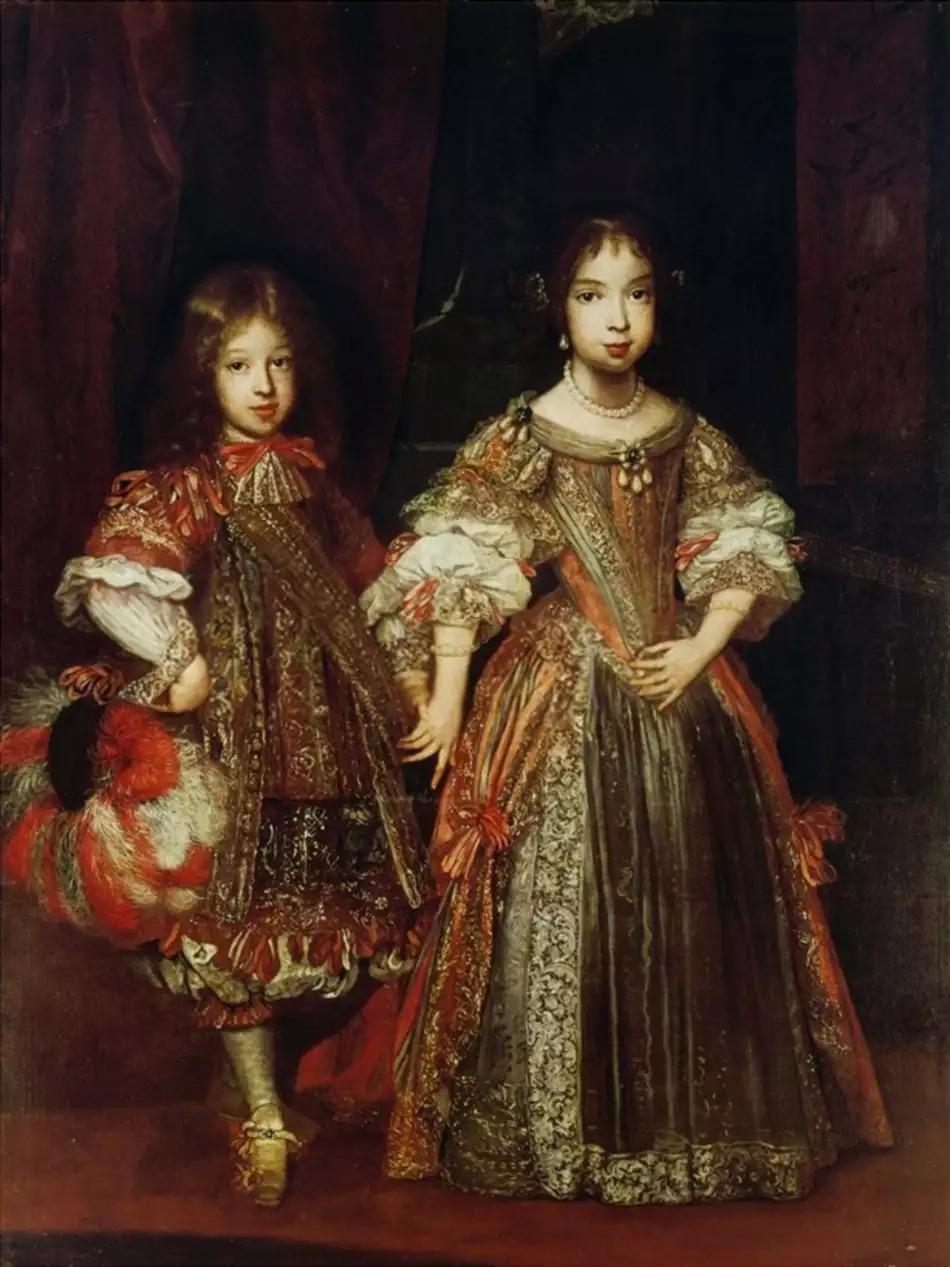
Sebastiano Bombelli, Massimiliano II Emanuele di Baviera (1662-1726) e Maria Anna von Bayern (1660-1690) bambini, c. 1668-1669
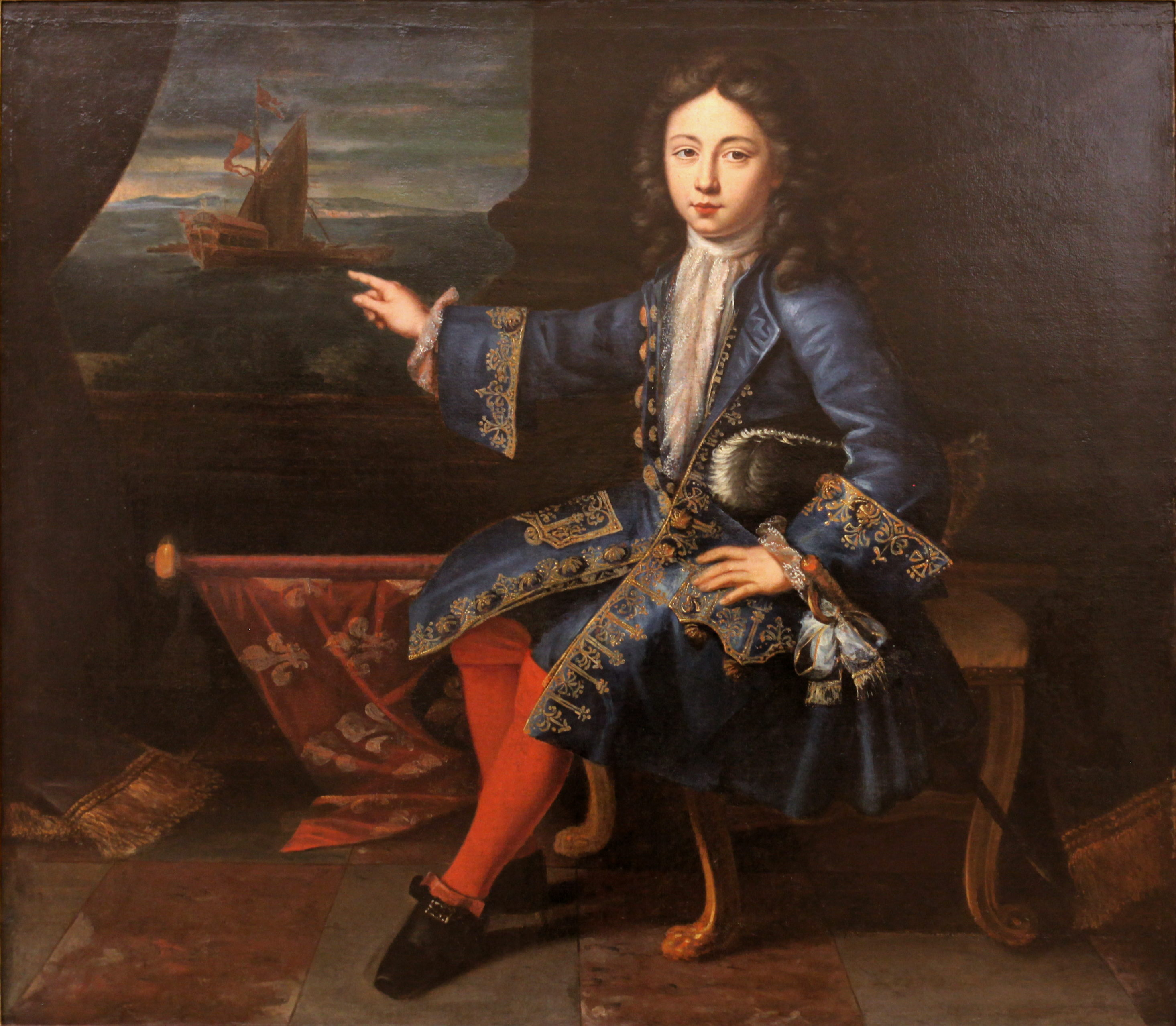
Hyacinthe Rigaud, Luigi Alessandro, conte di Tolosa, c. 1685-1690

### Cittadini e popolo

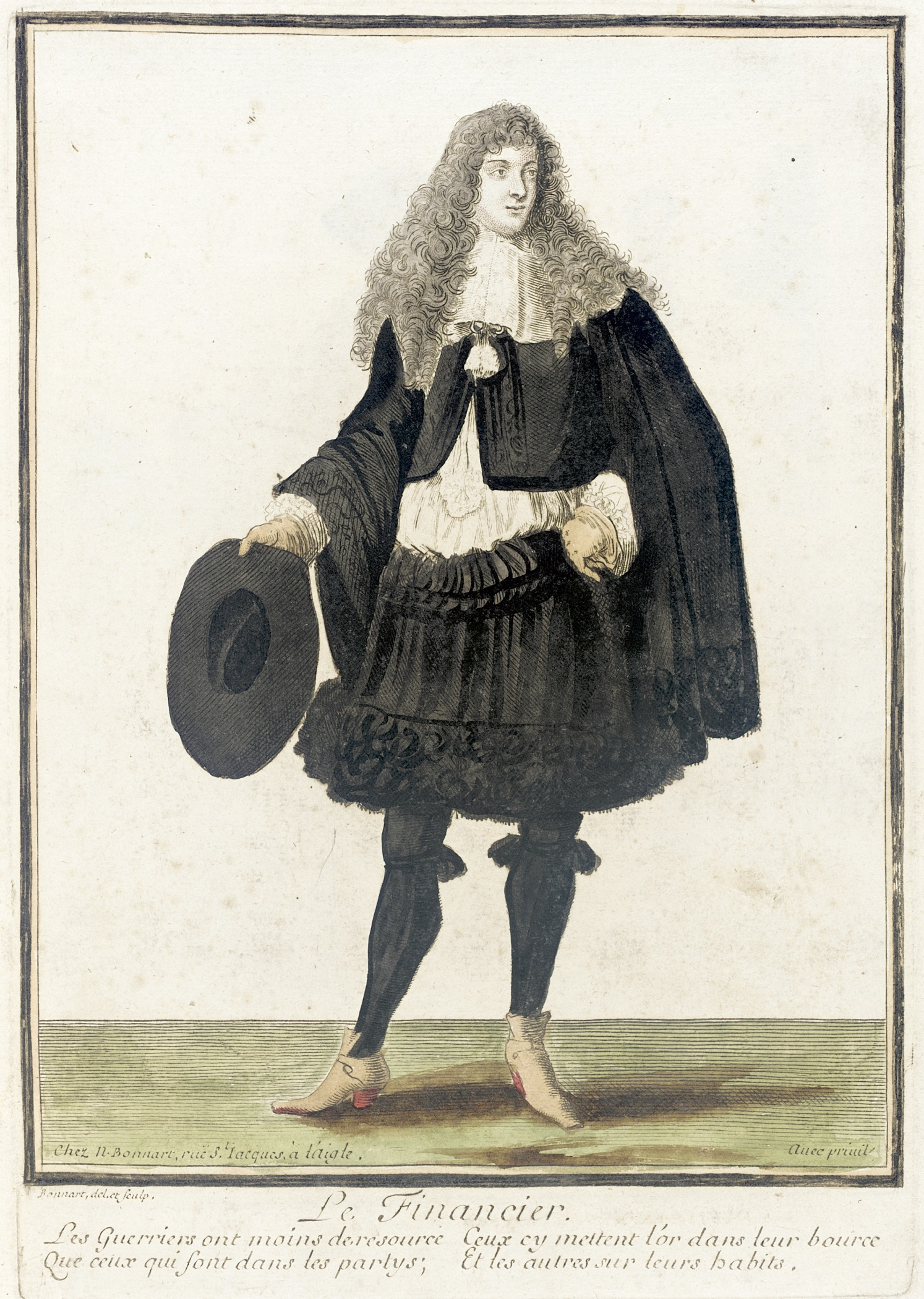
Abbigliamento tipico di un finanziere (Le Financier), da Recueil des modes de la cour de France di Nicolas Bonnart (1637-1717), c. 1678-1693

La moda barocca destinata alle classi più agiate era elaborata e costosa e, proprio come nei tempi precedenti, essa era un fatto meramente legato a una determinata condizione sociale. Le grandi parrucche lunghe, realizzate con capelli veri, erano molto costose, così come i popolari pizzi o tessuti come il velluto e la seta. A parte la ricca borghesia cittadina, che prendeva ispirazione ora dalla moda della nobiltà e non erano più vincolati da codici di abbigliamento come nel Medioevo, gli abiti dei contadini o dei cittadini erano molto più semplici e meno colorati. Gli uomini, in particolare, indossavano spesso abiti di colore nero o di colori tenui come il marrone o il grigio. Il nero era ad esempio il colore d'abito tipico dei finanzieri, come ad esempio si può notare per il ministro delle finanze Colbert (il quale proveniva dalla borghesia).
Anche questi abiti si ispiravano ai dettami della moda aristocratica, ma per ragioni pratiche avevano alcune semplificazioni: ad esempio le gonne delle donne dei bassi ceti erano spesso più corte e realizzate con tessuti più economici; venivano spesso indossati anche cuffie e grembiuli.
Nel complesso, i costumi tradizionali variavano a livello regionale.

Abiti del popolo, da Recueil des modes de la cour de France, 1678-1693
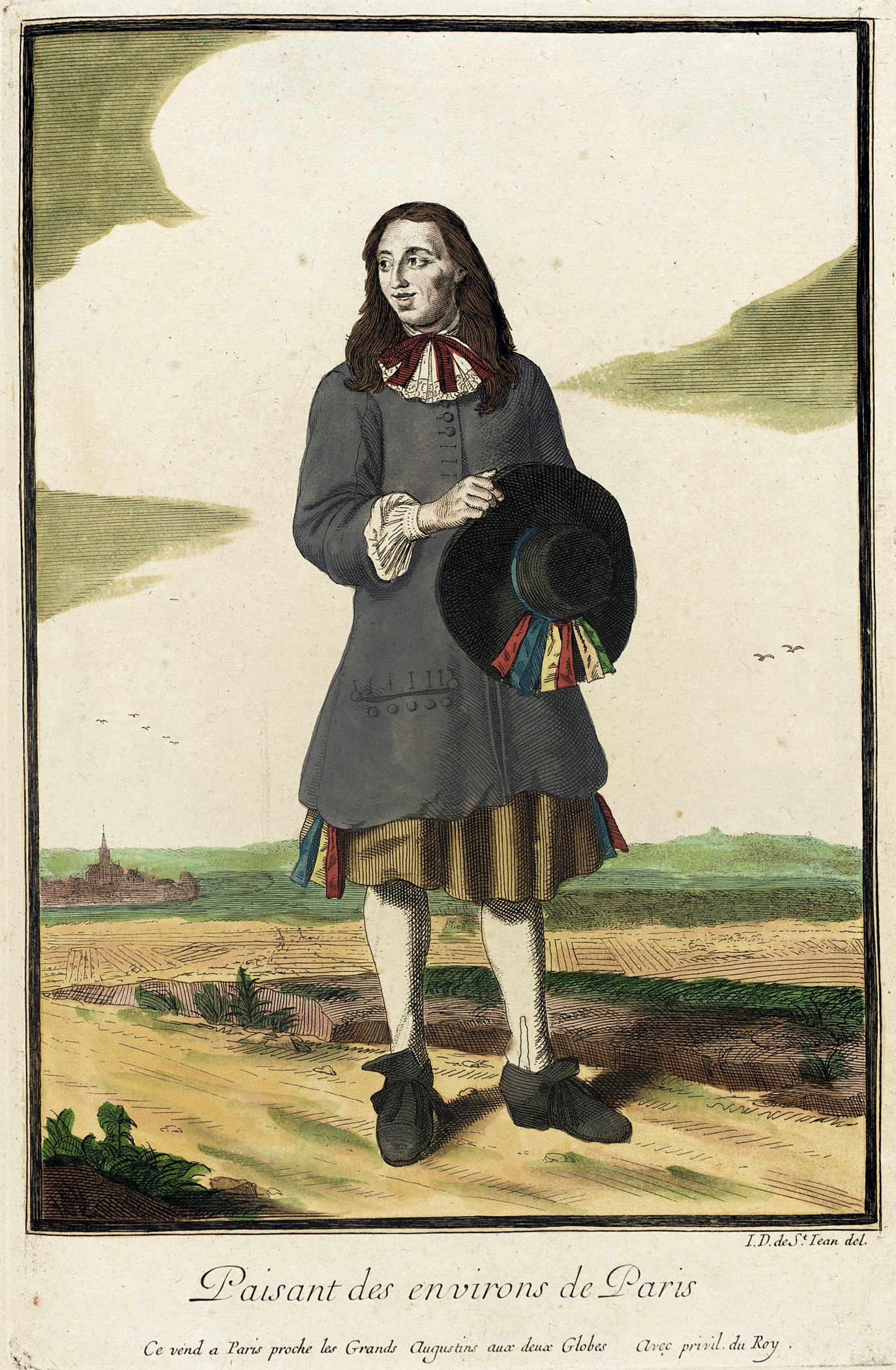
'Contadino della zona di Parigi', Jean Dieu de Saint-Jean, 1678-1693
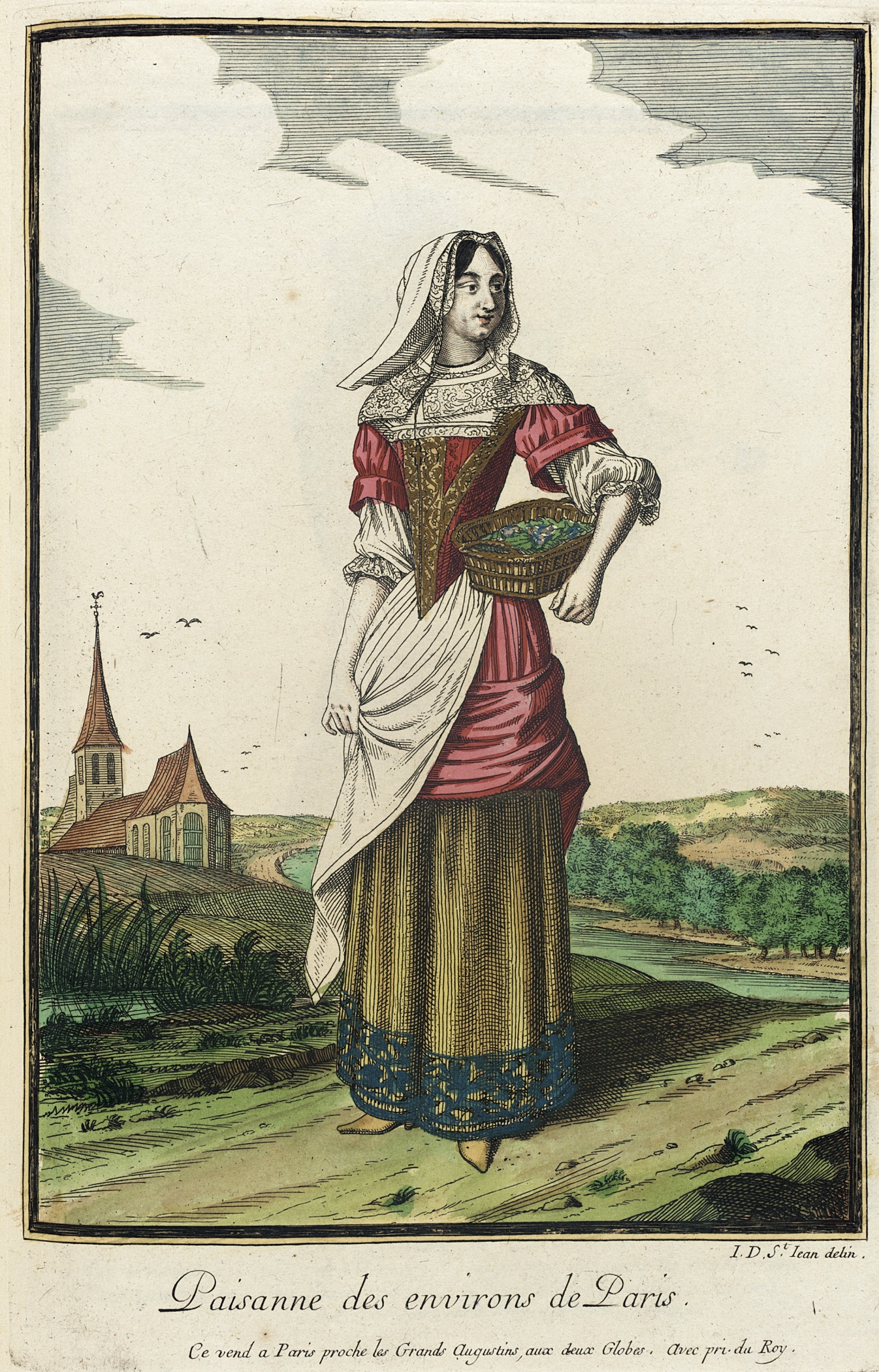
'Contadina della zona di Parigi', Jean Dieu de Saint-Jean, 1678-1693
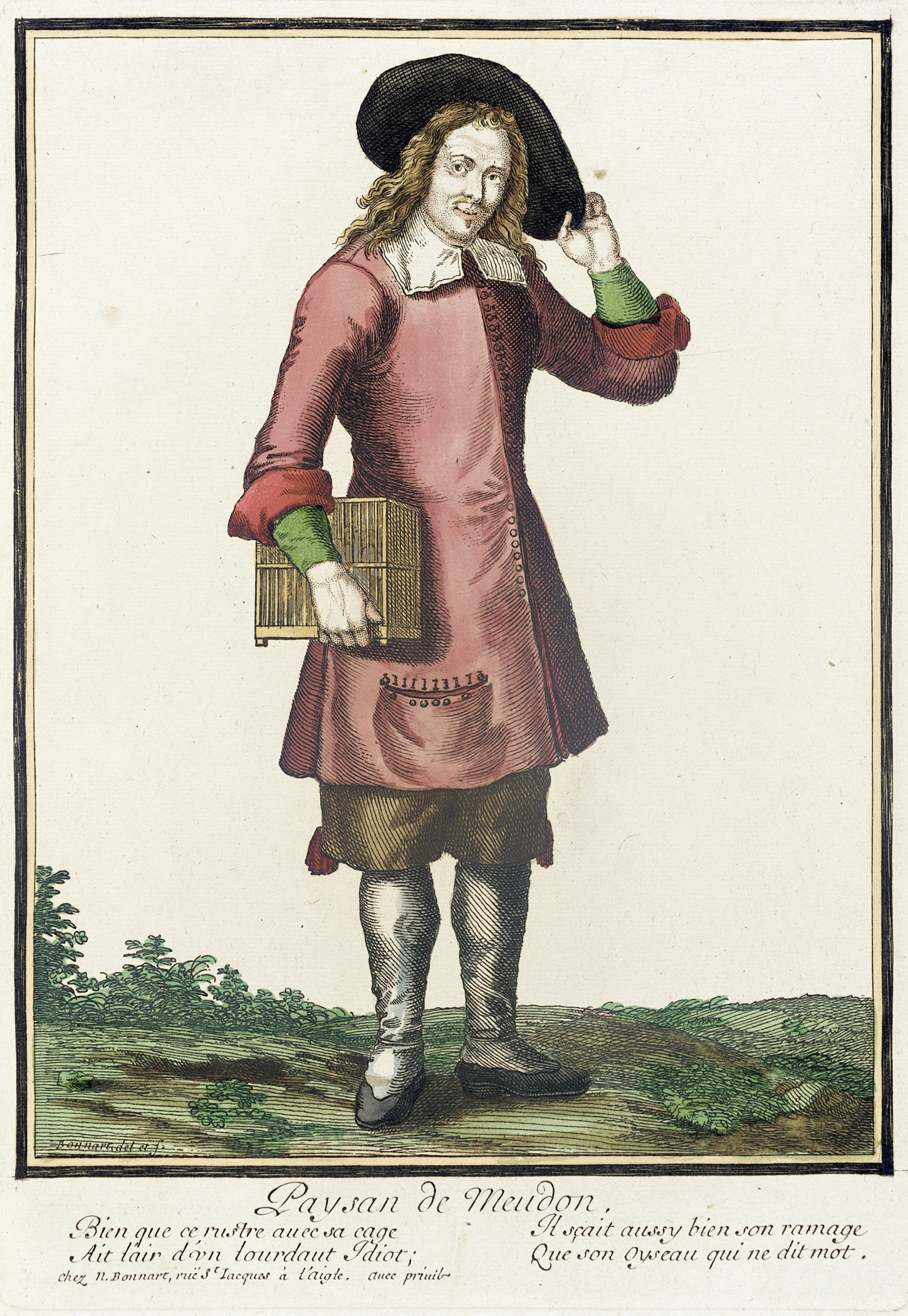
'Contadino di Meudon', Nicolas Bonnart, 1678-1693
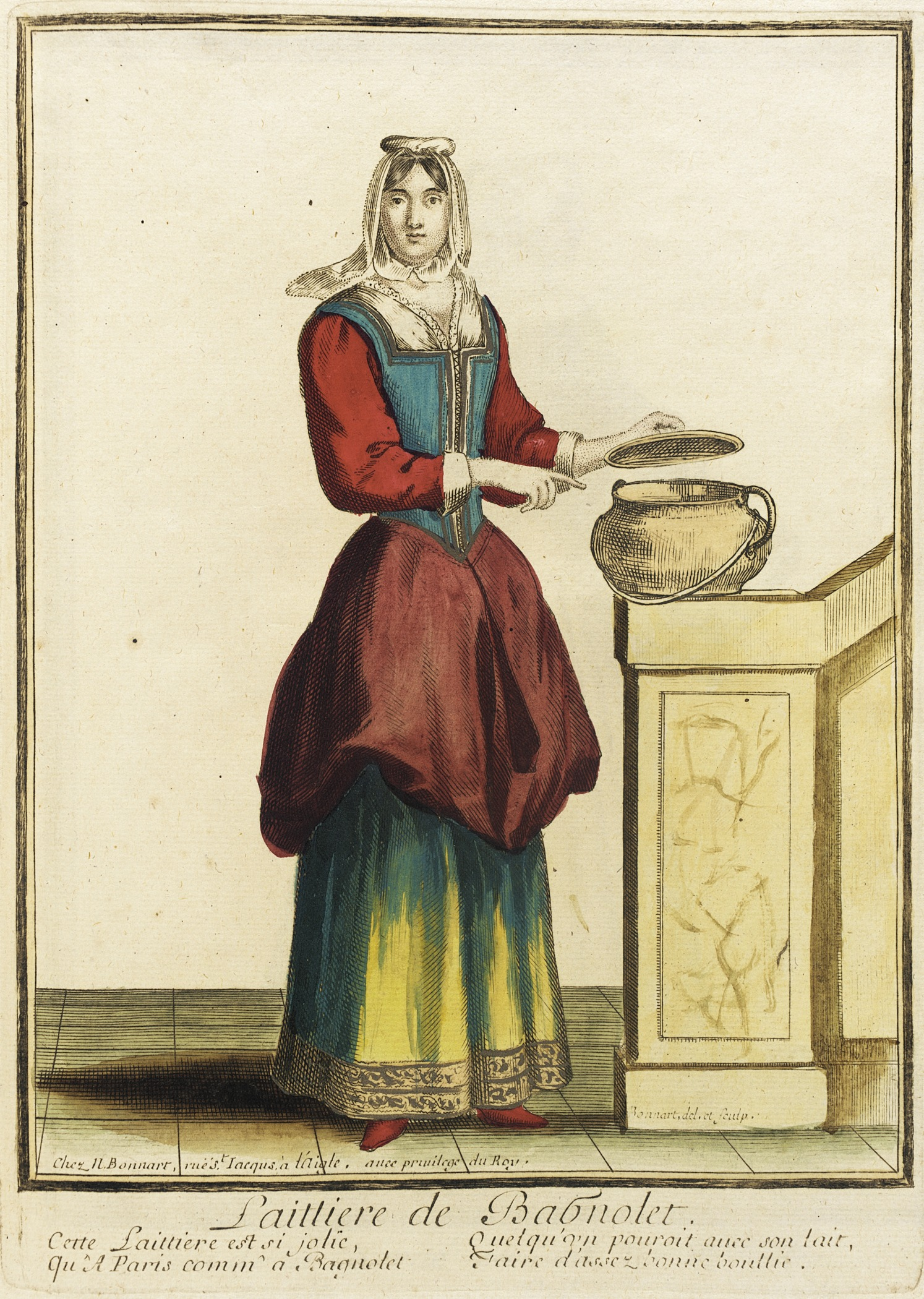
'Lattaia di Bagnolet', Nicolas Bonnart, 1678-1693
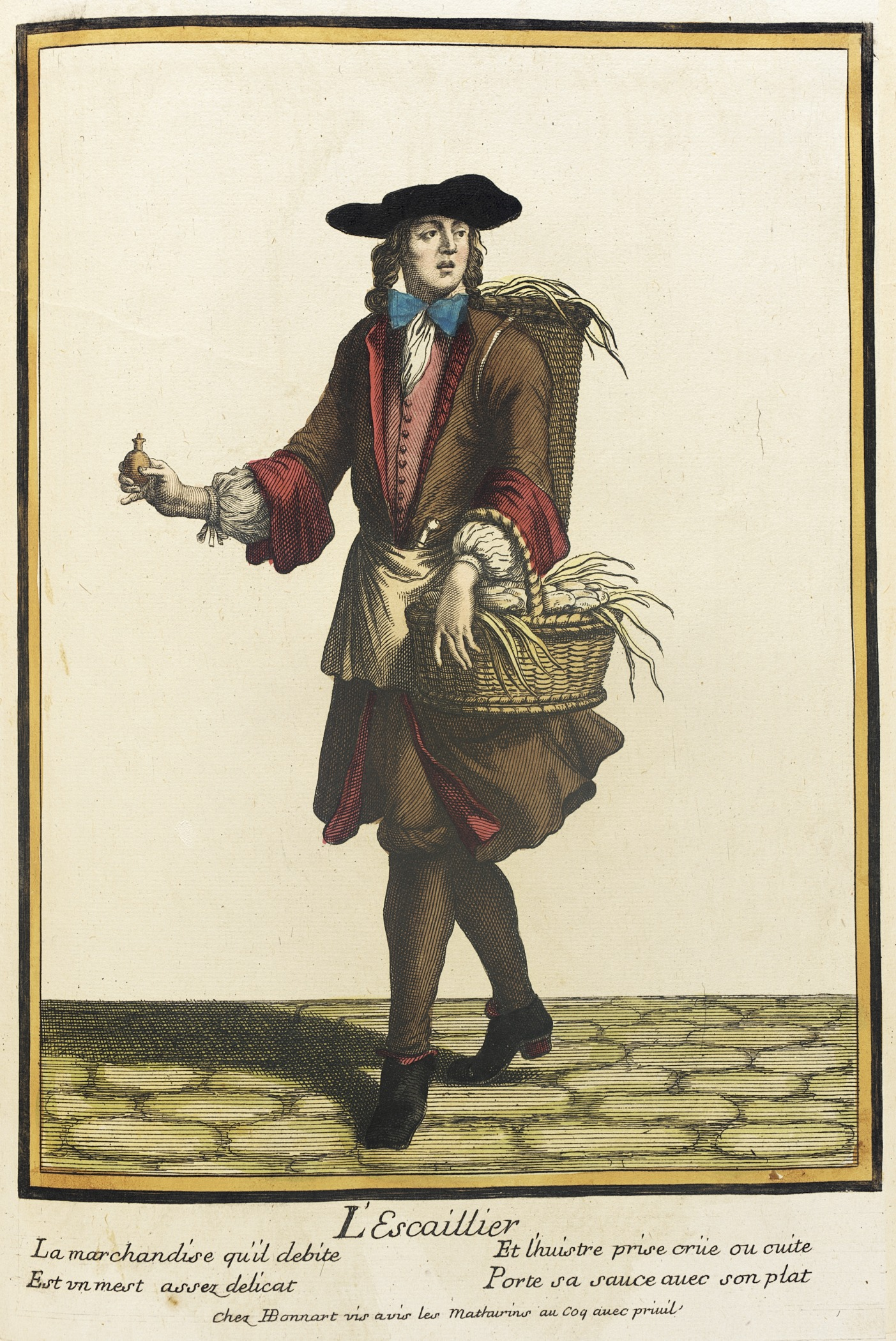
Un venditore ambulante, Henri Bonnart, 1675-1685
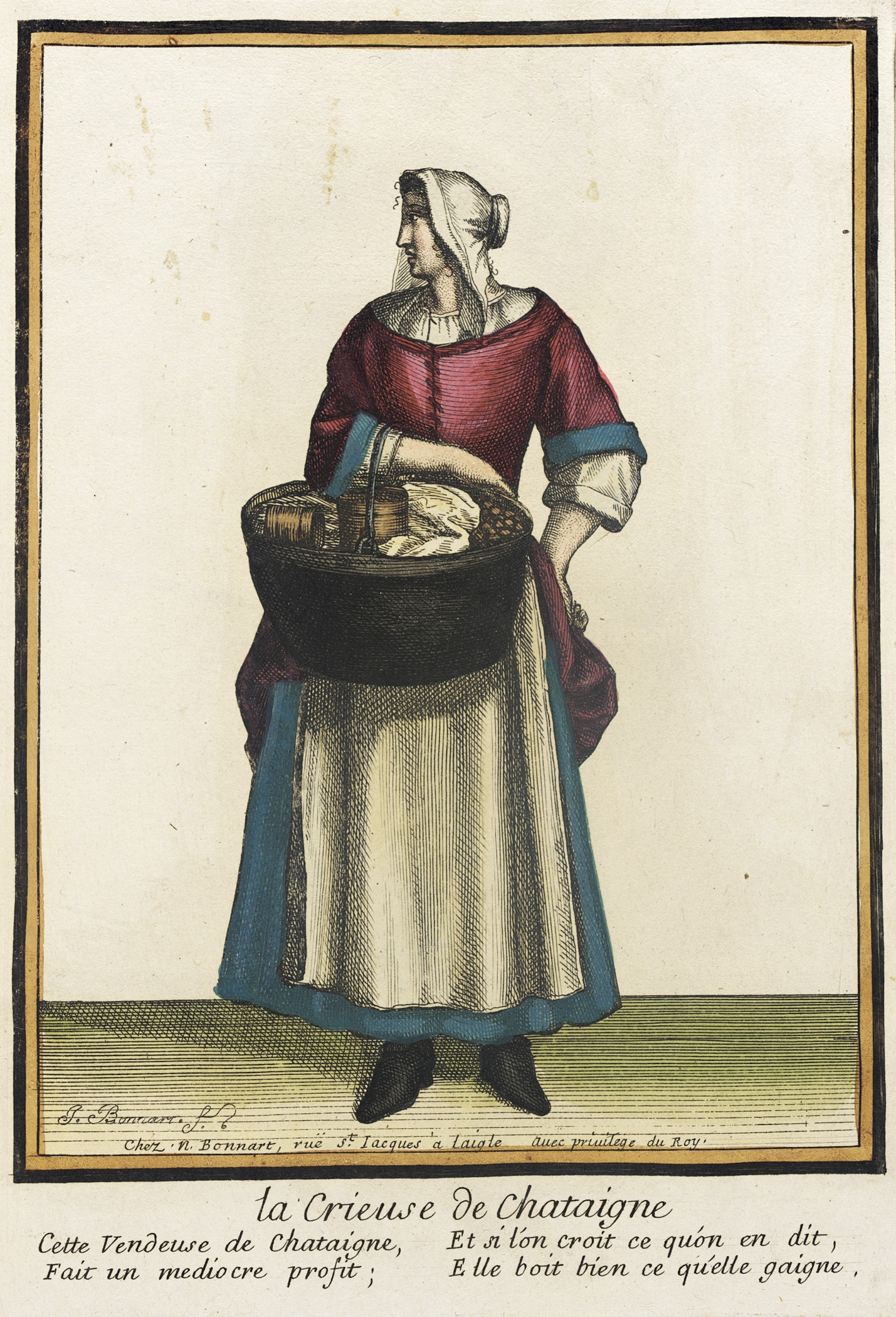
Venditrice di castagne, Nicolas und Jean-Baptiste Bonnart, c. 1674

### Peculiarità specifiche

#### Spagna e nei domini spagnoli

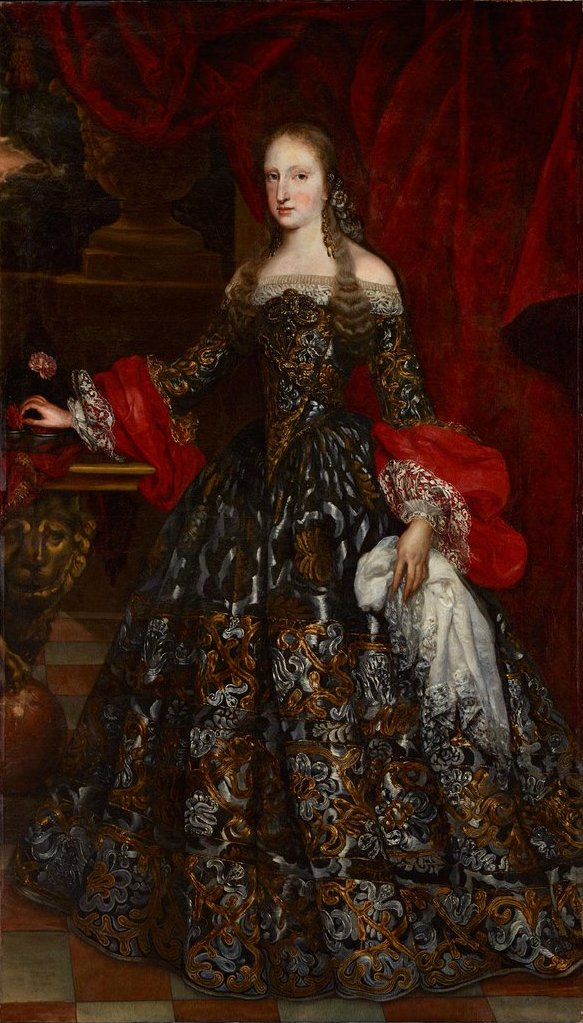
Claudio Coello, Maria Anna del Palatinato-Neuburg (1667-1740) come regina di Spagna, c. 1687. Anche dopo il 1685, la moda in Spagna non rimase priva di un certo fascino, ma si distinse per essere assolutamente unica. Il décolleté delle dame mostrava le spalle, ma copriva interamente il seno nella parte anteriore, le maniche lunghe coprivano anche le braccia. L'abito sontuoso, non più dotato di una gonna a cerchio (come era stato in uso sino alla metà del secolo), presenta invece pieghe larghe e pesanti. Lo stile dei capelli è ben diverso dalle acconciature e dal Fontange della moda francese dell'epoca e gli orecchini sono così lunghi che cadono sulle spalle, ma sono quasi completamente coperti dai capelli.

Mentre la moda europea seguiva sostanzialmente quella francese, nella Spagna degli Asburgo lo stile di moda si era mantenuto più rigido e conservatore ed aveva iniziato a mutare leggermente a partire dal 1670. Presso le classi più agiate, quello che prevaleva era il tipico abito di corte spagnolo, dalle forme rigide, col collo alto, con colori prevalentemente cupi se non neri, come era stato in uso in tutta Europa tra il 1550 ed il 1620. La moda spagnola, in generale, appariva ancora antiquata per l'epoca e lontana dalle frivole invenzioni di quella francese. Gli abiti femminili, ad esempio, non evidenziavano le forme del corpo sotto ampie gonne a cerchio (di grandi dimensioni in particolare tra il 1640 ed il 1650), senza ghirlande di fiori, né balze, ma piuttosto voluminose e poco aggraziate. Acconciature "ad elmo" erano ancora prevalenti ed i corsetti in uso appiattivano perlopiù il petto.

#### Paesi Bassi
Nei Paesi Bassi, i ricchi si vestivano in modo simile alla loro controparte francese. Una piccola particolarità tipica degli anni '50 e '60 del Seicento in Olanda erano le giacche bordate di pelliccia in velluto o seta, molto apprezzate dalle eleganti dame e visibili in molti quadri di pittori come Gerard ter Borch, Jan Vermeer, Gabriel Metsu, Pieter de Hooch e altri. Queste giacche erano disponibili in diversi colori e tagli, larghe o in vita, a collo alto o con scollo; le maniche erano lunghe tre quarti e arrivavano appena sotto i gomiti. Erano indossate in particolar modo abbinate ad un abito di seta.

#### Inghilterra

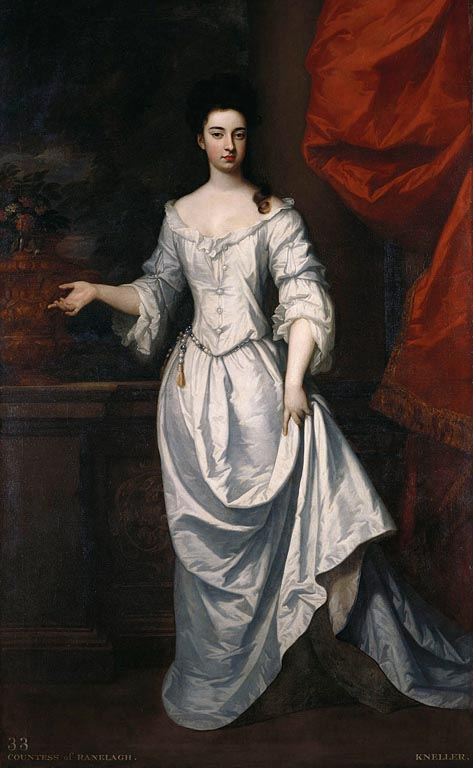
Godfrey Kneller, Margaret Cecil, contessa di Ranelagh (1672-1728), 1690-1691. La moda inglese presentava una certa eleganza, semplice e disinvolta.

In Inghilterra, prima che altrove, durante il regno di Carlo I (1625-1649), la moda francese entrò prepotentemente nei gusti della società d'oltremanica, probabilmente anche grazie all'influenza della regina Enrichetta Maria, zia di Luigi XIV ed anch'ella di origini francese.
Questa moda si interruppe improvvisamente e violentemente con le disposizioni volute dal governo puritano di Oliver Cromwell a metà Seicento, il quale considerava frivola la moda francese. Con l'ascesa al trono di Carlo II nel 1660, non solo la moda recuperò rilassatezza, ma tornò di gran prepotenza anche la moda francese, perché il re non aveva solo una madre francese, ma aveva vissuto parte del suo esilio in Francia e ne aveva assorbito la maggior parte della cultura. Una caratteristica specifica dell'abbigliamento inglese, tuttavia, rimaneva una certa eleganza semplice, adottata poi anche in Francia alla fine del XVIII secolo. Ad esempio, le donne inglesi indossavano abiti di seta raffinati ed eleganti, ma molto meno elaborati di quelli francesi della medesima epoca. Le acconciature, attorno al 1700, divennero molto più semplici e anche le parrucche allonge per gli uomini in Inghilterra assunsero uno stile più "spigoloso" rispetto a quelle francesi oltre ad essere leggermente più corte, specialmente ai lati.

#### Germania
In Germania molte corti principesche decisero di adottare incondizionatamente la moda francese, specialmente quelle che erano in qualche modo legate per matrimonio alla Francia come ad esempio il Brunswick-Lüneburg (Elisabetta Carlotta del Palatinato, cognata del Re Sole, era inoltre una nipote dell'elettrice Sofia) o la Baviera (la moglie dell'erede al trono francese era Maria Anna di Wittelsbach).

#### Austria

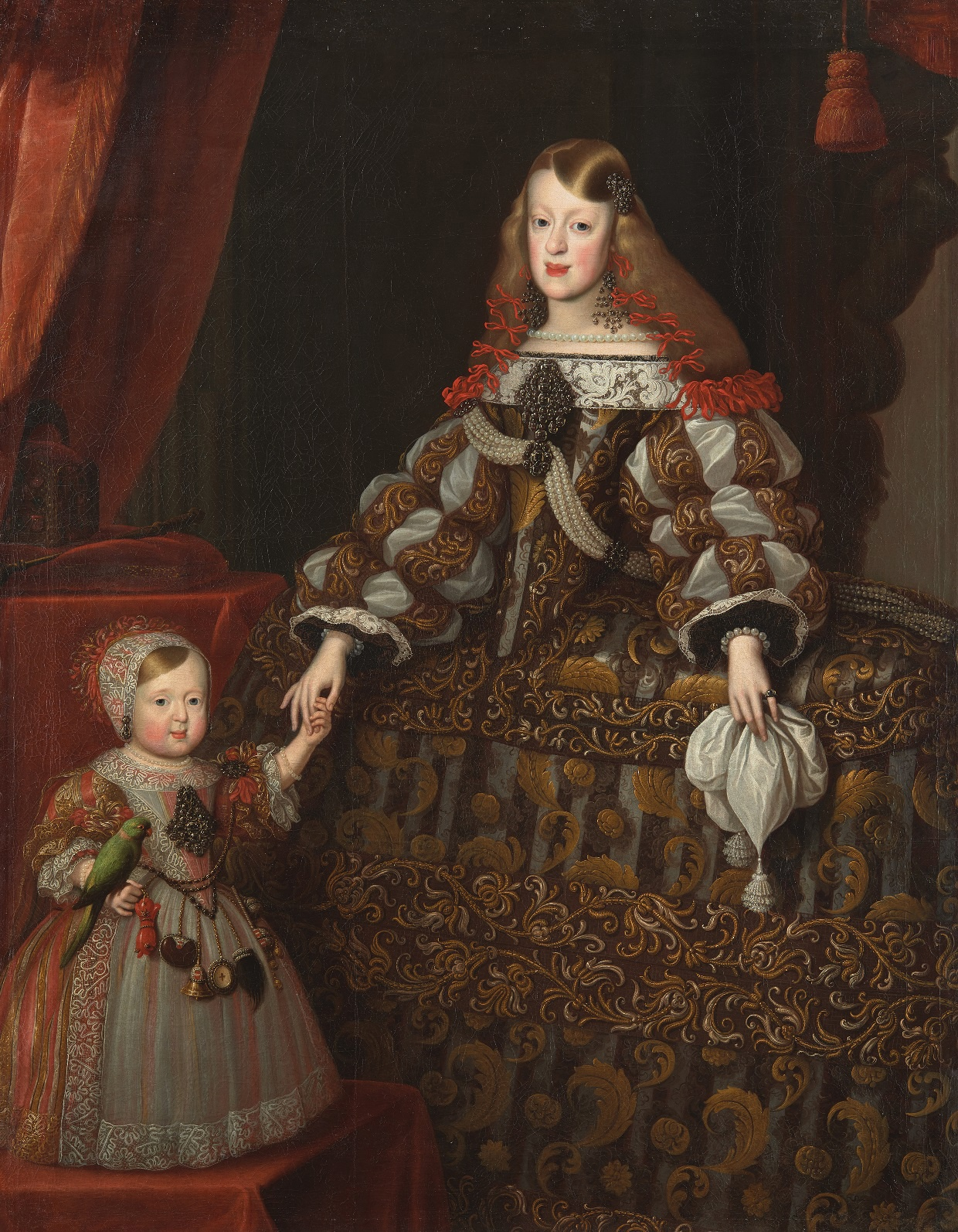
Jan Thomas van Ieperen, L'imperatrice Margherita Teresa con sua figlia Maria Antonia, c. 1670. Tre anni dopo il suo matrimonio, l'imperatrice tedesca indossava ancora la moda spagnola a Vienna.

La corte imperiale viennese si trovò in una situazione particolare per la moda dell'epoca dal momento che la stretta parentela degli Asburgo d'Austria con quelli di Spagna e la loro personale ostilità ai Borbone portò un certo ritardo della diffusione della moda francese nella corte imperiale. In totale controtendenza, la prima moglie dell'imperatore Leopoldo, l'infanta spagnola Margherita Teresa (1651-1673), cercò di introdurre alla corte viennese i rigidi canoni della moda spagnola, sebbene questo fosse in realtà un corpo estraneo alla tradizione di Vienna. La sua sorellastra maggiore Maria Teresa (1638-1683), che era regina di Francia, subito dopo aver sposato Luigi XIV, aveva abbandonato la moda spagnola e si era adattata a quella francese. Alla fine del XVII secolo, tuttavia, Vienna abbracciò completamente la moda francese dell'epoca.

#### Russia
Anche la Russia, che fino al 1700 si trovava ancora lontanissima dalla cultura europea, fu influenzata culturalmente dalla moda dalla Francia di Luigi XIV sotto la guida dello zar Pietro il Grande, il quale ad ogni modo colse solo gli anni dell'era del Re Sole.

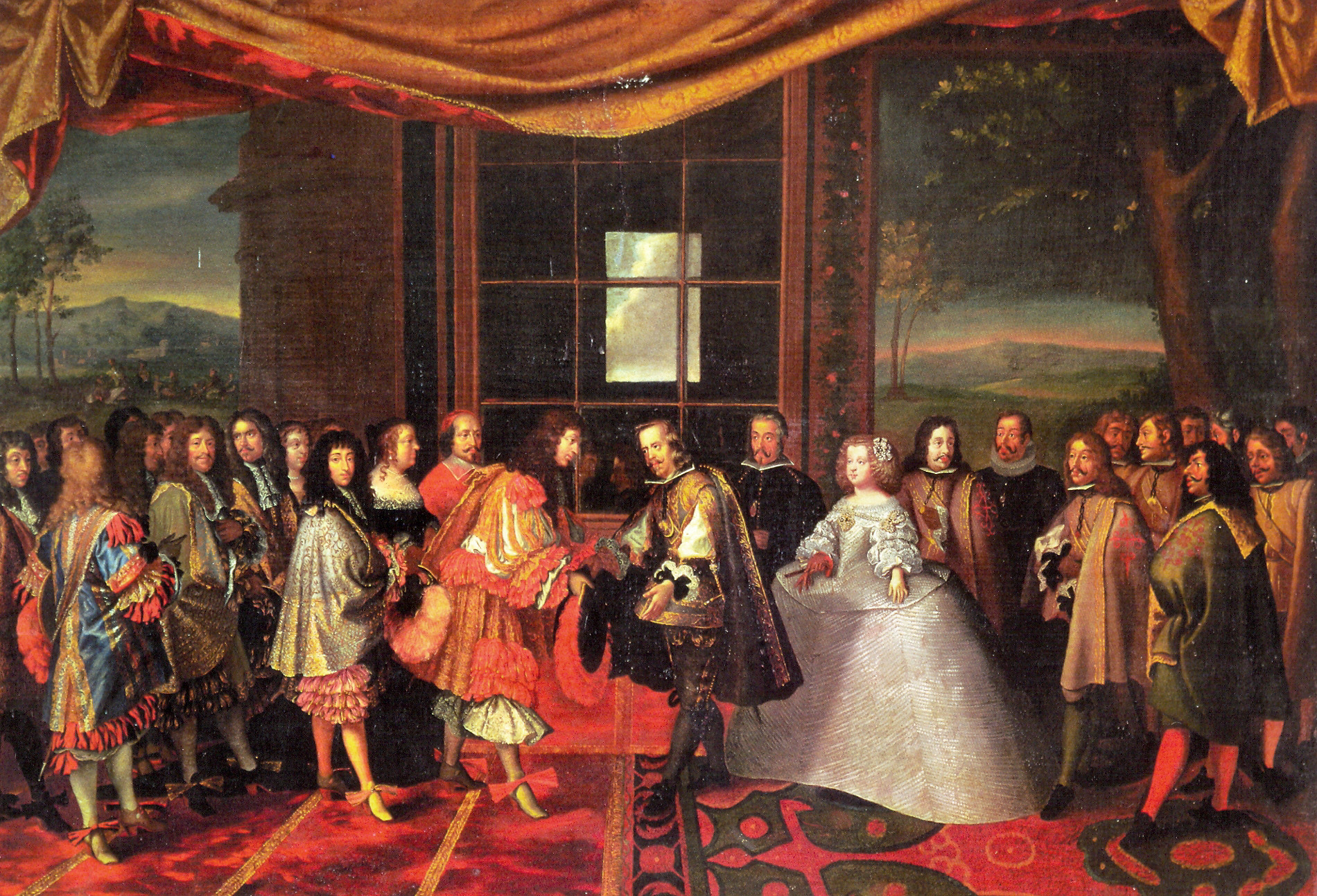
Jacques Laumosnier, Il Trattato dei Pirenei. All'incontro si trovarono Luigi XIV (al centro a sinistra) con Filippo IV di Spagna e sua figlia Maria Teresa (al centro a destra) presso l'Isola dei Fagiani nel 1659. Si noti il netto contrasto tra l'abbigliamento spagnolo, rigido e ormai antiquato (a destra) e le colorate fantasie e l'eleganza dei francesi (a sinistra). L'Infanta viene raffigurata in una rigida e ampia gonna bianca a cerchio e con un'ampia acconciatura spagnola.